# Playoffs NBA 2010

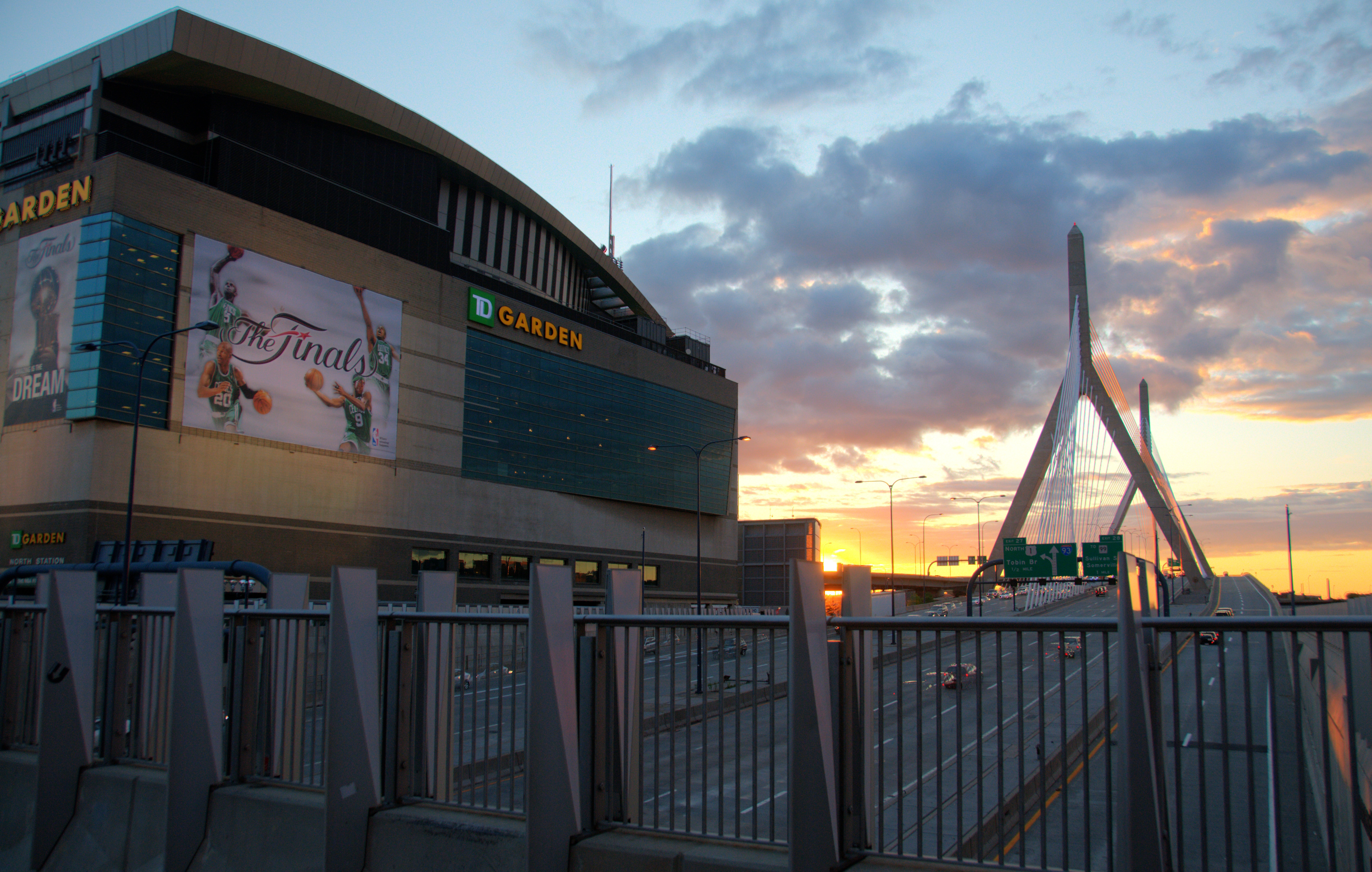
Td Garden

Los Playoffs de la NBA de 2010 es el ciclo de cierre al torneo de la temporada 2009-2010 de la NBA. En Estados Unidos, la fase de los Playoffs también se denomina postemporada y es la llave para conseguir el título definitivo de la NBA.

## Formato
El formato del 2010 es el mismo que el de los Playoffs del 2009.
Los 30 equipos en el torneo americano se distribuyen dividiéndose en 2 conferencias de 15 equipos cada una. Cada Conferencia está constituida por 3 Divisiones diferentes y, en cada una de ellas, están incluidos 5 equipos. La Conferencia Oeste incluye la División Pacífico, División Noroeste y la División Suroeste; la Conferencia Este está compuesta por la División Atlántico, División Central y División Sureste.
Una vez terminada la temporada regular, en la que los equipos disputan 82 partidos, la clasificación para los Playoffs se produce de la siguiente manera: Clasifican los 8 mejores equipos de cada conferencia. Dentro de ellas, el campeón de cada una de las 3 Divisiones gana el derecho a colocarse entre los 3 primeros puestos de su Conferencia para los Playoffs, decidiendo el orden quién tenga mejor balance en liga (número de victorias-número de derrotas). Del cuarto al octavo puesto de Conferencia se otorgan en orden descendente según el balance en liga que presente el resto de los equipos.
- Excepción: Puede ocurrir que un equipo campeón de división tenga peor balance que otros equipos de otras divisiones y que sean de la misma conferencia. En ese caso, el equipo campeón de división tiene asegurado el cuarto puesto en los playoffs. Perdería, como mucho, 1 posición de la que le pertenecería por derecho.

Una vez que se establecen los puestos definitivos para los Playoffs, se realizan unas eliminatorias denominadas: 1.ª ronda, Semifinales y Final de Conferencia y los equipos que ganen sus eliminatorias se van clasificando de la siguiente forma:
|  | 1.ª ronda        | 1.ª ronda |  |  | Semifinales de Conferencia | Semifinales de Conferencia |  |  | Final de Conferencia | Final de Conferencia |
|  | 2-2-1-1-1        | 2-2-1-1-1 |  |  | 2-2-1-1-1                  | 2-2-1-1-1                  |  |  | 2-2-1-1-1            | 2-2-1-1-1            |
|  |                  |           |  |  |                            |                            |  |  |                      |                      |
|  |                  |           |  |  |                            |                            |  |  |                      |                      |
|  |                  |           |  |  |                            |                            |  |  |                      |                      |
|  | 1.er Clasificado |           |  |  |                            |                            |  |  |                      |                      |
|  |                  |           |  |  |                            |                            |  |  |                      |                      |
|  | 8.º Clasificado  |           |  |  |                            |                            |  |  |                      |                      |
|  |                  |           |  |  |                            |                            |  |  |                      |                      |
|  |                  |           |  |  |                            |                            |  |  |                      |                      |
|  |                  |           |  |  |                            |                            |  |  |                      |                      |
|  | 4.º Clasificado  |           |  |  |                            |                            |  |  |                      |                      |
|  |                  |           |  |  |                            |                            |  |  |                      |                      |
|  | 5.º Clasificado  |           |  |  |                            |                            |  |  |                      |                      |
|  |                  |           |  |  |                            |                            |  |  |                      |                      |
|  |                  |           |  |  |                            |                            |  |  |                      |                      |
|  |                  |           |  |  |                            |                            |  |  |                      |                      |
|  | 2.º Clasificado  |           |  |  |                            |                            |  |  |                      |                      |
|  |                  |           |  |  |                            |                            |  |  |                      |                      |
|  | 7.º Clasificado  |           |  |  |                            |                            |  |  |                      |                      |
|  |                  |           |  |  |                            |                            |  |  |                      |                      |
|  |                  |           |  |  |                            |                            |  |  |                      |                      |
|  |                  |           |  |  |                            |                            |  |  |                      |                      |
|  | 3.er Clasificado |           |  |  |                            |                            |  |  |                      |                      |
|  |                  |           |  |  |                            |                            |  |  |                      |                      |
|  | 6.º clasificado  |           |  |  |                            |                            |  |  |                      |                      |
|  |                  |           |  |  |                            |                            |  |  |                      |                      |

Las eliminatorias o series se juegan en un formato al mejor de 7 partidos, en el que se tiene que ganar 4 partidos para clasificarse para la siguiente ronda. El equipo que posea la ventaja de campo en cada eliminatoria disputará los partidos 1, 2, 5 y 7 como local, mientras que el resto de partidos se jugará en el pabellón del equipo contrario. Se establece como equipo con ventaja de campo al que haya tenido mejor balance en liga entre los 2 contendientes de una eliminatoria. En el momento en que un equipo gana 4 partidos, se clasifica para la siguiente ronda de eliminatoria, sin jugar obligatoriamente los 7 partidos programados (Formato: 2-2-1-1-1).
- - Excepción: Para las finales de la NBA se ha decidido que el equipo con ventaja de campo disputará los partidos 1, 2, 6 y 7 como local, mientras que el otro jugaría en casa los partidos 3, 4 y 5 (Formato: 2-3-2).

## Camino a los Playoffs
En la temporada 2009-2010, la fase de liga regular comenzó el 28 de octubre de 2009 y se prolongó hasta el 15 de abril de 2010. Para los playoffs, la dirección de la NBA dictamina las fechas de los partidos a medida que se celebran las eliminatorias. La clasificación final fue la siguiente:
| #                                                       | CONFERENCIA OESTE      | CONFERENCIA OESTE | CONFERENCIA OESTE | #  | CONFERENCIA ESTE       | CONFERENCIA ESTE | CONFERENCIA ESTE |
| #                                                       | Equipo                 | PG-PP             | PDif              | #  | Equipo                 | PG-PP            | PDif             |
| ------------------------------------------------------- | ---------------------- | ----------------- | ----------------- | -- | ---------------------- | ---------------- | ---------------- |
| 1                                                       | ++ Los Angeles Lakers  | 57-25             | --                | 1  | xx Cleveland Cavaliers | 61-21            | --               |
| 2                                                       | + Dallas Mavericks     | 55-27             | 2                 | 2  | x Orlando Magic        | 59-23            | 2                |
| 3                                                       | Phoenix Suns           | 54-28             | 3                 | 3  | Atlanta Hawks          | 53-29            | 8                |
| 4                                                       | ^ Denver Nuggets       | 53-29             | 4                 | 4  | # Boston Celtics       | 50-32            | 11               |
| 5                                                       | Utah Jazz              | 53-29             | 4                 | 5  | Miami Heat             | 47-35            | 14               |
| 6                                                       | Portland Trail Blazers | 50-32             | 7                 | 6  | Milwaukee Bucks        | 46-36            | 15               |
| 7                                                       | San Antonio Spurs      | 50-32             | 7                 | 7  | Charlotte Bobcats      | 44-38            | 17               |
| 8                                                       | Oklahoma City Thunder  | 50-32             | 7                 | 8  | Chicago Bulls          | 41-41            | 20               |
| 9                                                       | Houston Rockets        | 42-40             | 15                | 9  | Toronto Raptors        | 40-42            | 21               |
| 10                                                      | Memphis Grizzlies      | 40-42             | 17                | 10 | Indiana Pacers         | 32-50            | 29               |
| 11                                                      | New Orleans Hornets    | 37-45             | 20                | 11 | New York Knicks        | 29-53            | 32               |
| 12                                                      | L.A. Clippers          | 29-53             | 28                | 12 | Detroit Pistons        | 27-55            | 34               |
| 13                                                      | Golden State Warriors  | 26-56             | 31                | 13 | Philadelphia 76ers     | 27-55            | 34               |
| 14                                                      | Sacramento Kings       | 25-57             | 32                | 14 | Washington Wizards     | 26-56            | 35               |
| 15                                                      | Minnesota Timberwolves | 15-67             | 42                | 15 | New Jersey Nets        | 12-70            | 49               |
| * Lider de división (garantizado al menos el 4º puesto) |                        |                   |                   |    |                        |                  |                  |

- NOTA:
  - Colores: Aparecen en color celeste las franquicias del Oeste que se clasificaron para disputar los Play-Offs. Las franquicias del Este aparecen en color beige. Todos los equipos que aparecen en fondo amarillo quedaron eliminados y entrarán en el sorteo del Draft.
  - (++): Equipo campeón de la División Pacífico. Además ha obtenido la mejor marca de la Conferencia Oeste, teniendo factor cancha a favor en todas las eliminatorias de su conferencia. En caso de llegar a la final, perdería el factor cancha disputa contra Cleveland Cavaliers o contra Orlando Magic.
  - (+): Equipo campeón de la División Suroeste.
  - (^): Equipo campeón de la División Noroeste.
  - (xx): Equipo campeón de la División Central. Además ha obtenido la mejor marca de la Conferencia Este y de toda la NBA. Tiene factor cancha a favor en todas las eliminatorias.
  - (#): Equipo campeón de la División Atlántico.
  - (x): Equipo campeón de la División Sureste.

## Cuadro de Enfrentamientos
|  | Primera Ronda     | Primera Ronda | Primera Ronda |   |            | Semifinales de Conferencia | Semifinales de Conferencia | Semifinales de Conferencia |  |    | Finales de Conferencia | Finales de Conferencia | Finales de Conferencia |  |    | Finales de la NBA | Finales de la NBA | Finales de la NBA |
|  |                   |               |               |   |            |                            |                            |                            |  |    |                        |                        |                        |  |    |                   |                   |                   |
|  | E1                | Cleveland*    | 4             |   |            |                            |                            |                            |  |    |                        |                        |                        |  |    |                   |                   |                   |
|  | E8                | Chicago       | 1             |   |            |                            |                            |                            |  |    |                        |                        |                        |  |    |                   |                   |                   |
|  | E8                | Chicago       | 1             |   | E1         | Cleveland*                 | 2                          |                            |  |    |                        |                        |                        |  |    |                   |                   |                   |
|  |                   |               |               |   | E1         | Cleveland*                 | 2                          |                            |  |    |                        |                        |                        |  |    |                   |                   |                   |
|  |                   | E4            | Boston*       | 4 |            |                            |                            |                            |  |    |                        |                        |                        |  |    |                   |                   |                   |
|  | E4                | E4            | Boston*       | 4 | Boston*    | 4                          |                            |                            |  |    |                        |                        |                        |  |    |                   |                   |                   |
|  | E4                |               |               |   | Boston*    | 4                          |                            |                            |  |    |                        |                        |                        |  |    |                   |                   |                   |
|  | E5                | Miami         | 1             |   |            |                            |                            |                            |  |    |                        |                        |                        |  |    |                   |                   |                   |
|  | E5                | Miami         | 1             |   |            |                            |                            |                            |  | E4 | Boston*                | 4                      |                        |  |    |                   |                   |                   |
|  | Conferencia Este  |               |               |   |            |                            |                            |                            |  | E4 | Boston*                | 4                      |                        |  |    |                   |                   |                   |
|  |                   | E2            | Orlando*      | 2 |            |                            |                            |                            |  |    |                        |                        |                        |  |    |                   |                   |                   |
|  | E3                | E2            | Orlando*      | 2 | Atlanta    | 4                          |                            |                            |  |    |                        |                        |                        |  |    |                   |                   |                   |
|  | E3                |               |               |   | Atlanta    | 4                          |                            |                            |  |    |                        |                        |                        |  |    |                   |                   |                   |
|  | E6                | Milwaukee     | 3             |   |            |                            |                            |                            |  |    |                        |                        |                        |  |    |                   |                   |                   |
|  | E6                | Milwaukee     | 3             |   | E3         | Atlanta                    | 0                          |                            |  |    |                        |                        |                        |  |    |                   |                   |                   |
|  |                   |               |               |   | E3         | Atlanta                    | 0                          |                            |  |    |                        |                        |                        |  |    |                   |                   |                   |
|  |                   | E2            | Orlando*      | 4 |            |                            |                            |                            |  |    |                        |                        |                        |  |    |                   |                   |                   |
|  | E2                | E2            | Orlando*      | 4 | Orlando*   | 4                          |                            |                            |  |    |                        |                        |                        |  |    |                   |                   |                   |
|  | E2                |               |               |   | Orlando*   | 4                          |                            |                            |  |    |                        |                        |                        |  |    |                   |                   |                   |
|  | E7                | Charlotte     | 0             |   |            |                            |                            |                            |  |    |                        |                        |                        |  |    |                   |                   |                   |
|  | E7                | Charlotte     | 0             |   |            |                            |                            |                            |  |    |                        |                        |                        |  | E4 | Boston*           | 3                 |                   |
|  |                   |               |               |   |            |                            |                            |                            |  |    |                        |                        |                        |  | E4 | Boston*           | 3                 |                   |
|  |                   | O1            | LA Lakers*    | 4 |            |                            |                            |                            |  |    |                        |                        |                        |  |    |                   |                   |                   |
|  | O1                | O1            | LA Lakers*    | 4 | LA Lakers* | 4                          |                            |                            |  |    |                        |                        |                        |  |    |                   |                   |                   |
|  | O1                |               |               |   | LA Lakers* | 4                          |                            |                            |  |    |                        |                        |                        |  |    |                   |                   |                   |
|  | O8                | Oklahoma City | 2             |   |            |                            |                            |                            |  |    |                        |                        |                        |  |    |                   |                   |                   |
|  | O8                | Oklahoma City | 2             |   | O1         | LA Lakers*                 | 4                          |                            |  |    |                        |                        |                        |  |    |                   |                   |                   |
|  |                   |               |               |   | O1         | LA Lakers*                 | 4                          |                            |  |    |                        |                        |                        |  |    |                   |                   |                   |
|  |                   | O5            | Utah          | 0 |            |                            |                            |                            |  |    |                        |                        |                        |  |    |                   |                   |                   |
|  | O4                | O5            | Utah          | 0 | Denver*    | 2                          |                            |                            |  |    |                        |                        |                        |  |    |                   |                   |                   |
|  | O4                |               |               |   | Denver*    | 2                          |                            |                            |  |    |                        |                        |                        |  |    |                   |                   |                   |
|  | O5                | Utah          | 4             |   |            |                            |                            |                            |  |    |                        |                        |                        |  |    |                   |                   |                   |
|  | O5                | Utah          | 4             |   |            |                            |                            |                            |  | O1 | LA Lakers*             | 4                      |                        |  |    |                   |                   |                   |
|  | Conferencia Oeste |               |               |   |            |                            |                            |                            |  | O1 | LA Lakers*             | 4                      |                        |  |    |                   |                   |                   |
|  |                   | O3            | Phoenix       | 2 |            |                            |                            |                            |  |    |                        |                        |                        |  |    |                   |                   |                   |
|  | O3                | O3            | Phoenix       | 2 | Phoenix    | 4                          |                            |                            |  |    |                        |                        |                        |  |    |                   |                   |                   |
|  | O3                |               |               |   | Phoenix    | 4                          |                            |                            |  |    |                        |                        |                        |  |    |                   |                   |                   |
|  | O6                | Portland      | 2             |   |            |                            |                            |                            |  |    |                        |                        |                        |  |    |                   |                   |                   |
|  | O6                | Portland      | 2             |   | O3         | Phoenix                    | 4                          |                            |  |    |                        |                        |                        |  |    |                   |                   |                   |
|  |                   |               |               |   | O3         | Phoenix                    | 4                          |                            |  |    |                        |                        |                        |  |    |                   |                   |                   |
|  |                   | O7            | San Antonio   | 0 |            |                            |                            |                            |  |    |                        |                        |                        |  |    |                   |                   |                   |
|  | O2                | O7            | San Antonio   | 0 | Dallas*    | 2                          |                            |                            |  |    |                        |                        |                        |  |    |                   |                   |                   |
|  | O2                |               |               |   | Dallas*    | 2                          |                            |                            |  |    |                        |                        |                        |  |    |                   |                   |                   |
|  | O7                | San Antonio   | 4             |   |            |                            |                            |                            |  |    |                        |                        |                        |  |    |                   |                   |                   |

* - Campeón de división

Negrita- Ganador de las series

Cursiva- Equipo con ventaja de campo

## Eliminatorias

### Conferencia Oeste

#### Primera ronda
|  |                            |   |  |  |
|  | 1.º- Los Angeles Lakers    | 4 |  |  |
|  | 1.º- Los Angeles Lakers    | 4 |  |  |
|  | 8.º- Oklahoma City Thunder | 2 |  |  |

| 18 de abril            | Los Angeles Lakers                                                                                | 87–79                                 | Oklahoma City Thunder | |  |  |
| 15.00 h ET             | Parciales: 27-13, 20-26, 17-17, 23-23                                                             | Parciales: 27-13, 20-26, 17-17, 23-23 | Parciales: 27-13, 20-26, 17-17, 23-23                                                                                             | |  |  |
|                        | Estadísticas Kobe Bryant, 21 Pau Gasol, 13 Kobe Bryant y Pau Gasol, 3 Otros: Pau Gasol, 19 puntos | Reportaje Pts Reb Asts Otros          | Estadísticas Kevin Durant, 24 Nick Collison, 8 Russell Westbrook, 8 Otros: Russell Westbrook, 23 puntos (10/16 en tiros de campo) | Pabellón: Staples Center, Los Ángeles (California) Asistencia: 18.997 espectadores Árbitros: #13 Monty McCutchen, #23 Jason Phillips y #49 Tom Washington Televisión: ABC/R |  |  |
| Los Ángeles lidera 1-0 |                                                                                                   |                                       | | |  |  |
|                        |                                                                                                   |                                       | | |  |  |

Resumen: El defensor del título 2009 de la NBA consiguió la victoria con un marcador final de +8 para Lakers. Su entrenador, Phil Jackson tiene el récord de ganar la serie cuando su equipo gana el primer partido: 44-0 (24-0 con Bulls y 20-0 con Lakers). El partido comenzó con un 27-13 inicial que se mantuvo durante toda la noche. Andrew Bynum, que había estado ausente los últimos 13 partidos por sus problemas en el tendón de Aquiles izquierdo volvió para este partido. Tuvo 13 ptos., 12 reb. y 4 tapones en 30 minutos de juego. Pau Gasol también marcó 19 puntos, 13 rebotes, 3 asistencias y 3 tapones. Kevin Durant alcanzó 24 puntos pero en los tiros de campo marcó 7/24. En la segunda parte, solo consiguió 3 canastas en juego. Russell Westbrook de los Thunder ayudó a su equipo con 23 ptos. y 8 asistencias. Los Thunder jamás estuvieron por delante en el electrónico y los locales llegaron a tener un +17. Lakers tuvieron 2-14 en puntos de contraataque.
| 20 de abril            | Los Angeles Lakers                                                                                               | 95–92                                 | Oklahoma City Thunder | |  |  |
| 22.30 h ET             | Parciales: 26-18, 19-29, 28-22, 22-23                                                                            | Parciales: 26-18, 19-29, 28-22, 22-23 | Parciales: 26-18, 19-29, 28-22, 22-23 | |  |  |
|                        | Estadísticas Kobe Bryant, 39 Pau Gasol, 12 Derek Fisher, 6 Otros: Pau Gasol, 25 puntos; Andrew Bynum, 10 rebotes | Reportaje Pts Reb Asts Otros          | Estadísticas Kevin Durant, 32 Kevin Durant, 8 Thabo Sefolosha y Russell Westbrook, 3 Otros: Russell Westbrook, 19 puntos y 6 rebotes; Serge Ibaka, 7 tapones y 5 rebotes | Pabellón: Staples Center, Los Ángeles (California) Asistencia: 18.997 espectadores Árbitros: #48 Scott Foster, #9 Derrick Stafford y #58 Zach Zarba Televisión: TNT |  |  |
| Los Ángeles lidera 2-0 | |                                       | | |  |  |
|                        | |                                       | | |  |  |

Resumen: Los Lakers se encontraban debajo en el marcador a falta de 2 minutos y medio para acabar el partido pero la intervención de Kobe Bryant (que acabó con 39 puntos, 15 de ellos en el último cuarto), terminó por darles la victoria. Durant consiguió 32 puntos. Oklahoma tuvo opciones de llevarse el partido pero al final fue superado por los locales. Su defensa interior puso 17 tapones (7 de ellos del ex-Manresa Serge Ibaka). Pau Gasol tuvo 25 puntos, 12 rebotes y 2 asistencias. Faltan 7 segundos y 95-92 en el marcador. El último ataque de los visitantes es desde su fondo al no disponer de más tiempos muertos y Jeff Green volvió a fallar otro triple.
| 22 de abril            | Oklahoma City Thunder | 101–96                                | Los Angeles Lakers                                                                                   | |  |  |
| 21.30 h ET             | Parciales: 22-27, 21-23, 31-25, 27-21 | Parciales: 22-27, 21-23, 31-25, 27-21 | Parciales: 22-27, 21-23, 31-25, 27-21                                                                | |  |  |
|                        | Estadísticas Kevin Durant, 29 Kevin Durant, 19 Kevin Durant y Russell Westbrook, 4 Otros: Russell Westbrook, 27 puntos; James Harden, 18 puntos | Reportaje Pts Reb Asts Otros          | Estadísticas Kobe Bryant, 24 Pau Gasol, 15 Kobe Bryant, 8 Otros: Pau Gasol y Derek Fisher, 17 puntos | Pabellón: Ford Center, Oklahoma City (Oklahoma) Asistencia: 18.432 espectadores Árbitros: #17 Joe Crawford, #34 Marc Davis y #65 Sean Wright Televisión: TNT |  |  |
| Los Ángeles lidera 2-1 | |                                       | | |  |  |
|                        | |                                       | | |  |  |

Resumen: Scott Brooks, el entrenador de los Thunder de Oklahoma, recibió antes del comienzo del partido el premio al "Mejor entrenador del año" de la mano de David Stern, el comisionado de la liga. Los Thunders ganaron el primer partido de playoffs que la ciudad veía en su historia como franquicia de la NBA. Lakers comenzaron acertando en sus 6 primeras posesiones, 3-12 y 9-18 (minuto 4), después de un triple de Derek Fisher. Los locales logran acercarse hasta completar un 22-27 al término del primer acto. Con el segundo cuarto, Oklahoma siguió acercándose hasta 33-36. Bryant empujó a los visitantes, 41-50. Durant convirtió un triple para empatar 74-74. En el último cuarto Kobe Bryant solamente consiguió anotar 2/10 en tiros de campo para sumar un total de 10/29. Lamar Odom colocó un 93-90 a falta de 2 minutos. Russell Westbrook marcó 27 puntos, 8 rebotes y 4 asistencias. Pau Gasol tuvo 17 ptos. y 15 reb. En tiros libres: 34 intentados para los locales y solo 12 los Lakers. El banquillo angelino consiguió 14 puntos frente a los 26 de su rival.
| 24 de abril        | Oklahoma City Thunder | 110–89                                | Los Angeles Lakers                                                                                                   | |  |  |
| 21.30 h ET         | Parciales: 29-17, 26-25, 31-22, 24-25 | Parciales: 29-17, 26-25, 31-22, 24-25 | Parciales: 29-17, 26-25, 31-22, 24-25                                                                                | |  |  |
|                    | Estadísticas Kevin Durant, 22 Jeff Green, 9 Russell Westbrook, 6 Otros: Russell Westbrook, 18 puntos y 8 rebotes; Jeff Green y James Harden, 15 puntos | Reportaje Pts Reb Asts Otros          | Estadísticas Pau Gasol y Andrew Bynum, 13 Andrew Bynum, 10 Kobe Bryant, 4 Otros: Kobe Bryant y Lamar Odom, 12 puntos | Pabellón: Ford Center, Oklahoma City (Oklahoma) Asistencia: 18.342 espectadores Árbitros: #14 Joe DeRosa, #33 Sean Corbin y #38 Michael Smith Televisión: ESPN/R |  |  |
| Serie empatada 2-2 | |                                       | | |  |  |
|                    | |                                       | | |  |  |

Resumen: Los Thunder le ganaron a los campeones 2009 de la NBA y consiguieron empatar la eliminatoria. El equipo de Scott Brooks ganó 24 a 2 en puntos de contraataque. Los visitantes tuvieron 36% en tiros de campo, frente al 52% de Oklahoma. Bynum (el mejor de su equipo con 13 puntos y 10 rebotes), Gasol y Lamar Odom hicieron 13 tiros de los 22 que intentó el equipo en el primer cuarto. En el segundo solamente hicieron 8 tiros de los 23 del equipo. La estadística final de puntos en la pintura fue de 36 a 44. Russell Westbrook marcó 18 puntos, 8 rebotes y 6 asistencias. Fisher consiguió un 3/4 en triples, pero el resto del equipo hizo un 1/16. Los Thunder lanzaron 20 tiros libres más. La diferencia fue creciendo desde el segundo acto (46-31, minuto 21), durante el resto del choque (73-53, minuto 31) y hasta el final, (99-72 en el 41). En el último cuarto Bryant fue a la enfermería para tratarse unos problemas en la rodilla. Kevin Durant se quedó en 22 puntos. Fue su 8.ª anotación más baja de la temporada pero, aun así, fue el máximo anotador del partido. James Harden y Jeff Green le secundaron con 15 puntos cada uno.
| 27 de abril            | Los Angeles Lakers | 111–87                                | Oklahoma City Thunder | |  |  |
| 22.30 h ET             | Parciales: 31-16, 24-18, 33-26, 23-27 | Parciales: 31-16, 24-18, 33-26, 23-27 | Parciales: 31-16, 24-18, 33-26, 23-27                                                                                         | |  |  |
|                        | Estadísticas Pau Gasol, 25 Pau Gasol y Andrew Bynum, 11 Kobe Bryant, 7 Otros: Andrew Bynum, 21 puntos (8/10 tiros de campo); Ron Artest, 14 puntos; Jordan Farmar, 14 puntos | Reportaje Pts Reb Asts Otros          | Estadísticas Kevin Durant, 17 Serge Ibaka, 9 Russell Westbrook, 6 Otros: Russell Westbrook, 15 puntos; Serge Ibaka, 12 puntos | Pabellón: Staples Center, Los Ángeles (California) Asistencia: 18.887 espectadores Árbitros: #43 Dan Crawford, #26 Bob Delaney y #40 Leon Wood Televisión: TNT |  |  |
| Los Ángeles lidera 3-2 | |                                       | | |  |  |
|                        | |                                       | | |  |  |

Resumen: Los Angeles Lakers vencieron a Oklahoma. Los visitantes erraron sus 13 primeros tiros de campo y su primera canasta la consiguieron cuando el reloj ya había descontado 6 minutos y 11 segundos del cuarto. Parcial rápido de 10-0 (min 4), llegando a 14-1. Sobre el minuto 10, la ventaja siguió creciendo, 24-8, y finalizando el cuarto, ponía un 29-14. Los Lakers se pusieron arriba en el primer descanso, 31-16. Lakers puso 10 tapones en todo el encuentro por solo 3 de los Thunder. Jordan Farmar hace el 35-17 y Ron Artest coloca el 45-27 en el minuto 21. Antes del descanso, Los Angeles subía el marcador 55-34. Westbrook consiguió 15 puntos pero con porcentajes bajos (4/13) y, aunque repartió 6 asistencias, tuvo 8 pérdidas de balón. Los puntos conseguidos por contraataques fueron de 12 a 7 a favor de los angelinos. Kobe Bryant se quedó en 13 puntos y 7 asistencias en 29 minutos. Fue la 8.ª victoria consecutiva de los Lakers sobre los Thunder en el Staples Center y los angelinos llevaban un récord de 17-0 en series a 7 partidos cuando ganaban el quinto como local. Kevin Durant marcó 17 puntos con 5/14 en tiros de campo y solo 3 rebotes. Ibaka tuvo 12 puntos y 9 rebotes. Pau Gasol tuvo 25 puntos -10/16 en tiros de campo-, 11 rebotes y 5 asistencias y Andrew Bynum 21 puntos -8/10-, y 11 rebotes. Los puntos en la pintura fueron de 58 a 26 para los angelinos y los porcentajes de equipo 53.8% frente a 36.9% de los Thunder.
| 30 de abril                          | Oklahoma City Thunder | 94–95                                 | Los Angeles Lakers                                                                                        | |  |  |
| 21.30 h ET                           | Parciales: 27-26, 20-27, 26-23, 21-19                                                                                          | Parciales: 27-26, 20-27, 26-23, 21-19 | Parciales: 27-26, 20-27, 26-23, 21-19                                                                     | |  |  |
|                                      | Estadísticas Kevin Durant, 26 Nenad Krstić, 11 Russell Westbrook, 9 Otros: Russell Westbrook, 21 puntos; Jeff Green, 16 puntos | Reportaje Pts Reb Asts Otros          | Estadísticas Kobe Bryant, 32 Pau Gasol, 18 Derek Fisher, 6 Otros: Derek Fisher y Shannon Brown, 11 puntos | Pabellón: Ford Center, Oklahoma City (Oklahoma) Asistencia: 18.342 espectadores Árbitros: #41 Ken Mauer, #55 Bill Kennedy y #57 Greg Willard Televisión: ESPN |  |  |
| Los Angeles Lakers gana la serie 4-2 | |                                       | | |  |  |
|                                      | |                                       | | |  |  |

Resumen: Lakers se llevaron el encuentro y la eliminatoria. Hubo 9 empates y 15 cambios de líder en el marcador. Las máximas ventajas de las que gozaron los equipos fueron 3 puntos, para Oklahoma, y 9 para Los Ángeles. Los Thunder acertaron un 1/10 de los primeros tiros de campo que efectuaron y Kevin Durant registró 0/6 en el 1.er cuarto. Anotó solamente 4 puntos, todos desde la línea de personal. El luminoso señalaba 4-11 (min 4) y 8-15 (min 7). Los locales lograron 10-15, e incluso se pusieron por delante, 22-21, a falta de 1:32. Lakers se fue al descanso con 47-53 y estaban 67-73 al terminar el 3.er cuarto. Con 4:53 por jugarse Los Ángeles estaban 84-91. Oklahoma anotó un parcial de 10-0 y se pusieron por delante 94-91, a falta de 2:24. Después de un tiempo muerto, Kobe Bryant marcó una suspensión desde 6 metros, 94-93. Quedan 2:11. Ningún equipo es capaz de anotar en los siguientes 2 minutos de juego. Los Thunder, fallan sus siguientes y últimos 5 tiros del partido y los Lakers fallan 4 tiros seguidos. A falta de 0,5 segundos para la conclusión, iban 94-95. Lakers acabó ganando. Los locales tuvieron peor porcentaje de aciertos (36.5% contra 46.8%). Russell Westbrook consiguió 21 puntos, 5 rebotes, 9 asistencias y ninguna pérdida, pero 7/20 en tiros. Nenad Krstić marcó 11+11, Serge Ibaka con 10+6 y, el reserva, Jeff Green, con 16 puntos. Por los angelinos, Kobe Bryant tuvo 32 tantos, Shannon Brown y Derek Fisher con 11 puntos y a Gasol, 9 puntos en ataque y 18 rebotes.
|  |                     |   |  |  |
|  | 4.º- Denver Nuggets | 2 |  |  |
|  | 4.º- Denver Nuggets | 2 |  |  |
|  | 5.º- Utah Jazz      | 4 |  |  |

| 17 de abril       | Denver Nuggets | 126–113                               | Utah Jazz | |  |  |
| 22.30 h ET        | Parciales: 30-28, 27-28, 31-30, 38-27                                                                                  | Parciales: 30-28, 27-28, 31-30, 38-27 | Parciales: 30-28, 27-28, 31-30, 38-27                                                                              | |  |  |
|                   | Estadísticas Carmelo Anthony, 42 Kenyon Martin, 12 Chauncey Billups, 8 Otros: Carmelo Anthony, 20/30 en tiros de campo | Reportaje Pts Reb Asts Otros          | Estadísticas Deron Williams, 26 Paul Millsap, 10 Deron Williams, 11 Otros: Carlos Boozer y Paul Millsap, 3 tapones | Pabellón: Pepsi Center, Denver (Colorado) Asistencia: 19.155 espectadores Árbitros: #17 Joe Crawford, #57 Greg Willard y #58 Zach Zarba Televisión: ESPN |  |  |
| Denver lidera 1-0 | |                                       | | |  |  |
|                   | |                                       | | |  |  |

Resumen: Primera victoria para Denver. Utah Jazz perdió a su pívot titular, Mehmet Okur, cuando apenas se habían jugado 2 minutos del 2.º cuarto, cuando en un lance, resbaló y sintió un "pop" en su talón de Aquiles izquierdo. Carmelo Anthony con 42 puntos estableció su récord personal de anotación en playoffs. J. R. Smith marcó 20 ptos. Deron Williams fue el más destacado de los visitantes con 26 puntos y 11 asistencias.
| 19 de abril        | Denver Nuggets                                                                                             | 111–114                               | Utah Jazz                                                                                            | |  |  |
| 22.30 h ET         | Parciales: 30-33, 21-30, 31-25, 29-26                                                                      | Parciales: 30-33, 21-30, 31-25, 29-26 | Parciales: 30-33, 21-30, 31-25, 29-26                                                                | |  |  |
|                    | Estadísticas Carmelo Anthony, 32 Anthony, Nene y J.R. Smith, 6 Chauncey Billups, 11 Otros: Nene, 18 puntos | Reportaje Pts Reb Asts Otros          | Estadísticas Deron Williams, 33 Carlos Boozer, 14 Deron Williams, 14 Otros: Carlos Boozer, 20 puntos | Pabellón: Pepsi Center, Denver (Colorado) Asistencia: 19.155 espectadores Árbitros: #41 Ken Mauer, #22 Bill Spooner y #40 Leon Wood Televisión: TNT |  |  |
| Serie empatada 1-1 | |                                       | | |  |  |
|                    | |                                       | | |  |  |

Resumen: Utah Jazz obtuvo la victoria, empató la serie y consiguió el factor cancha a gracias a Deron Williams que consiguió 33 puntos y 14 asistencias. Le secundaron Carlos Boozer (20 puntos y 14 rebotes), Paul Millsap (18 puntos) y C. J. Miles con 17. El equipo de Jerry Sloan mejoró los puntos en la "pintura" (56 para Denver y 44 para Utah). En los locales destacó Carmelo Anthony con 32 puntos y 6 rebotes, Chauncey Billups (17 ptos. y 11 asist.), Nene (18 puntos y 6 rebotes) y Kenyon Martin (15 puntos). El partido tuvo 17 cambios de líder en el marcador. Los 4 tiros libres seguidos de Williams y de Kyle Korver le otorgaban 14 puntos definitorios en el último cuarto a los visitantes.
| 23 de abril     | Utah Jazz | 105–93                                | Denver Nuggets | |  |  |
| 22.30 h ET      | Parciales: 21-27, 31-21, 32-20, 21-25 | Parciales: 21-27, 31-21, 32-20, 21-25 | Parciales: 21-27, 31-21, 32-20, 21-25                                                                                                 | |  |  |
|                 | Estadísticas Deron Williams, 24 Paul Millsap, 19 Deron Williams, 10 Otros: Paul Millsap, 22 puntos (11/14 tiros de campo); Carlos Boozer, 18 puntos y 8 rebotes | Reportaje Pts Reb Asts Otros          | Estadísticas Carmelo Anthony y Chauncey Billups, 25 Kenyon Martin, 13 Chauncey Billups y Anthony Carter, 3 Otros: Ty Lawson, 9 puntos | Pabellón: EnergySolutions Arena, Salt Lake City (Utah) Asistencia: 19.911 espectadores Árbitros: #48 Scott Foster, #24 Mike Callahan y #36 David Jones Televisión: ESPN2 |  |  |
| Utah lidera 1-2 | |                                       | | |  |  |
|                 | |                                       | | |  |  |

Resumen: Utah Jazz ganó el encuentro. Denver tuvo un parcial inicial de 0-7 que obligó a Jerry Sloan, el entrenador local, a pedir tiempo muerto. Carlos Boozer falló los 5 primeros tiros que efectuó. En el minuto 6 iban 14-22 con canasta de media distancia de Carmelo Anthony (25 puntos en el partido). Esto se tradujo en la mayor ventaja que conseguiría el equipo foráneo en todo el partido, 16-27. El marcador finalizó en 21-27 en el primer cuarto. Antes del descanso Utah se puso por delante, 52-48. En algo más de 5 minutos, el parcial se puso 15 a 2 para Utah. Millsap acabó el partido con 22 puntos y 19 rebotes para establecer su mejor marca personal en playoffs. En el tercer cuarto los de Denver se quedaron en un 33% de tiros de campo y tuvieron 6 pérdidas de balón. El balance final de pérdidas de balón fue del doble para ellos (7-14). Utah obtuvo dos parciales de 8-0 para alcanzar una ventaja de (+14), 70-56. Boozer acabó con 18 puntos y 8 rebotes. Deron Williams registró 24 puntos y 10 asistencias y Wesley Matthews otros 14 puntos. A falta de 1 minuto para terminar el tercer cuarto, Matthews fuerza falta personal en ataque de Carmelo Anthony. Era su quinta falta y llevaba 20 puntos. Se fue al banco y el marcador indicaba 80-63 para los de Salt Lake City. En el inicio del último episodio, Utah llegó a (+20), 95-75, gracias a un 2+1 de Deron Williams en un contragolpe.
| 25 de abril     | Utah Jazz | 117–106                               | Denver Nuggets | |  |  |
| 21.30 h ET      | Parciales: 31-25, 23-20, 32-23, 31-38 | Parciales: 31-25, 23-20, 32-23, 31-38 | Parciales: 31-25, 23-20, 32-23, 31-38 | |  |  |
|                 | Estadísticas Carlos Boozer, 31 Carlos Boozer, 13 Deron Williams, 13 Otros: Puntos: Deron Williams (24), C.J. Miles (21) y Wesley Matthews (18) | Reportaje Pts Reb Asts Otros          | Estadísticas Carmelo Anthony, 39 Carmelo Anthony y Nene, 11 Chauncey Billups, 4 Otros: Kenyon Martin, 14 puntos y 9 rebotes; Chauncey Billups, 14 puntos | Pabellón: EnergySolutions Arena, Salt Lake City (Utah) Asistencia: 19.911 espectadores Árbitros: #43 Dan Crawford, #27 Dick Bavetta y #52 Pat Fraher Televisión: TNT |  |  |
| Utah lidera 1-3 | |                                       | | |  |  |
|                 | |                                       | | |  |  |

Resumen: El doble-doble conseguido por Carlos Boozer (31 puntos y 13 rebotes) y el base Deron Williams (24 puntos y 13 asistencias) sustentaron la 3.ª victoria consecutiva en la serie de Utah Jazz que dejó a los Denver Nuggets al borde de la eliminación. Utah Jazz consiguió que 5 de sus jugadores acabasen con dobles dígitos en anotación y repartió 24 asistencias, el doble que los visitantes. Los Nuggets de Denver empezaron acertando 7 de los 9 primeros tiros en el cuarto inaugural. Al inicio del tercer cuarto, el equipo solamente llevaba 1 asistencia. Utah tuvo un parcial rápido de 10-0 (24-23) y no volverían a perder la delantera en el marcador. Kyle Korver colocaba el 31-23 y un triple de Williams dejaba 54-45. La ventaja siguió creciendo hasta la veintena de puntos en el tercer cuarto (90-71), que fue cortada acercándose a 7. Boozer y Williams fueron secundados por C. J. Miles (21 puntos), Matthews (18 puntos, 5 rebotes y ninguna pérdida de balón) y el alero reserva Paul Millsap, con 12 puntos. Por los visitantes Kenyon Martin anotó 14 puntos + 9 rebotes, Nene un doble-doble de 10+11, Billups 14 puntos (fue eliminado por faltas faltando 3:46 para acabar el partido) y Carmelo Anthony que llegó al doble-doble de 39 puntos y 11 rebotes pero que tuvo 9 pérdidas de balón. La diferencia en porcentajes de tiro también fue significativa: 53,2% frente a 44% de Denver.
| 28 de abril     | Denver Nuggets | 116–102                               | Utah Jazz | |  |  |
| 22.30 h ET      | Parciales: 25-27, 25-25, 36-29, 30-21 | Parciales: 25-27, 25-25, 36-29, 30-21 | Parciales: 25-27, 25-25, 36-29, 30-21 | |  |  |
|                 | Estadísticas Carmelo Anthony, 26 Carmelo Anthony, 11 Chauncey Billups y Nene, 4 Otros: Chauncey Billups, 21 puntos; Kenyon Martin, 18 puntos y 9 rebotes; J.R. Smith, 17 puntos | Reportaje Pts Reb Asts Otros          | Estadísticas Deron Williams, 34 Carlos Boozer, 16 Deron Williams, 10 Otros: Carlos Boozer, 25 puntos; Paul Millsap, 16 puntos y 9 rebotes; Wesley Matthews, 15 puntos | Pabellón: Pepsi Center, Denver (Colorado) Asistencia: 19.155 espectadores Árbitros: #15 Bennett Salvatore, #10 Ron Garretson y #73 Ed Malloy Televisión: TNT |  |  |
| Utah lidera 2-3 | |                                       | | |  |  |
|                 | |                                       | | |  |  |

Resumen: Denver Nuggets derrotó a Utah por 116-102 para recortar distancia (2-3). Carmelo Anthony marcó 26 puntos y 11 rebotes. Chauncey Billups ayudó con 21 puntos y el ala-pívot Kenyon Martin aportó 18 puntos y 9 rebotes con 6/9 en tiros de campo. También el banquillo local ayudó con J. R. Smith que alcanzó los 17 tantos. Hasta 6 jugadores de los Nuggets registraron dobles dígitos en anotación. Por los Utah Jazz, el base Deron Williams llegó a los 34 puntos y las 10 asistencias, acompañado por Carlos Boozer aportando 25 puntos + 16 rechaces, el alero Millsap añadió 16 tantos más, los únicos desde el banquillo para Utah. A falta de 7:49 para la finalización, el luminoso arrojaba un 94-92. En ese instante, los locales llegaron a 99-92. Después de varias jugadas de imprecisiones por ambos lados, Denver se iba a +9 (101-92, 5:58 para el final). Un mate de J.R. Smith subía el 111-97 a falta de 3:25. En apenas 2 minutos y medio más, Nuggets alcanzaba otro parcial de 10-5.
| 30 de abril                 | Utah Jazz | 112–104                               | Denver Nuggets | |  |  |
| 22.00 h ET                  | Parciales: 32-23, 24-31, 27-26, 29-24 | Parciales: 32-23, 24-31, 27-26, 29-24 | Parciales: 32-23, 24-31, 27-26, 29-24 | |  |  |
|                             | Estadísticas Wesley Matthews, 23 Carlos Boozer, 20 Deron Williams, 10 Otros: Carlos Boozer, 22 puntos; Paul Millsap, 21 puntos y 11 rebotes; Deron Williams, 14 puntos | Reportaje Pts Reb Asts Otros          | Estadísticas Chauncey Billups, 30 Carmelo Anthony, 12 Chauncey Billups, 8 Otros: Joey Graham, 21 puntos y 10 rebotes; Carmelo Anthony, 20 puntos | Pabellón: EnergySolutions Arena, Salt Lake City (Utah) Asistencia: 19.911 espectadores Árbitros: #14 Joe DeRosa, #34 Marc Davis y #9 Derrick Stafford Televisión: ESPN2 |  |  |
| Utah Jazz gana la serie 2-4 | |                                       | | |  |  |
|                             | |                                       | | |  |  |

Resumen: Utah eliminó a los Nuggets tras vencerles por 112 a 104. Hubo 70 faltas, 4 técnicas, 91 lanzamientos desde el tiro libre, 12 cambios de líder en el marcador y 15 empates durante los 48 minutos. Paul Millsap anotó 15 de sus 21 puntos en la segunda mitad. Empató a 67 el marcador y, con dos jugadas de 2+1, puso por delante a los suyos 98-95 en el último cuarto. Además añadió 11 rebotes. Carlos Boozer marcó 22 puntos (10/14) y 20 rebotes. Deron Williams aportó 14 puntos y 11 asistencias, Wesley Matthews registró un 23+5+4 y, junto a C. J. Miles. Carmelo Anthony anotó un total de 6/22 para completar 20 puntos. Deron Williams es el primer jugador de la historia de la NBA que consiguió producir 20 puntos o más y 10 asistencias o más durante 5 partidos seguidos de playoffs.
Los Jazz comenzaron con diferencias de 8-12 puntos desde el primer cuarto. Con 53-43 y 3 minutos para el descanso, Denver Nuggets aplica un parcial de 0-13 (en 3:16) y, contando el principio del tercer cuarto, de 3 a 21. Alcanzaron un 56-64 en el marcador en el minuto 27. En dos minutos los Jazz les devolvieron el parcial con un 13-3. En el minuto 30, Deron Williams comete la 4.ª falta personal y se va al banco, 69-67. Con varias canastas Denver seguía por delante (83-85). Millsap equilibró hasta 85-85 y 95-95. Utah aprovecha una falta técnica contra Kenyon Martin, 100-95, faltando 6 minutos. Después durante varios ataques, los Nuggets no aciertan. Los Jazz consiguieron 6 tiros libres, 106-95. Faltan 4:23 para el final, pero Utah Jazz gestiona bien la diferencia. Por Denver, además de los mencionados 20 puntos de Anthony, Chauncey Billups tuvo 30 puntos, con 8 asistencias. Joey Graham, desde el banco, aportó 21 puntos y Ty Lawson, 10. El resto de titulares, Kenyon Martin, Johan Petro y Arron Afflalo, solo añadieron 14 puntos entre los tres en casi 60 minutos de juego. Denver es el segundo equipo, después de Dallas, que pierde su eliminatoria a pesar de contar con el factor-pista a favor.
|  |                        |   |  |  |
|  | 2.º- Dallas Mavericks  | 2 |  |  |
|  | 2.º- Dallas Mavericks  | 2 |  |  |
|  | 7.º- San Antonio Spurs | 4 |  |  |

| 18 de abril       | Dallas Mavericks | 100–94                                | San Antonio Spurs                                                                                                  | |  |  |
| 20.00 h ET        | Parciales: 23-18, 27-27, 26-24, 24-25                                                                                                 | Parciales: 23-18, 27-27, 26-24, 24-25 | Parciales: 23-18, 27-27, 26-24, 24-25                                                                              | |  |  |
|                   | Estadísticas Dirk Nowitzki, 36 Erick Dampier, 12 Jason Kidd, 11 Otros: Dirk Nowitzki, 12/14 en tiros de campo y 12/12 en tiros libres | Reportaje Pts Reb Asts Otros          | Estadísticas Tim Duncan, 27 Tim Duncan y Antonio McDyess, 8 Emanuel Ginóbili, 6 Otros: Emanuel Ginóbili, 26 puntos | Pabellón: American Airlines Center, Dallas (Texas) Asistencia: 20.372 espectadores Árbitros: #15 Bennett Salvatore, #38 Michael Smith y #55 Bill Kennedy Televisión: TNT |  |  |
| Dallas lidera 1-0 | |                                       | | |  |  |
|                   | |                                       | | |  |  |

Resumen: Dirk Nowitzki lideró a su equipo con 36 puntos (12/14 en tiros de campo y 12/12 en tiros libres) y 7 rebotes para conseguir el primer punto de la serie "texana" para los Dallas Mavericks. Por decimosegunda vez Nowitzki coloca más de 35 puntos en un partido de playoff y continúa con tiros libres convertidos de forma consecutiva (marcó el récord de la franquicia con 74 libres seguidos en la temporada regular). Tuvo 2 fallos en todo el partido y marcó 13 puntos en el tercer cuarto, 7 de ellos consecutivos. Con un triple de Jason Kidd se pusieron 76-67 en el minuto 35 de partido. En el último cuarto (minuto 38) se colocaban con un 81-69 casi definitivo. Caron Butler añadió 22 puntos y Jason Kidd tuvo 13 puntos, 11 asistencias, 8 rebotes y 4 robos de balón. Brendan Haywood marcó 10 puntos y Erick Dampier 12 rebotes (la más alta del partido) y convirtió 4/6 en libres. Tim Duncan marcó 27 puntos y 8 rebotes. Spurs tuvo 34-50 en puntos en la pintura y un 50% en tiros de campo. También el argentino Emanuel Ginobili alcanzó los 26 puntos y 6 asistencias. Sin embargo, Duncan y Ginobili tuvieron 11 pérdidas de balón de las 17 totales del equipo y que supusieron 20 puntos convertidos para Dallas. El base Tony Parker añadió 18 puntos, saliendo de reserva, pero el alero titular Jefferson solamente aportó 4 en 32 minutos.
| 21 de abril        | Dallas Mavericks | 88–102                                | San Antonio Spurs | |  |  |
| 21.30 h ET         | Parciales: 20-24, 26-34, 26-24, 16-20                                                                                             | Parciales: 20-24, 26-34, 26-24, 16-20 | Parciales: 20-24, 26-34, 26-24, 16-20 | |  |  |
|                    | Estadísticas Jason Terry, 27 Dirk Nowitzki, 10 Jason Kidd, 8 Otros: Dirk Nowitzki, 24 puntos; Caron Butler, 17 puntos y 7 rebotes | Reportaje Pts Reb Asts Otros          | Estadísticas Tim Duncan, 25 Tim Duncan, 17 Tony Parker, 8 Otros: Puntos: Emanuel Ginobili (23), Richard Jefferson (19) y Tony Parker (16) | Pabellón: American Airlines Center, Dallas (Texas) Asistencia: 20.728 espectadores Árbitros: #41 Ken Mauer, #19 James Capers y #24 Mike Callahan Televisión: TNT |  |  |
| Serie empatada 1-1 | |                                       | | |  |  |
|                    | |                                       | | |  |  |

Resumen: Tim Duncan consiguió un buen doble-doble (25 puntos y 17 rebotes), Ginobili (23 puntos) con 4/6 en lanzamientos triples y Parker (16 puntos y 8 asistencias). Por su parte el alero Richard Jefferson añadió 17 de sus 19 puntos finales durante la primera mitad. Dallas Mavericks sumó 6/22 en tiros de campo en el primer cuarto (27%). En el segundo cuarto, tras un triple de Jefferson, los visitantes comandaban el partido con un 40-54, a falta de 3 minutos para el descanso. Únicamente hubo un acercamiento de los locales, 84-89, faltando 5 minutos de partido. Sin embargo 10 minutos antes, durante el tercer acto, la diferencia había subido a (+20) con un 60-80. Dallas tuvo un 36.5% de acierto en tiros de campo. Lograron 9 puntos en segundas oportunidades frente a los 23 conseguidos por los Spurs. Y, Nowitzki (24 puntos y 10 rebotes), Jason Terry (27 puntos) y Caron Butler (17 puntos) fueron los más destacados, pero tuvieron pocos tiros de campo (9/24, 9/19 y 6/17 respectivamente).
| 23 de abril            | San Antonio Spurs | 94–90                                 | Dallas Mavericks | |  |  |
| 21.30 h ET             | Parciales: 23-16, 24-28, 19-26, 28-20 | Parciales: 23-16, 24-28, 19-26, 28-20 | Parciales: 23-16, 24-28, 19-26, 28-20                                                                                         | |  |  |
|                        | Estadísticas Tim Duncan, 25 Antonio McDyess, 6 Emanuel Ginobili, 7 Otros: Puntos: Tony Parker (23, 10/16 tiros de campo), George Hill (17) y Emanuel Ginobili (15) | Reportaje Pts Reb Asts Otros          | Estadísticas Dirk Nowitzki, 35 Dirk Nowitzki y Jason Kidd, 7 Jason Kidd, 5 Otros: Puntos: Jason Terry (17) y J. J. Barea (14) | Pabellón: AT&T Center, San Antonio (Texas) Asistencia: 18.581 espectadores Árbitros: #27 Dick Bavetta, #43 Dan Crawford y #71 Rodney Mott Televisión: ESPN |  |  |
| San Antonio lidera 1-2 | |                                       | | |  |  |
|                        | |                                       | | |  |  |

Resumen: Partido ganado por los Spurs. Tres pérdidas de balón de Dallas Mavericks en los primeros minutos y el acierto de San Antonio les entregó las primeras ventajas, 12-4 (min 6). Shawn Marion puso un 25-23 en el minuto 14. Los Spurs se pusieron 45-38 hasta casi el descanso (min 23). Sin embargo, Barea acercó a los visitantes a 47-44, a falta de 17 segundos. En la segunda parte, San Antonio mantuvo la iniciativa (51-44). En una acción ofensiva, Dirk Nowitzki le rompió la nariz a Ginobili de un codazo. Corría el minuto 2 del tercer cuarto. Duncan los mantuvo en 59-51. Dallas consiguió un parcial de 0-17 y se colocó con 9 puntos de ventaja. El luminoso pasó de un 59-51 a 59-68. Ginobili, después de permanecer en el banco unos 5 minutos, decidió salir al campo con la nariz deshecha y marcó 11 puntos en el último cuarto. Con 8:13 para el término del partido, Spurs iba 76-73. Sin embargo, Dirk Nowitzki marca una canasta de media distancia para el 80-81. Dallas de nuevo por delante a falta de 3 minutos. En el último minuto, Spurs metía los tiros libres. Faltaban 34 segundos. Aunque Jason Terry puso un triple, Dallas acabó perdiendo. Los destacados por los locales fueron: Duncan (25 puntos, 5 rebotes y 4 asistencias), Parker (con 23-4-3), Ginobili (15-5-7) y George Hill (17 puntos y 5 rebotes). Por Dallas, Nowitzki alcanzó 35-7-3; el base Terry, 17 puntos (50% de acierto en triples); Barea (14-4-4) y Jason Kidd con 7 puntos, 7 rebotes y 5 asistencias. En cuanto a los puntos en la zona: 56 para Spurs y 38 para Dallas.
| 25 de abril            | San Antonio Spurs | 92–89                                 | Dallas Mavericks | |  |  |
| 19.00 h ET             | Parciales: 20-17, 17-31, 29-11, 26-30                                                                                            | Parciales: 20-17, 17-31, 29-11, 26-30 | Parciales: 20-17, 17-31, 29-11, 26-30 | |  |  |
|                        | Estadísticas George Hill, 29 Tim Duncan, 11 Emanuel Ginobili, 7 Otros: Emanuel Ginobili, 17 puntos; Richard Jefferson, 15 puntos | Reportaje Pts Reb Asts Otros          | Estadísticas Dirk Nowitzki y Caron Butler, 17 Dirk Nowitzki, 11 Jason Kidd, 5 Otros: Shawn Marion, 14 puntos y 7 rebotes; Jason Terry, 13 puntos | Pabellón: AT&T Center, San Antonio (Texas) Asistencia: 18.581 espectadores Árbitros: #26 Bob Delaney, #36 David Jones y #48 Scott Foster Televisión: TNT |  |  |
| San Antonio lidera 1-3 | |                                       | | |  |  |
|                        | |                                       | | |  |  |

Resumen: George Hill ayudó para conseguir la tercera victoria seguida en la serie sobre Dallas. Anotó 29 puntos, su mejor marca personal de playoffs, con un 5/6 en triples (11/16 en tiros de campo), 2 robos y sin pérdidas de balón. Tim Duncan consiguió 4 puntos (1/9 en tiros) y 11 rebotes. Tony Parker hizo 4/9 y Ginobili 4/16, para sumar un combinado de 9/34 (27%). Después de un primer cuarto muy igualado (20-17), los visitantes llegaron a ganar por 15 puntos en el segundo, registraron un parcial de 17-31. Terry se torció el tobillo izquierdo en una entrada y dejó momentáneamente a su equipo para poder ser atendido en la enfermería, por lo que los Spurs empezaron a remontar (37-48 en el descanso). Gregg Popovich decidió sacar a pista a 4 hombres de "segunda fila". Pasaron del 47-57 al 64-57 (min 35) y al 66-59 del final del 3.er cuarto. San Antonio conseguía un parcial de 29-11. Dirk Nowitzki recibió una falta técnica por protestar. Con 66-61 (min 37)Eduardo Nájera fue expulsado por darle un manotazo a Ginobili y tirarlo al suelo tomándolo del cuello. Los locales conseguían una ventaja de 84-71. Dallas se acercó 86-77 (3:27 para el final) y los rivales se acercaron a 2 puntos entrando en el minuto final (89-87). Los tiros libres de Ginobili le dieron la victoria final a San Antonio que, debido a una pérdida de balón a 0,1 segundos, le dio la opción del último tiro a Dallas. Nowitzki anotó 17 puntos + 11 rebotes y Shawn Marion 14 puntos.
| 27 de abril            | Dallas Mavericks | 103–81                                | San Antonio Spurs | |  |  |
| 21.30 h ET             | Parciales: 27-21, 26-25, 29-18, 21-17 | Parciales: 27-21, 26-25, 29-18, 21-17 | Parciales: 27-21, 26-25, 29-18, 21-17                                                                                        | |  |  |
|                        | Estadísticas Caron Butler, 35 Caron Butler, 11 Jason Kidd, 7 Otros: Dirk Nowitzki, 15 puntos y 9 rebotes; Jason Terry, 12 puntos; Brendan Haywood, 4 tapones | Reportaje Pts Reb Asts Otros          | Estadísticas Tony Parker, 18 DeJuan Blair, 8 Tony Parker, 6 Otros: George Hill, 12 puntos; Tim Duncan, 11 puntos y 6 rebotes | Pabellón: American Airlines Center, Dallas (Texas) Asistencia: 20.557 espectadores Árbitros: #13 Monty McCutchen, #52 Pat Fraher y #57 Greg Willard Televisión: NBA TV |  |  |
| San Antonio lidera 2-3 | |                                       | | |  |  |
|                        | |                                       | | |  |  |

Resumen: Dallas Mavericks ganó como local. Caron Butler registró 35 puntos (12/24 en tiros de campo y 8/9 en libres) y 11 rebotes. Es el primer "maverick", exceptuando a Nowitzki, que anotó más de 30 puntos en un partido de playoff, desde que su equipo participase en la final de la NBA del 2006. La defensa les dio 14 robos de equipo por 5 de los Spurs, sacando 24 puntos, mayoría de asistencias (20 a 11) y puntos originados por contraataques (23 a 8). A los 7 minutos lideraban 18-8 aunque Parker recortaba con canastas en penetración. Al cabo del primer acto, Dallas seguía por delante por 6 puntos y logró ampliar hasta 16 (min 22) con una bandeja de Nowitzki tras un reverso. Los Spurs lograron acercarse en el descanso (53-46). En el último cuarto, Gregg Popovich colocó los reservas. La diferencia volvió a subir hasta la veintena (103-81). Dirk Nowitzki acompañó a Butler con 15 puntos y 9 asistencias, Jason Terry con 12 y Jason Kidd con 10, añadiéndole 7 rechaces y 7 asistencias. Shawn Marion sumó otra decena de puntos. Por San Antonio Tony Parker, desde el banquillo, consiguió 18 puntos (solo 1 en la 2.ª mitad), Hill se quedó en 12 y el pívot Tim Duncan sumó 11 y 6 rebotes. El argentino Emanuel Ginobili acertó 7 puntos en 18 minutos de juego.
| 29 de abril                         | San Antonio Spurs | 97–87                                 | Dallas Mavericks | |  |  |
| 20.00 h ET                          | Parciales: 22-08, 25-26, 23-29, 27-24                                                                                            | Parciales: 22-08, 25-26, 23-29, 27-24 | Parciales: 22-08, 25-26, 23-29, 27-24                                                                                   | |  |  |
|                                     | Estadísticas Emanuel Ginobili, 26 Tim Duncan, 10 Tony Parker, 8 Otros: George Hill, 21 puntos y 6 rebotes; Tim Duncan, 17 puntos | Reportaje Pts Reb Asts Otros          | Estadísticas Dirk Nowitzki, 33 Jason Kidd, 8 Jason Kidd, 6 Otros: Caron Butler, 25 puntos; Rodrigue Beaubois, 16 puntos | Pabellón: AT&T Center, San Antonio (Texas) Asistencia: 18.581 espectadores Árbitros: #32 Eddie F. Rush, #22 Bill Spooner y #49 Tom Washington Televisión: TNT |  |  |
| San Antonio Spurs gana la serie 2-4 | |                                       | | |  |  |
|                                     | |                                       | | |  |  |

Resumen: A los 18 minutos de partido y con una ventaja de 21 puntos para San Antonio Spurs, Rick Carlisle colocó a Dirk Nowitzki en el campo tan solo 2 minutos y medio después de tener que sentarle al cometer su 3.ª falta personal en el ecuador del 2.º cuarto y a Rodrigue Beaubois, de 22 años, que hizo de pareja ofensiva de Nowitzki y ayudó a que Dallas Mavericks se pusiera por delante en el marcador en el 3.er cuarto, después de que llegase a perder por 22 puntos en el segundo. George Hill anotó los 4 tiros de campo de los que dispuso para conseguir 10 puntos durante el último cuarto. Esto hizo que San Antonio se mantuviese liderando el luminoso hasta el final. Hill marcó 21 puntos y 6 rebotes, 7/12 en tiros de campo. El escolta Ginobili aportó 26 puntos y 5 asistencias, Tim Duncan registró 17 puntos, 10 rebotes y 5 asistencias y, Parker ayudó con 10+7+8. Dallas perdió 5 balones y falló sus últimos 8 tiros en el cuarto inicial. Spurs hizo un parcial de 22-8. Registraron un récord defensivo de la franquicia en un cuarto de playoffs. Caron Butler aportó 25 puntos (9/18) y Beaubois añadió 16 puntos y 5 rebotes. Dallas Mavericks acabó perdiendo el partido y quedó eliminado de los playoffs 2010. Fue el primer equipo en caer teniendo el factor-pista a favor. Dallas cometió diez faltas más que los locales (17-27), Jason Kidd y Jason Terry solo consiguieron 5 puntos (2/13); puntos de contragolpes (17-10); puntos en la pintura (40-32) y porcentajes de tiro (47 a 43%).
|  |                             |   |  |  |
|  | 3.º- Phoenix Suns           | 4 |  |  |
|  | 3.º- Phoenix Suns           | 4 |  |  |
|  | 6.º- Portland Trail Blazers | 2 |  |  |

| 18 de abril         | Phoenix Suns                                                                                              | 100–105                               | Portland Trail Blazers | |  |  |
| 22.30 h ET          | Parciales: 24-25, 19-19, 29-26, 28-35                                                                     | Parciales: 24-25, 19-19, 29-26, 28-35 | Parciales: 24-25, 19-19, 29-26, 28-35                                                                                              | |  |  |
|                     | Estadísticas Steve Nash, 25 Jason Richardson, 10 Steve Nash, 9 Otros: Steve Nash, 10/18 en tiros de campo | Reportaje Pts Reb Asts Otros          | Estadísticas Andre Miller, 31 Marcus Camby, 17 Andre Miller, 8 Otros: Andre Miller, 10/10 en tiros libres; Marcus Camby, 3 tapones | Pabellón: US Airways Center, Phoenix (Arizona) Asistencia: 18.422 espectadores Árbitros: #48 Scott Foster, #19 James Capers y #9 Derrick Stafford Televisión: TNT |  |  |
| Portland lidera 0-1 | |                                       | | |  |  |
|                     | |                                       | | |  |  |

Resumen: El Portland Trail Blazers venció como visitante en el primer partido de su serie. Amare Stoudemire consiguió 18 puntos y 8 rebotes. El tirador de Portland Andre Miller, consiguió 31 puntos (10/17 en tiros de campo y 10/10 en libres). Rudy Fernández sustituyó al lesionado Brandon Roy(5 puntos en 28 minutos). Steve Nash mantuvo a su equipo con 25 puntos y 9 asistencias. En Portland, LaMarcus Aldridge (22 puntos) y Marcus Camby (17 rebotes y 3 tapones) fueron los mejores. En los visitantes, Nicolas Batum y Jerryd Bayless marcaron 18 puntos cada uno, aunque este último, al fallar 2 tiros libres a falta de 12 segundos para acabar el partido (100-103 en el marcador), facilitó que Phoenix empatara el marcador. Pero Nash no acertó con el triple (100-105).
| 20 de abril        | Phoenix Suns | 119–90                                | Portland Trail Blazers | |  |  |
| 22.00 h ET         | Parciales: 32-26, 31-23, 31-19, 25-22                                                                                                | Parciales: 32-26, 31-23, 31-19, 25-22 | Parciales: 32-26, 31-23, 31-19, 25-22 | |  |  |
|                    | Estadísticas Jason Richardson, 29 Grant Hill, 8 Steve Nash, 16 Otros: Grant Hill, 20 puntos; Amare Stoudemire, 18 puntos y 7 rebotes | Reportaje Pts Reb Asts Otros          | Estadísticas Martell Webster, 16 Marcus Camby, 10 Andre Miller, 3 Otros: Andre Miller y Nicolas Batum, 12 puntos; LaMarcus Aldridge, 11 puntos y 4 rebotes | Pabellón: US Airways Center, Phoenix (Arizona) Asistencia: 18.422 espectadores Árbitros: #13 Monty McCutchen, #49 Tom Washington y #57 Greg Willard Televisión: NBA TV |  |  |
| Serie empatada 1-1 | |                                       | | |  |  |
|                    | |                                       | | |  |  |

Resumen: Phoenix Suns empató la serie. Andre Miller no logró pasar de 12 puntos (4/11 en tiros de campo). Grant Hill marcó 20 puntos, en una serie de 10/11 en tiros de campo y de encargó de la defensa. Jason Richardson fue el máximo anotador con 29 puntos, 20 de ellos en la primera mitad. Portland se vio dominado en la pintura (58-38 en puntos interiores), y se quedaron en 38% en tiros de campo. Sin embargo, Steve Nash y sus compañeros alcanzaron un 52% en tiros de 2 y un 40% en los triples. Las primeras ventajas llegaron a los 6 minutos de partido después de un canasta de Stoudemire bajo el aro (22-12). Con un triple de Richardson se colocan 32-20 a los 8 minutos, aunque Portland llega al primer cuarto 32-26. En el segundo, los locales rompieron la barrera de los 10 puntos de diferencia (60-47, min 23), para llegar al descanso 63-49. Finalmente, en el ecuador del tercer cuarto se rompe definitivamente el partido con 76-58 (faltan 6 min para fin del tercero). Portland pierde por 29 puntos.
| 22 de abril        | Portland Trail Blazers                                                                                                 | 89–108                                | Phoenix Suns | |  |  |
| 22.00 h ET         | Parciales: 16-34, 21-32, 23-15, 29-27                                                                                  | Parciales: 16-34, 21-32, 23-15, 29-27 | Parciales: 16-34, 21-32, 23-15, 29-27 | |  |  |
|                    | Estadísticas LaMarcus Aldridge, 17 Marcus Camby, 10 Andre Miller, 9 Otros: Jerryd Bayless y Martell Webster, 14 puntos | Reportaje Pts Reb Asts Otros          | Estadísticas Jason Richardson, 42 Jason Richardson, 8 Steve Nash, 10 Otros: Amare Stoudemire, 20 puntos; Jason Richardson, 8/12 en tiros de 3 | Pabellón: Rose Garden, Portland (Oregón) Asistencia: 20.271 espectadores Árbitros: #14 Joe DeRosa, #52 Pat Fraher y #55 Bill Kennedy Televisión: NBA TV |  |  |
| Phoenix lidera 2-1 | |                                       | | |  |  |
|                    | |                                       | | |  |  |

Resumen: Portland volvió a perder, esta vez ante su público por una diferencia de 19 puntos de los Phoenix. Portland solamente consiguió 3 canastas en sus 14 primeras posesiones. El marcador se disparó 16-34 al cabo del primer cuarto. Amare Stoudemire logró 20 puntos, Steve Nash 13 puntos y 10 asistencias y Jason Richardson marcó su récord personal de anotación en playoffs: un total de 42 puntos, 21 en cada parte. A falta de 4 minutos para la conclusión, un triple de Rudy Fernández coloca un 80-91 (-11). Richardson volvió la veintena de distancia, 80-98. Andre Miller tuvo 4/11 en tiros de campo, Nicolas Batum se volvió a resentir de su lesión de hombro del segundo partido.
| 24 de abril        | Portland Trail Blazers | 96–87                                 | Phoenix Suns                                                                                                   | |  |  |
| 16.30 h ET         | Parciales: 26-27, 28-23, 20-22, 22-15 | Parciales: 26-27, 28-23, 20-22, 22-15 | Parciales: 26-27, 28-23, 20-22, 22-15                                                                          | |  |  |
|                    | Estadísticas LaMarcus Aldridge, 31 LaMarcus Aldridge, 11 Andre Miller, 8 Otros: Andre Miller, 15 puntos y 6 rebotes; Nicolas Batum, 10 puntos y 7 rebotes | Reportaje Pts Reb Asts Otros          | Estadísticas Amare Stoudemire, 26 Grant Hill, 12 Steve Nash, 8 Otros: Jason Richardson y Steve Nash, 15 puntos | Pabellón: Rose Garden, Portland (Oregón) Árbitros: #32 Eddie F. Rush, #54 Derrick Collins y #10 Ron Garretson Televisión: TNT |  |  |
| Serie empatada 2-2 | |                                       | | |  |  |
|                    | |                                       | | |  |  |

Resumen: El entrenador de Portland hizo reaparecer a su jugador-franquicia, Brandon Roy, que sumó anotando un total de 10 puntos en 27 minutos de juego (4/10), para ganar el encuentro. El pívot LaMarcus Aldridge tuvo su mejor actuación personal en playoffs con 31 puntos y 11 rebotes y los Blazers de Portland consiguieron empatar la eliminatoria 2-2. Andre Miller logró 15 puntos y Nicolas Batum consiguió 10 puntos a pesar de su lesión. Rudy Fernández volvió a la reserva, con apenas 8 minutos de juego. Por Phoenix Suns Amare Stoudemire logró 26 puntos. El alero Richardson se quedó en 15 con un 6/16 en tiros de campo. El base Steve Nash también consiguió 15 puntos y repartió 8 asistencias pero tuvo 6 pérdidas de balón. Grant Hill llegó a 12 rebotes pero solo anotó 9 puntos en una serie de 3/10 en tiros. En rebotes estuvieron igualados (45-39) pero los Blazers obtuvieron 12 rechaces en el tablero rival. En contragolpes los locales consiguieron 16 puntos contra 4. Phoenix comenzó dominando 9-15, minuto 6, pero Portland se situó en cabeza en el minuto 8 (18-17). En los minutos finales Brandon Roy marcó un triple que ponía el luminoso en un 85-79, a falta de 4:55 para el final y luego 91-83 (2:10 para el final).
| 26 de abril        | Phoenix Suns | 107–88                                | Portland Trail Blazers                                                                                              | |  |  |
| 22.30 h ET         | Parciales: 27-28, 30-19, 27-19, 23-22 | Parciales: 27-28, 30-19, 27-19, 23-22 | Parciales: 27-28, 30-19, 27-19, 23-22                                                                               | |  |  |
|                    | Estadísticas Channing Frye, 20 Jason Richardson y Channing Frye, 8 Steve Nash, 10 Otros: Amare Stoudemire, 19 puntos y 5 rebotes; Jared Dudley, 19 puntos | Reportaje Pts Reb Asts Otros          | Estadísticas Andre Miller, 21 Marcus Camby, 11 Marcus Camby, 5 Otros: LaMarcus Aldridge y Jerryd Bayless, 17 puntos | Pabellón: US Airways Center, Phoenix (Arizona) Asistencia: 18.422 espectadores Árbitros: #17 Joe Crawford, #23 Jason Phillips y #22 Bill Spooner Televisión: TNT |  |  |
| Phoenix lidera 3-2 | |                                       | | |  |  |
|                    | |                                       | | |  |  |

Resumen: Los locales consiguieron la victoria. Portland comenzó dominando en el minuto 3 por 2-11 y en el 5, 4-18. Esta ventaja de +14 para los Blazers fue la máxima de la que dispusieron. Gentry sacó su segunda unidad de jugadores. Dos reservas como Channing Frye, ex-Portland, y Jared Dudley contribuyeron a que Phoenix llegase a ganar hasta por 27 puntos en el último cuarto, 101-74. Los 20 puntos de Frye (7/11 en tiros de campo) y 8 rebotes fueron su mejor marca personal en playoffs y su mejor actuación para los Phoenix. También el alero Jared Dudley obtuvo su mejor marca personal en playoffs con 19 puntos (6/10). El titular Amare Stoudemire marcó 19 puntos en la zona (7/11) y 5 rebotes. En el minuto 14, Phoenix logró colocarse por delante (31-30) al recoger Frye un rebote ofensivo y hacer un mate. Los Suns consiguieron 41 rebotes contra 29. Esto se tradujo en mayor número de puntos en la pintura (40-28). Brandon Roy solamente tuvo 5 puntos en 19 minutos. Andre Miller fue el máximo anotador de su equipo con 21 puntos. LaMarcus anotó 17 puntos pero solo 2 rebotes. Jerryd Bayless tuvo 17 puntos.
| 29 de abril                    | Portland Trail Blazers | 90–99                                 | Phoenix Suns | |  |  |
| 22.30 h ET                     | Parciales: 17-24, 24-29, 24-21, 25-25                                                                                        | Parciales: 17-24, 24-29, 24-21, 25-25 | Parciales: 17-24, 24-29, 24-21, 25-25 | |  |  |
|                                | Estadísticas Martell Webster, 19 LaMarcus Aldridge, 9 Jerryd Bayless, 7 Otros: LaMarcus Aldridge y Rudy Fernández, 16 puntos | Reportaje Pts Reb Asts Otros          | Estadísticas Jason Richardson, 28 Grant Hill, 12 Steve Nash, 6 Otros: Amare Stoudemire, 22 puntos; Jason Richardson, 10/16 en tiros de campo (5/8 en triples) y 7 rebotes | Pabellón: Rose Garden, Portland (Oregón) Asistencia: 20.313 espectadores Árbitros: #17 Joe Crawford, #33 Sean Corbin, #26 Bob Delaney y #43 Dan Crawford Televisión: TNT |  |  |
| Phoenix Suns gana la serie 4-2 | |                                       | | |  |  |
|                                | |                                       | | |  |  |

Resumen: Phoenix Suns derrotó a los Blazers por 90-99 y pasó a la siguiente ronda de playoffs. Los Suns tuvieron 17 pérdidas de balón (15 en los primeros 28 minutos de partido). Steve Nash no anotó hasta el tercer cuarto, acabó con 10 puntos (2/7 en porcentajes), repartió 6 asistencias y perdió 7 balones (6 en el primer cuarto). Por problemas físicos estuvo gran parte del 3.er cuarto sentado y acabó jugando 30 minutos. Amare Stoudemire también perdió 5 balones pero registró 22 puntos (9/15) y asistió un par de veces al final del choque. Phoenix llevó la delantera en el marcador durante toda la noche. Portland solamente tuvo en franquicia el 2-0 inicial. Gracias a Jason Richardson (28 puntos) con 10/16 en tiros de campo, incluidos 5/8 en triples, ganaron las primeras ventajas (8-19, min 7). Los visitantes se pusieron 50-66 (min 32). Brandon Roy marcó 14 puntos (4/16), 5 rebotes y 4 asistencias. Portland se acercó de la mano de los reservas Martell Webster (19 puntos y 4 rebotes) y Rudy Fernández (16 puntos) hasta empatar el choque 76-76. Habían conseguido un parcial de 26-10 en poco más de 7 minutos. Phoenix marca un parcial de 2-10 con 8 puntos consecutivos; 78-86. Nash coloca un triple (82-92, 2:35 para acabar). Los Suns gestionaron la ventaja hasta el bocinazo final. LaMarcus Aldridge también tuvo una buena actuación con 16 puntos y 9 rebotes.

#### Semifinales
|  |                    |   |  |  |
|  | Los Angeles Lakers | 4 |  |  |
|  | Los Angeles Lakers | 4 |  |  |
|  | Utah Jazz          | 0 |  |  |

| 2 de mayo              | Los Angeles Lakers | 104–99                                | Utah Jazz | |  |  |
| 15.30 h ET             | Parciales: 30-23, 23-22, 28-28, 23-26 | Parciales: 30-23, 23-22, 28-28, 23-26 | Parciales: 30-23, 23-22, 28-28, 23-26 | |  |  |
|                        | Estadísticas Kobe Bryant, 31 Pau Gasol y Lamar Odom, 12 Kobe Bryant y Pau Gasol, 4 Otros: Pau Gasol, 25 puntos y 5 tapones; Andrew Bynum, 10 rebotes; Derek Fisher, 10 puntos | Reportaje Pts Reb Asts Otros          | Estadísticas Deron Williams, 24 Carlos Boozer, 12 Deron Williams, 8 Otros: Carlos Boozer, 18 puntos; Paul Millsap, 16 puntos y 9 rebotes; C.J. Miles, 16 puntos | Pabellón: Staples Center, Los Ángeles (California) Asistencia: 18.997 espectadores Árbitros: #13 Monty McCutchen, #24 Mike Callahan y #19 James Capers Televisión: ABC |  |  |
| Los Angeles lidera 1-0 | |                                       | | |  |  |
|                        | |                                       | | |  |  |

Resumen: Los Angeles Lakers ganó su primer punto de la eliminatoria. Hubo igualdad hasta el 10-10 (min 4). En el minuto 8, iban 22-15. A continuación se dieron las máximas diferencias de este primer cuarto: 26-15 y 28-17, 2 canastas de Kobe Bryant, alejaban a los angelinos en 11 puntos. Una reacción de 2-6 de parcial, terminaba con el final del cuarto en 30-23.
En el segundo parcial Lakers alcanzaba una ventaja mayor de +14, 39-25 (min 16). Deron Williams fue golpeado por Fisher y unos minutos más tarde fue pisado por el mismo jugador y tuvo un esguince leve en el tobillo izquierdo lo que le impidió estar al 100%. Igual marcó un triple (min 20) y puso a Utah Jazz en desventaja menor de 10 puntos. Al descanso, 53-45. En la vuelta a la pista había un parcial de salida de 10-15 (63-60). Derek Fisher alcanzó 69-60. Esta distancia se mantendría a lo largo del resto del cuarto.
En el último acto, Phil Jackson decidió poner a Odom, Andrew Bynum, Farmar, Shannon Brown y Walton y recibieron un parcial de 1-12 en apenas 6 minutos de juego: 82-81. Lakers consiguió un tiro libre de Walton pero 0/7 en tiros de campo. Utah Jazz remontó con un 5/10 en porcentajes y volvieron los titulares. Quedan 7:32 para la finalización. Aun así se pusieron en +3 (82-85). Quedan 6 minutos y medio.
Kobe Bryant anotó 13 puntos y consiguió 10 de los últimos 14 del equipo. Lamar Odom tuvo rebote ofensivo y canasta, dos veces: en el empate a 89 (4:55 para el final) y en el 98-95 (a 50 segundos). Odom solamente consiguió 9 puntos, pero 4 de ellos fueron en momentos vitales. Bryant logra convertir una bandeja, 100-95 (22.6 segundos). Los 13 de Kobe, se vieron acompañados por 5 puntos de Gasol (tiros libres y un tiro de gancho), para rematar la victoria por 104-99.
Bryant alcanzó los 31 puntos, Pau Gasol 25 puntos (9/15), 12 rebotes, 4 asistencias y 5 tapones. Fisher añadió 10 puntos y Lamar Odom, 9 más 12 rechaces. Andrew Bynum, pudo jugar durante 24 minutos y aportar 8 puntos y 10 rebotes.
Por los Jazz, Deron Williams anotó 24 puntos y repartió 8 asistencias; Carlos Boozer 18 tantos y 12 rebotes, y Paul Millsap 16 + 9 y C. J. Miles con 16 puntos tuvieron una actuación muy buena.
| 4 de mayo              | Los Angeles Lakers | 111–103                               | Utah Jazz | |  |  |
| 22.30 h ET             | Parciales: 27-23, 31-23, 29-31, 24-26 | Parciales: 27-23, 31-23, 29-31, 24-26 | Parciales: 27-23, 31-23, 29-31, 24-26 | |  |  |
|                        | Estadísticas Kobe Bryant, 30 Pau Gasol y Lamar Odom, 15 Kobe Bryant, 8 Otros: Pau Gasol, 22 puntos; Andrew Bynum, 17 puntos, 14 rebotes y 4 tapones; Ron Artest, 16 puntos y 6 rebotes | Reportaje Pts Reb Asts Otros          | Estadísticas Paul Millsap, 26 Carlos Boozer, 12 Deron Williams, 9 Otros: Carlos Boozer y C.J. Miles, 20 puntos; Deron Williams, 15 puntos; Wesley Matthews, 14 puntos; Paul Millsap, 11 rebotes | Pabellón: Staples Center, Los Ángeles (California) Asistencia: 18.997 espectadores Árbitros: #48 Scott Foster, #25 Tony Brothers y #33 Sean Corbin Televisión: TNT |  |  |
| Los Angeles lidera 2-0 | |                                       | | |  |  |
|                        | |                                       | | |  |  |

Resumen: Los Angeles Lakers se llevaron el segundo punto de la serie. Al inicio Utah se puso 4-11 a los 4 minutos de juego. Los angelinos consiguieron empatar a 13 puntos. Nuevo empate a 18 puntos y canasta de Boozer, 18-20. Una pequeña racha de 7 puntos seguidos, puso a Lakers por delante 25-20 (faltando 42 segundos de cuarto), y llegaron a 27-23.
Andrew Bynum en el descanso acumularía 11 puntos y 13 rebotes, para terminar el partido con 17 tantos (7/9 en tiros de campo), 14 rebotes (su mejor marca personal) y 4 tapones en 29 minutos de juego, a pesar de los problemas de su menisco de la rodilla derecha que no lo dejó jugar al 100%.
Paul Millsap alcanzó los 26 puntos (10/17) y 11 rebotes. Tras un contragolpe de 3x1, Kobe Bryant encestó en extensión a mano cambiada por la derecha y se queda atrás, doliéndose de la postura forzada. Llegan a 45-34 (min 17). Tras varias posesiones en las que se intercambian aciertos y errores, una entrada de Ron Artest, pase de Gasol, alarga la ventaja a +14, 56-42 (min 22). Después, C. J. Miles acertó con 4 puntos y Gasol con 2 tiros libres para llegar al descanso con 58-46. Deron Williams marcó 15 puntos y erró 12 de sus 16 lanzamientos al aro y tuvo 9 asistencias.
Al minuto de la reanudación, un tiro libre de Kobe, Lakers obtuvo la máxima ventaja en todo el partido, 61-46 (+15). Una asistencia de C. J. Miles, con canasta de Carlos Boozer redujo la diferencia por debajo de la decena en el minuto 30, 72-63. Pero un minuto más tarde se repitió el +15 (80-65). Finalmente la desventaja se quedó en 87-77 al finalizar el tercer cuarto.
En 2 minutos, los Jazz consiguieron un parcial de 2-6 y se pusieron a 6 puntos. Una rápida conducción de Price con asistencia a Millsap bajo el aro y dos situaciones similares de Boozer asistiendo a Kyle Korver en cortes por la zona marcan 89-83. Utah saca un 0-8 de parcial, 96-92 (min 42). Termina 111-103.
Kobe Bryant encestó por tercer partido consecutivo 30 puntos (con un 10/22 en tiros de campo y un 10/11 en tiros libres). Ayudó con 5 rechaces y 8 pases de canasta. Pau Gasol llegó a los 22 tantos (7/11) y recogió 15 rebotes. Ron Artest aportó 16 puntos y 6 rebotes. Por Utah, además de Millsap, C. J. Miles anotó 20 puntos, con 4 rebotes y 6 asistencias y Carlos Boozer consiguió un doble-doble (20 puntos, 12 rebotes). Matthews aportó 14 tantos más con 4 triples en su haber.
Fue el octavo partido consecutivo de playoffs que Lakers le ganó a los Jazz en el Staples Center. Además, los angelinos acumulaban un récord de 40-1 en series de 7 partidos en los que se habían adelantado 2 a 0. Los rebotes fueron 66-49 y los lanzamientos fallados de Utah dentro de la pintura, 3; los tapones, 13 a 4. Los Ángeles cometió 20 pérdidas de balón por solo la mitad de los Jazz.
| 8 de mayo              | Utah Jazz | 110–111                               | Los Angeles Lakers | |  |  |
| 20.00 h ET             | Parciales: 22-17, 32-33, 26-32, 30-29 | Parciales: 22-17, 32-33, 26-32, 30-29 | Parciales: 22-17, 32-33, 26-32, 30-29                                                                                       | |  |  |
|                        | Estadísticas Deron Williams, 28 Carlos Boozer, 14 Deron Williams, 9 Otros: Puntos: Kyle Korver (23), Carlos Boozer (14), Paul Millsap (13), C.J. Miles (11) | Reportaje Pts Reb Asts Otros          | Estadísticas Kobe Bryant, 35 Pau Gasol, 17 Kobe Bryant, 7 Otros: Puntos: Ron Artest (20), Derek Fisher (20), Pau Gasol (14) | Pabellón: EnergySolutions Arena, Salt Lake City (Utah) Asistencia: 19.911 espectadores Árbitros: #17 Joe Crawford, #27 Dick Bavetta y #57 Greg Willard Televisión: ABC |  |  |
| Los Angeles lidera 3-0 | |                                       | | |  |  |
|                        | |                                       | | |  |  |

Resumen: Lakers se pusieron 3-0. Utah comenzó 15-6 en el ecuador del primer cuarto. Los angelinos se acercaron 15-11 (min 9).
Un triple de Korver otorgó la máxima ventaja del cuarto a los locales, 41-29 (min 17). Nueve puntos de Shannon Brown y 4 de Farmar acercaron a los visitantes en el luminoso. Un parcial de 0-5, tres libres de Fisher y el vigésimo punto de Kobe Bryant, dejó todo 54-50.
Kobe Bryant puso a su equipo por delante por segunda vez, 59-60. Hasta el final del partido hubo 22 cambios de liderazgo y 8 empates. Un acierto de Gasol dejó un 80-82.
Utah cerró la pintura, obligando a los Lakers a tirar desde fuera. Ron Artest establecía el 90-91 (8:29 para el final). Iban 97-93 faltando 6:23. Un triple de Lamar Odom colocó a los visitantes por encima 100-101. Quedaban 2:25. Lakers arriba 102-103. Kyle Korver marcó un triple, 105-103. Las dos siguientes posesiones son fallidas por ambas escuadras pero los Jazz consiguieron un tiro libre más (106-103).
En el último minuto Kobe anotó un triple. Era su punto número 33 y significaba otro empate. Con 54 segundos por jugarse, Deron Williams realiza un tiro de media distancia ante la defensa de Pau Gasol, 108-106. Quedan 42 segundos. Fisher convirtió un triple. 108-109; faltaban 28.6 segundos. Jerry Sloan no pidió tiempo muerto.
Luego de una serie de errores, Kobe Bryant anotó los dos tiros libres. Tres arriba Lakers (108-111). Tiempo muerto de Utah para sacar desde media pista. Introducen el balón y Fisher hace una falta rápida. Quedan 6.1 segundos. Deron Williams no falla. Dos tiros libres dentro, 110-111. Jackson pidió tiempo muerto y Lakers sacó desde el medio. Artest se dispuso a poner el balón en movimiento y Fisher es agarrado por la cadera y la pelota sigue su trayectoria sin encontrar al jugador angelino. La recoge Korver y pide un tiempo nuevo. 4.4 segundos para el final. Lakers gana por 110-111.
El jugador local más destacado fue Williams con 28 puntos, 4 rebotes y 9 asistencias. Korver le acompañó con 9/10 en tiros de campo, incluidos 5 triples convertidos sin fallo, para terminar con 23 puntos. Korver en 2010 marcó el récord histórico de la NBA en mejor porcentaje de triples (53.6%). Boozer aportó un magnífico doble-doble de 14 y 14. Millsap con 13 y C. J. Miles con 11 puntos también aportaron. Andrei Kirilenko consiguió 8 puntos y 6 rechaces en 17 minutos sobre el parqué.
Por los Lakers, además de Kobe Bryant (35 puntos, 13/24 en tiros, y 7 asistencias), Derek Fisher y Ron Artest alcanzaron los 20 puntos y Pau Gasol defendió el trabajo interior con 14 puntos y 17 rebotes.
| 10 de mayo                           | Utah Jazz | 96–111                                | Los Angeles Lakers | |  |  |
| 22.30 h ET                           | Parciales: 24-29, 17-29, 26-22, 29-31 | Parciales: 24-29, 17-29, 26-22, 29-31 | Parciales: 24-29, 17-29, 26-22, 29-31 | |  |  |
|                                      | Estadísticas Deron Williams y Paul Millsap, 21 Carlos Boozer, 14 Deron Williams, 9 Otros: C.J. Miles, 15 puntos; Wesley Matthews, 12 puntos; Carlos Boozer, 10 puntos; Kyrylo Fesenko, 10 rebotes | Reportaje Pts Reb Asts Otros          | Estadísticas Pau Gasol, 33 Pau Gasol, 14 Kobe Bryant, 4 Otros: Kobe Bryant, 32 puntos; Shannon Brown, 12 puntos; Derek Fisher y Lamar Odom, 10 puntos y 5 rebotes | Pabellón: EnergySolutions Arena, Salt Lake City (Utah) Asistencia: 19.911 espectadores Árbitros: #43 Dan Crawford, #55 Bill Kennedy y #49 Tom Washington Televisión: TNT |  |  |
| Los Angeles Lakers gana la serie 4-0 | |                                       | | |  |  |
|                                      | |                                       | | |  |  |

Resumen: Los Angeles Lakers se llevó la victoria por cuarta vez. Pau Gasol aportó con 33 puntos y 14 rebotes y Kobe Bryant otros 32 puntos para la victoria por 96-110. Era la primera vez en la historia que Utah recibía un 4-0 en una serie de 7 partidos.
Después del 0-2 inicial, Los Ángeles fue por detrás en el luminoso con pequeñas desventajas. Pasado el meridiano se ponían por delante de nuevo, 20-21 (min 10). En los instantes finales, un parcial de 0/5 local, junto con 4 puntos más de Gasol y un mate de Shannon Brown, tras un bloqueo directo, dejaban a los Jazz 24-29.
Lakers se puso en un +11, tras triple de Jordan Farmar, 27-38. En los siguientes dos minutos, Utah solamente volvió a anotar una canasta de juego por medio de Millsap y la ventaja se estiró algo más, 29-45 (+16). Los Ángeles consiguió otro parcial de 6-12 y alcanza la máxima ventaja de todo el partido, +22, 35-57 a falta de 1:12 para el descanso. El resultado es 41-58 al descanso. Un 31.3% en tiros de campo y haber errado 8 de los 10 primeros lanzamientos fue el problema de los locales. Gasol, registraba ya 7/9 para 17 puntos con 7 rebotes.
En la reanudación, Deron Williams anotó 4 puntos, varias asistencias y C. J. Miles colaboró con otros 9 puntos. En 8 minutos de cuarto, los Jazz marcaron un parcial de 22-10 y se pusieron a 5 de desventaja, 63-68. Lakers marcaron un parcial de 4-12 y se pusieron 67-80. Final del tercer período.
En el último cuarto, Lakers alargó la racha hasta los 17 tantos de ventaja. Los Jazz lograron reducirla hasta los 10. Un parcial final de los visitantes, con aciertos de Pau Gasol y de Kobe Bryant, llevaron a Lakers a ganar por 22 puntos, 85-107.
Por Los Ángeles, además de Bryant y Gasol Shannon Brown anotó 12 puntos y Derek Fisher y Lamar Odom, con otros 10 + 5 rechaces, cada uno. Por los Utah Jazz destacaron el base Deron Williams (21 tantos y 9 asistencias), Paul Millsap (21 puntos y 6 rebotes), C. J. Miles con 15 puntos y Wesley Matthews, con otros 12. Carlos Boozer logró otro doble-doble, con 10 puntos y 14 rechaces.
|  |                   |   |  |  |
|  | Phoenix Suns      | 4 |  |  |
|  | Phoenix Suns      | 4 |  |  |
|  | San Antonio Spurs | 0 |  |  |

| 3 de mayo          | Phoenix Suns | 111–102                               | San Antonio Spurs | |  |  |
| 22.30 h ET         | Parciales: 31-22, 26-25, 28-28, 26-27 | Parciales: 31-22, 26-25, 28-28, 26-27 | Parciales: 31-22, 26-25, 28-28, 26-27 | |  |  |
|                    | Estadísticas Steve Nash, 33 Amare Stoudemire, 13 Steve Nash, 10 Otros: Jason Richardson, 27 puntos y 6 rebotes (10/16 en tiros de campo); Amare Stoudemire, 23 puntos | Reportaje Pts Reb Asts Otros          | Estadísticas Emanuel Ginobili, 27 Tim Duncan, 11 Emanuel Ginobili, 5 Otros: Tony Parker, 26 puntos; Tim Duncan, 20 puntos, 4 asistencias y 3 tapones | Pabellón: US Airways Center, Phoenix (Arizona) Asistencia: 18.422 espectadores Árbitros: #15 Bennett Salvatore, #41 Ken Mauer y #38 Michael Smith Televisión: TNT |  |  |
| Phoenix lidera 1-0 | |                                       | | |  |  |
|                    | |                                       | | |  |  |

Resumen: Steve Nash anotó 11 de los primeros 14 puntos de su equipo para ponerse 14-5 (min 5), tras un triple después de resolver un bloqueo directo. La ventaja se elevaba con el 25-14 (min 10). Nash puso el cuarto en un 31-22.
Al minuto de la reanudación Alvin Gentry sacó a pista a la 2.ª unidad: Goran Dragić, Channing Frye, Dudley, Leandro Barbosa y Amundson (33-22 en el luminoso). En apenas 4 minutos, San Antonio marcó un parcial de 4-11, poniéndose a 37-33. Salieron los titulares (Stoudemire, Nash, Richardson y Grant Hill) y volvió el +10 (44-34) tras un triple de Jason Richardson en el minuto 19. Al descanso, 57-47.
En el tercer cuarto Gregg Popovich dejaba en el banco al titular Hill y salió con Tony Parker. San Antonio fabricó un parcial de 7-20 en 4 minutos. Llegaron a liderar el partido 64-67 tras un triple de Emanuel Ginobili (min 29). Duncan acercó a los tejanos (64-60). Richardson hace un triple y 67-67. Y, después de varios intercambios de aciertos, marcan 73-73 faltando 3:42 para el final del cuarto. Termina el cuarto con 85-75.
En los primeros minutos del último cuarto, Gentry volvió a dar descanso a los titulares y saca a algunos hombres de la segunda unidad (Dudley, Barbosa y Amundson). Ganan por 94-80, a falta de 8 minutos y poco. Sientan a Nash y sale Dragic. Phoenix pierde el punto del juego y tienen problemas con su ataque. Los Spurs pusieron un parcial de 0-13. Steve Nash volvió a pista cuando los visitantes están aún a 8 puntos pero 7 puntos de Duncan, 4 de Ginobili y 2 de Parker pusieron el marcador 94-93 (4:27 para el final). Phoenix volvió a producir un parcial definitivo de 9-2. 4 puntos de tiro libre, un contragolpe llevado por Nash y matado por Stoudemire y otro triple de Richardson concluían en 103-95, a 1:23 para la bocina. En las jugadas posteriores, los tejanos jugaron a hacer faltas para obligar a ir al tiro libre, pero los de Phoenix estuvieron acertados y el marcador se mantuvo en sus diferencias. Al final, 111-102.
Por San Antonio Spurs, Emanuel Ginobili tuvo el mejor registro con 27 puntos (9/29), además de 5 rebotes y otras tantas asistencias. Tim Duncan aportó 20 puntos y 11 rebotes y Tony Parker llegó a los 26 puntos. George Hill se quedó en 9 puntos y el alero titular, Richard Jefferson solamente alcanzó los 5. Por los locales, Steve Nash encestó 33 puntos (su 4.ª mejor marca profesional en playoffs) y repartió 10 asistencias. Además, logró un buen porcentaje de tiro, 13/19. El alero tirador Jason Richardson añadió 27 tantos (10/16) con 6 rebotes, Amare Stoudemire obtuvo 23 puntos y 13 rebotes y Grant Hill aportó 7+6+4.
Colectivamente San Antonio ganó en muchos apartados: en pérdidas de balón tuvo menos (11-16), tuvo menos faltas (25-26), puso más tapones (2-5) y dio más asistencias (16-18). Pero, obtuvo peores números en tiros de campo (51.9% de Phoenix frente a 45.8%) y, en el triple, 21 frente a 35% de los locales.
| 5 de mayo          | Phoenix Suns | 110–102                               | San Antonio Spurs | |  |  |
| 21.00 h ET         | Parciales: 21-30, 30-21, 27-25, 32-26 | Parciales: 21-30, 30-21, 27-25, 32-26 | Parciales: 21-30, 30-21, 27-25, 32-26 | |  |  |
|                    | Estadísticas Amare Stoudemire, 23 Amare Stoudemire, 11 Steve Nash, 6 Otros: Puntos: Steve Nash y Jason Richardson (19); Grant Hill (18); Channing Frye (15); Jared Dudley (11) | Reportaje Pts Reb Asts Otros          | Estadísticas Tim Duncan, 29 Tim Duncan y Richard Jefferson, 10 Emanuel Ginobili, 11 Otros: Tony Parker, 20 puntos y 7 asistencias; Richard Jefferson, 18 puntos; George Hill, 14 puntos; Emanuel Ginobili, 11 puntos | Pabellón: US Airways Center, Phoenix (Arizona) Asistencia: 18.422 espectadores Árbitros: #17 Joe Crawford, #10 Ron Garretson, #9 Derrick Stafford y #36 David Jones Televisión: TNT |  |  |
| Phoenix lidera 2-0 | |                                       | | |  |  |
|                    | |                                       | | |  |  |

Resumen: Phoenix Suns venció en el segundo partido de la serie a San Antonio Spurs por 110-102 y se colocó con un 2-0 global.
El alero Grant Hill (37 años), acertó un 6/10 en tiros de campo para acabar con 18 puntos, de los que consiguió 8 en el desenlace del último cuarto: una cesta ponía a Phoenix con 92-86 (a falta de 6:36 para el final) y dos tiros libres posteriores, un 100-92 que sentenciaban definitivamente el choque a falta de 4:26. Además ayudó en la defensa sobre la estrella rival, el argentino Ginobili, dejándole en una marca de 2 canastas de 8 intentos.
Durante el parcial inaugural, los Spurs marcaban 21-30 (min 12) gracias a Duncan, con 11 puntos, y Parker, con 8, saliendo del banquillo a falta de 7 minutos para el remate del primer cuarto. La ventaja se amplió a +11 (21-32), tras anotación de Blair en el minuto 13. Dudley, con 7 puntos en los siguientes 3 min, lideró a sus compañeros a un parcial de 8-19. Así, se ubicaban a solo dos, 40-42 (min 20). Al descanso, 51-51, tras mate de Amare en un pick & roll con Nash.
Channing Frye, con 15 puntos, y una serie de 5/6 en lanzamientos triples, absorbía la defensa de los hombres altos de San Antonio. Amare Stoudemire tiró 6 de 15, a pesar de acabar con 23 puntos, pero aportó 11 rebotes y fue la llave del dominio local, 49 por 37 de San Antonio. Nash se quedó en 19 puntos (7/13) pero con 5 pérdidas de balón; también produjo menos asistencias, 6. El tercer cuarto prolongó la igualdad.
En el último cuarto Gregg Popovich dispuso dos bases en pista, Parker y Hill. Los locales se pusieron arriba (83-80). Frye volvía a certar desde el triple, 88-83. Dos lanzamientos más acertados de Grant Hill en posesiones y la ventaja crecía a 92-86 (6:36 para el final). Tim Duncan recibió falta en 2 ataques y acercó a los de San Antonio a 92-88, pero un nuevo triple de los Suns puso un 95-88 a falta de 5 minutos. Phoenix alargó la ventaja y el marcador creció hasta el 102-92 (4:03 para la bocina). Parker y Phoenix no falló en los libres y se acaba llevando el encuentro por 110-102.
Por San Antonio se destacó su pívot Tim Duncan, 29 puntos y 10 rebotes, y al base francés Tony Parker, de nuevo desde el rol de sexto hombre, que añadió 20 tantos. Emanuel Ginobili aportó 11 puntos y Jefferson registró 18 puntos y 10 rechaces.
| 7 de mayo          | San Antonio Spurs | 96–110                                | Phoenix Suns | |  |  |
| 21.30 h ET         | Parciales: 28-19, 22-25, 22-27, 24-39 | Parciales: 28-19, 22-25, 22-27, 24-39 | Parciales: 28-19, 22-25, 22-27, 24-39 | |  |  |
|                    | Estadísticas Emanuel Ginobili, 27 Tim Duncan, 13 Tony Parker y Emanuel Ginobili, 5 Otros: Tim Duncan, 15 puntos; Antonio McDyess, 12 puntos y 10 rebotes; Matt Bonner, 11 puntos; Tony Parker, 10 puntos y 6 rebotes | Reportaje Pts Reb Asts Otros          | Estadísticas Goran Dragić, 26 Amare Stoudemire y Steve Nash, 8 Steve Nash, 6 Otros: Puntos: Jason Richardson (21), Grant Hill (18), Steve Nash (16), Leandro Barbosa (13) | Pabellón: AT&T Center, San Antonio (Texas) Asistencia: 18.581 espectadores Árbitros: #48 Scott Foster, #19 James Capers y #55 Bill Kennedy Televisión: ESPN |  |  |
| Phoenix lidera 3-0 | |                                       | | |  |  |
|                    | |                                       | | |  |  |

Resumen: San Antonio comenzó su estrategia cargando su juego interior con McDyess y Tim Duncan. Suyos fueron los 7 primeros puntos. Cuando Phoenix quiso cerrar su defensa, Ginobili y Richard Jefferson ponían un 14-7 en el ecuador del primer cuarto. San Antonio llegó al final del cuarto inicial liderando el partido 28-19. Richardson mantuvo a su equipo con 11 puntos (2 triples).
Un 11-2 de inicio en el segundo cuarto, estiró la ventaja local a la máxima de la que gozaron (+18), 39-21, minuto 16. En el ecuador del cuarto se produzco un parcial de 2-10 que los acercó a menos de 10 puntos de desventaja, 40-31. Al descanso, San Antonio mantenía el liderato en el luminoso 50-44.
En el tercer parcial se distanciaron ligeramente los locales hasta los 8 tantos, a falta de 3:54 (69-61). A falta de 2:03, entró en pista Goran Dragić para sustituir a Nash. Consiguió un triple al minuto de salir a jugar, que junto a otro acierto de Richardson, acercaban a Phoenxi a 1, 72-71. Ganaron el parcial de este cuarto por 22-27.
A 11:21 para el final, el quinto punto de Dragic ponía a los suyos por delante, 72-73. Después Phoenix anotó los siguientes 7 tiros que intentó (incluidos 2 triples). Se disparó un parcial de 14-27 en 8 minutos. El marcador señalaba 86-100. Tras 3 tiros libres anotódos por el argentino Ginobili, a 3:17 para el final, salió a jugar Steve Nash para sustituir a Barbosa. Phoenxi jugó con 2 bases para administrar la ventaja, 89-100. En la siguiente posesión, Channing Frye marca un acierto de 3 puntos. Al final, 96-110.
A Goran Dragić (26 puntos), le escoltó Jason Richardson con otros 21. Stoudemire tuvo 7 tantos y 8 rebotes. Grant Hill tuvo 18 puntos y Steve Nash, con 16 tantos, 8 rebotes y 6 asistencias. Por los locales, Ginobili tuvo 27 puntos (máximo anotador del partido) y 5 asistencias. Tim Duncan aportó un
doble-doble con 15 + 13 rechaces y, Antonio McDyess otro de 12 y 10. Tony Parker registró 10 tantos, 6 rebotes y 5 pases de canasta.
| 9 de mayo                      | San Antonio Spurs | 101–107                               | Phoenix Suns | |  |  |
| 20.00 h ET                     | Parciales: 25-19, 22-31, 24-22, 30-35 | Parciales: 25-19, 22-31, 24-22, 30-35 | Parciales: 25-19, 22-31, 24-22, 30-35                                                                                                 | |  |  |
|                                | Estadísticas Tony Parker, 22 Tim Duncan y Richard Jefferson, 8 Emanuel Ginobili, 9 Otros: Tim Duncan, 17 puntos y 3 tapones; Grant Hill, 17 puntos; Emanuel Ginobili, 15 puntos y 6 rebotes | Reportaje Pts Reb Asts Otros          | Estadísticas Amare Stoudemire, 29 Jason Richardson, 8 Steve Nash, 9 Otros: Steve Nash, 20 puntos; Jared Dudley, 16 puntos y 6 rebotes | Pabellón: AT&T Center, San Antonio (Texas) Asistencia: 18.581 espectadores Árbitros: #13 Monty McCutchen, #26 Bob Delaney y #23 Jason Phillips Televisión: TNT |  |  |
| Phoenix Suns gana la serie 4-0 | |                                       | | |  |  |
|                                | |                                       | | |  |  |

Resumen: Los Spurs en 5 minutos doblan a su rival 12-6 y luego se pusieron 21-12. En los dos últimos minutos, Stoudemire propicia un 2-7 de parcial que deja la renta en 25-19 (+6 Spurs). A 3:50 para el descanso, Phoenix se adelantaba 40-42. Tras entrar en el último minuto, una serie de triples por ambas escuadras dejaron la primera mitad en 47-50.
En los 5 primeros minutos, San Antonio solamente logró encestar mediante 2 tiros libres de 4 intentos. Con el juego vivo no consiguieron nada positivo. Esto hizo que Phoenix siguiera perdiendo por +9, 49-58. Otra racha local volvió a colocarles con empate a 64, tras bandeja de Tony Parker en el minuto 32. El parcial era de 15-6. Dragic sustituyó a Steve Nash tras recibir un codazo en el ojo derecho y hubo que atenderlo en la enfermería. En la interrupción, victoria foránea por 71-72.
Steve Nash rompió el empate a 77. Los Spurs anotaron un tiro libre y fallaron el otro (George Hill y Duncan). Sumado a dos pérdidas de balón, los visitantes asumieron una mini-ventaja de 83-89, a falta de 5:23 para el final. Faltaban 2:03 y los tejanos estaban 10 abajo. Un parcial de 12 a 4 les puso 100-103, a falta de 26 segundos. Convirtieron un tiro libre adicional y se pusieron a 2, 101-103. Para la última defensa, Gregg Popovich sienta a todos sus hombres altos y saca a unidades más pequeñas para defender mejor. Jefferson comete una falta sobre Grant Hill. Faltan 16 segundos. El veterano alero convierte los dos lanzamientos. 101-105. volvión a pista los altos. Emanuel Ginobili falla el triple para recortar diferencias. Richardson recoge el rebote y es objeto de falta. Faltando 10 segundos, encestó los dos tiros de castigo y Duncan yerra un nuevo lanzamiento de 7.25. Marcador final de 101-107.
Steve Nash y Amare Stoudemire se combinaron para 22 puntos y 9/15 en tiros de campo en el cuarto cuarto. 20 puntos y 9 asistencias fue la producción final del base y, 29 puntos y 5 rechaces, la de Stoudemire. Jared Dudley aportó 16+6+4, en una actuación completa, y Jason Richardson ayudó con 11 tantos más y 8 rebotes.
El base Tony Parker marcó 22 puntos con 5 rebotes y otras tantas asistencias. George Hill y Tim Duncan aportaron 17 puntos más cada uno y 15, el argentino Ginobili realizó una serie de lanzamientos a canasta para un 2 de 11.

#### Final
|  |                    |   |  |  |
|  | Los Angeles Lakers | 4 |  |  |
|  | Los Angeles Lakers | 4 |  |  |
|  | Phoenix Suns       | 2 |  |  |

| 17 de mayo             | Los Angeles Lakers | 128–107                               | Phoenix Suns | |  |  |
| 21.00 h ET             | Parciales: 35-26, 27-29, 31-24, 35-28 | Parciales: 35-26, 27-29, 31-24, 35-28 | Parciales: 35-26, 27-29, 31-24, 35-28 | |  |  |
|                        | Estadísticas Kobe Bryant, 40 Lamar Odom, 19 Artest, Gasol, Bryant y Farmar, 5 Otros: Puntos: Pau Gasol (21, 10/13 tiros de campo), Lamar Odom (19, 9/15), Ron Artest (14) y Jordan Farmar (10) | Reportaje Pts Reb Asts Otros          | Estadísticas Amare Stoudemire, 23 Lopez, Richardson y Amundson, 6 Steve Nash, 13 Otros: Puntos: Jason Richardson (15), Robin Lopez (14, 6/7 tiros de campo), Steve Nash y Goran Dragić (13) | Pabellón: Staples Center, Los Ángeles (California) Asistencia: 18.997 espectadores Árbitros: #48 Scott Foster, #23 Jason Phillips y #57 Greg Willard Televisión: TNT |  |  |
| Los Angeles lidera 1-0 | |                                       | | |  |  |
|                        | |                                       | | |  |  |

Resumen:
Kobe Bryant acabó con 40 puntos, 5 rebotes y otras tantas asistencias. Le secundó a la perfección Lamar Odom, con 19 puntos y 19 rebotes, nuevo récord en rebotes en un partido de playoffs para un jugador reserva. Bryant, que llevaba 14 tantos en el descanso, en el tercer cuarto marcó 21 puntos más para romper el encuentro y terminar en 40. Es el sexto partido de playoffs consecutivo en el que logra anotar 30 o más puntos. En su récord personal. Anteriormente, lo había conseguido en 5 encuentros seguidos en los playoffs de 2003, 2008 y 2009. Además, acertó el 52.2% de sus lanzamientos de campo, en una serie de 13/23. En los tiros libres completó 11/12. Lamar Odom registró en este encuentro 19+19.
Alvin Gentry puso en pista a Robin Lopez, que no era titular desde el 26 de marzo en la fase regular. Phoenix obtuvo 4 puntos de Amare Stoudemire y un triple de Jason Richardson. Los locales erraban sus primeros tres tiros y perdían el balón en la 4.ª posesión. 0-7 en el minuto 2. Sería la máxima ventaja de la que dispondrían los Suns. Los visitantes tuvieron una ventaja de +5 hasta el ecuador de este cuarto, 17-22 (min 7). Lamar Odom con 7 puntos consecutivos, logra un parcial de 18-4, en los últimos 5 minutos de cuarto, y logran cerrarlo en un 35-26. Bryant terminaría con 11 tantos y Gasol con 6.
En el segundo período, la diferencia fue de 8-10 puntos a favor de los angelinos. A partir de al mitad de cuarto, Stoudemire con varias canastas y aportaciones de Robin Lopez acercaban a los Suns. Steve Nash anotó 6 puntos al descasnso y 5 asistencias. 54-49, a falta de 3:16 para el descanso. Kobe Bryant anotó solamente 3 puntos en este cuarto, para sumar 14, y Stoudemire alcanzaba los 15. Odom alcanzaba los 15 puntos y los 8 rechaces. Marcador 62-55, Lakers.
El tercer cuarto Kobe Bryant tuvo 7/10 en tiros de campo y anotó 21 de los 31 puntos que Lakers consiguió en este período. Phoenix tuvo 24 tantos. Los 10 puntos restantes tuvieron como protagonistas a Pau Gasol, con 8, y a Ron Artest con 2. El marcador se estiró hasta los +14, 93-79. Stoudemire llegaba a los 19 puntos, pero solo anotaría 4 más en el último período. Steve Nash alcanzaba los 13 puntos y las 13 asistencias.
En el último período, a 1:23, Los Ángeles puso un parcial de 10-0, con 2 triples (Farmar y Brown) y un 2+1 de Gasol, pusieron un 113-87 en el luminoso (7:58 para el final). La ventaja no dejó de crecer hasta el 117-89 (+28), pasado el meridiano del cuarto. Pau Gasol añadió 21 puntos, en una serie de 10/13 en tiros, a las ya mencionadas de Bryant y Odom. Ron Artest aportó 14 puntos más.
En las estadísticas, estuvieron 47-42 en rebotes, 9-11 en pérdidas de balón, 26-25 en asistencias y 21-23 en faltas cometidas. Sin embargo, Los Angeles tuvieron 56 a 36 en puntos en la zona, 58% en tiros de campo (51/88), por 49,9% de su rival (39/79).
| 19 de mayo             | Los Angeles Lakers | 124–112                               | Phoenix Suns | |  |  |
| 21.00 h ET             | Parciales: 36-24, 29-32, 25-34, 34-22 | Parciales: 36-24, 29-32, 25-34, 34-22 | Parciales: 36-24, 29-32, 25-34, 34-22 | |  |  |
|                        | Estadísticas Pau Gasol, 29 Lamar Odom, 11 Kobe Bryant, 13 Otros: Kobe Bryant, 21 puntos; Ron Artest, 18 puntos; Lamar Odom, 17 puntos (7/10 en tiros de campo) y 3 robos; Andrew Bynum, 13 puntos y 7 rebotes; Pau Gasol, 9 rebotes | Reportaje Pts Reb Asts Otros          | Estadísticas Jason Richardson, 27 Amare Stoudemire y Robin Lopez, 6 Steve Nash, 15 Otros: Grant Hill, 23 puntos; Amare Stoudemire, 18 puntos y 6 rebotes; Jared Dudley, 15 puntos, 5 rebotes y 3 robos; Steve Nash, 11 puntos | Pabellón: Staples Center, Los Ángeles (California) Asistencia: 18.997 espectadores Árbitros: #17 Joe Crawford, #24 Mike Callahan y #73 Ed Malloy Televisión: TNT |  |  |
| Los Angeles lidera 2-0 | |                                       | | |  |  |
|                        | |                                       | | |  |  |

| 23 de mayo             | Phoenix Suns | 118–109                               | Los Angeles Lakers | |  |  |
| 20.30 h ET             | Parciales: 29-32, 25-15, 32-37, 32-25 | Parciales: 29-32, 25-15, 32-37, 32-25 | Parciales: 29-32, 25-15, 32-37, 32-25 | |  |  |
|                        | Estadísticas Amare Stoudemire, 42 Amare Stoudemire, 11 Steve Nash, 15 Otros: Robin Lopez, 20 puntos (8/10 tiros de campo); Jason Richardson, 19 puntos (5/7 en triples); Steve Nash, 17 puntos | Reportaje Pts Reb Asts Otros          | Estadísticas Kobe Bryant, 36 Pau Gasol y Kobe Bryant, 9 Kobe Bryant, 11 Otros: Pau Gasol, 23 puntos (11/14 tiros de campo); Derek Fisher, 18 puntos; Ron Artest, 12 puntos y 6 rebotes | Pabellón: US Airways Center, Phoenix (Arizona) Asistencia: 18.422 espectadores Árbitros: #13 Monty McCutchen, #32 Eddie F. Rush, #49 Tom Washington Televisión: TNT |  |  |
| Los Angeles lidera 2-1 | |                                       | | |  |  |
|                        | |                                       | | |  |  |

| 25 de mayo         | Phoenix Suns | 115–106                               | Los Angeles Lakers | |  |  |
| 21.00 h ET         | Parciales: 23-23, 41-32, 21-29, 30-22 | Parciales: 23-23, 41-32, 21-29, 30-22 | Parciales: 23-23, 41-32, 21-29, 30-22 | |  |  |
|                    | Estadísticas Amare Stoudemire, 21 Amare Stoudemire, 8 Steve Nash y Goran Dragić, 8 Otros: Steve Nash, 15 puntos; Channing Frye, 14 puntos y 6 rebotes; Leandro Barbosa, 14 puntos | Reportaje Pts Reb Asts Otros          | Estadísticas Kobe Bryant, 38 Lamar Odom, 10 Kobe Bryant, 10 Otros: Pau Gasol y Lamar Odom, 15 puntos; Andrew Bynum, 12 puntos y 8 rebotes | Pabellón: US Airways Center, Phoenix (Arizona) Asistencia: 18.422 espectadores Árbitros: #43 Dan Crawford, #19 James Capers, #41 Ken Mauer Televisión: TNT |  |  |
| Serie empatada 2-2 | |                                       | | |  |  |
|                    | |                                       | | |  |  |

| 27 de mayo             | Los Angeles Lakers | 103–101                               | Phoenix Suns | |  |  |
| 21.00 h ET             | Parciales: 24-21, 29-24, 25-27, 25-29 | Parciales: 24-21, 29-24, 25-27, 25-29 | Parciales: 24-21, 29-24, 25-27, 25-29 | |  |  |
|                        | Estadísticas Kobe Bryant, 30 Lamar Odom, 13 Kobe Bryant, 9 Otros: Derek Fisher, 22 puntos (7/12 tiros de campo); Pau Gasol, 21 puntos y 9 rebotes; Lamar Odom, 17 puntos (7/11); Kobe Bryant, 11 rebotes | Reportaje Pts Reb Asts Otros          | Estadísticas Steve Nash, 29 Channing Frye, 10 Steve Nash, 11 Otros: Puntos: Amare Stoudemire (19), Channing Frye (14), Jason Richardson (12), Grant Hill (10), Jared Dudley (10) | Pabellón: Staples Center, Los Ángeles (California) Asistencia: 18.997 espectadores Árbitros: #15 Bennett Salvatore, #34 Marc Davis y #26 Bob Delaney Televisión: TNT |  |  |
| Los Ángeles lidera 3-2 | |                                       | | |  |  |
|                        | |                                       | | |  |  |

| 29 de mayo                           | Phoenix Suns | 103–111                               | Los Angeles Lakers | |  |  |
| 21.00 h ET                           | Parciales: 34-37, 19-28, 21-26, 29-20 | Parciales: 34-37, 19-28, 21-26, 29-20 | Parciales: 34-37, 19-28, 21-26, 29-20 | |  |  |
|                                      | Estadísticas Amare Stoudemire, 27 Channing Frye, 13 Steve Nash, 9 Otros: Steve Nash, 21 Puntos (8/11 tiros de campo); Jason Richardson, 13 puntos; Channing Frye y Goran Dragić, 12 puntos | Reportaje Pts Reb Asts Otros          | Estadísticas Kobe Bryant, 37 Lamar Odom, 12 Jordan Farmar, 5 Otros: Ron Artest, 25 puntos; Derek Fisher, 11 puntos; Andrew Bynum, 10 puntos y 6 rebotes | Pabellón: US Airways Center, Phoenix (Arizona) Asistencia: 18.422 espectadores Árbitros: #48 Scott Foster, #55 Bill Kennedy y #57 Greg Willard Televisión: TNT |  |  |
| Los Angeles Lakers gana la serie 4-2 | |                                       | | |  |  |
|                                      | |                                       | | |  |  |

### Conferencia Este

#### Primera ronda
|  |                          |   |  |  |
|  | 1.º- Cleveland Cavaliers | 4 |  |  |
|  | 1.º- Cleveland Cavaliers | 4 |  |  |
|  | 8.º- Chicago Bulls       | 1 |  |  |

| 17 de abril          | Cleveland Cavaliers                                                                               | 96–83                                 | Chicago Bulls | |  |  |
| 15.00 h ET           | Parciales: 32-18, 24-23, 17-19, 23-23                                                             | Parciales: 32-18, 24-23, 17-19, 23-23 | Parciales: 32-18, 24-23, 17-19, 23-23                                                                              | |  |  |
|                      | Estadísticas LeBron James, 24 Anderson Varejão, 15 Mo Williams, 10 Otros: LeBron James, 4 tapones | Reportaje Pts Reb Asts Otros          | Estadísticas Derrick Rose, 28 Joakim Noah y Kirk Hinrich, 8 Derrick Rose, 10 Otros: Kirk Hinrich, 4 robos de balón | Pabellón: Quicken Loans Arena, Cleveland (Ohio) Asistencia: 20.562 espectadores Árbitros: #32 Eddie F. Rush, #26 Bob Delaney y #67 John Goble Televisión: ABC |  |  |
| Cleveland lidera 1-0 |                                                                                                   |                                       | | |  |  |
|                      |                                                                                                   |                                       | | |  |  |

Resumen: Cleveland Cavaliers comenzó con ventaja en el marcador (32-18). Después mantuvieron las distancias para ganar el primer punto de la eliminatoria. Shaquille O'Neal regresó de una lesión en un dedo del pie desde febrero. LeBron, Mo Williams (10 asist.) y Jamison desde el tiro exterior (15 ptos.) fueron los goleadores. Por los visitantes, el jugador más sobresaliente fueron Derrick Rose (28 ptos. y 10 asist.), Hinrich desde el exterior y Noah, en la pintura.
| 19 de abril          | Cleveland Cavaliers | 112–102                               | Chicago Bulls | |  |  |
| 20.00 h ET           | Parciales: 28-22, 24-28, 25-27, 35-25                                                                                                  | Parciales: 28-22, 24-28, 25-27, 35-25 | Parciales: 28-22, 24-28, 25-27, 35-25                                                                             | |  |  |
|                      | Estadísticas LeBron James, 40 LeBron James, 8 LeBron James, 8 Otros: Antwan Jamison, 14 puntos; Mo Williams, 12 puntos y 6 asistencias | Reportaje Pts Reb Asts Otros          | Estadísticas Joakim Noah, 25 Joakim Noah, 13 Derrick Rose, 8 Otros: Derrick Rose, 23 puntos; Luol Deng, 20 puntos | Pabellón: Quicken Loans Arena, Cleveland (Ohio) Asistencia: 20.562 espectadores Árbitros: #17 Joe Crawford, #10 Ron Garretson y #42 Eric Lewis Televisión: TNT |  |  |
| Cleveland lidera 2-0 | |                                       | | |  |  |
|                      | |                                       | | |  |  |

Resumen: Cleveland consiguió la segunda victoria de la serie. LeBron James casi consiguió un triple-doble (40-8-8) y sus porcentajes de tiro de campo fueron 16/23, Mo Williams consiguió 12 ptos y  Antwan Jamison, 14. Joakim Noah de los Bulls tuvo 25 puntos y 13 rebotes, Derrick Rose con 23 puntos y 8 asistencias, Luol Deng con 20 puntos, 6 rebotes y 5 asistencias y el reserva, Ronald Murray, con 14 puntos. Jamario Moon tuvo 12 puntos decisivos (4/5 en triples) para los Cavaliers.
| 22 de abril          | Chicago Bulls | 108–106                               | Cleveland Cavaliers | |  |  |
| 19.00 h ET           | Parciales: 32-21, 24-24, 23-23, 29-38                                                                              | Parciales: 32-21, 24-24, 23-23, 29-38 | Parciales: 32-21, 24-24, 23-23, 29-38                                                                                     | |  |  |
|                      | Estadísticas Derrick Rose, 31 Joakim Noah, 15 Derrick Rose, 7 Otros: Kirk Hinrich, 27 puntos; Luol Deng, 20 puntos | Reportaje Pts Reb Asts Otros          | Estadísticas LeBron James, 39 Antawn Jamison, 11 LeBron James, 8 Otros: Mo Williams, 21 puntos; Antawn Jamison, 19 puntos | Pabellón: United Center, Chicago (Illinois) Asistencia: 22.991 espectadores Árbitros: #13 Monty McCutchen, #23 Jason Phillips y #25 Tony Brothers Televisión: TNT |  |  |
| Cleveland lidera 2-1 | |                                       | | |  |  |
|                      | |                                       | | |  |  |

Resumen: Bulls ganó como local. Derrick Rose marcó 31 puntos y 7 asistencias, el base Kirk Hinrich añadió otros 27 (9/12 en tiros de campo y acertando todos sus intentos triples), el alero Luol Deng aportó 20 puntos y el ala-pívot Joakim Noah tuvo un doble-doble de 10 puntos y 15 rebotes. Mientras, por los Cavs, LeBron James tuvo un triple-doble (39 puntos, 10 rebotes y 8 asistencias), Williams (21 puntos, 5 triples) y Antawn Jamison, 19 puntos. En el primer cuarto ya se iniciaron las primeras diferencias para los Bulls. El inicio del segundo acto estiró la ventaja hasta los 21 puntos. Cleveland solamente estuvo por delante en el luminoso al principio del choque y por solo 2 puntos. El equipo de Chicago hizo 50% en tiros de campo (42/84) y solo 8 pérdidas de balón. El marcador reflejaba un 79-68 al entrar en el último cuarto. Los visitantes tuvieron un parcial de 15-24 durante ese cuarto. Jamison consiguió 11 de sus 19 puntos del partido. Todo se resolvió en las últimas posesiones. Los Bulls errarron tiros libres: Hinrich falló 2, Rose falló 1, Miller no acertó con otro y Luol Deng falló uno más a falta de 3 segundos. Mientras, 2 triples de Mo Williams y otro de LeBron les acercaba hasta el 108-106 definitivo. El último tiro de Anthony Parker, desde el medio del campo, no quiso entrar.
| 25 de abril          | Chicago Bulls                                                                                           | 98–121                                | Cleveland Cavaliers | |  |  |
| 15.30 h ET           | Parciales: 21-24, 31-38, 24-37, 22-22                                                                   | Parciales: 21-24, 31-38, 24-37, 22-22 | Parciales: 21-24, 31-38, 24-37, 22-22                                                                                    | |  |  |
|                      | Estadísticas Derrick Rose y Joakim Noah, 21 Joakim Noah, 20 Derrick Rose, 5 Otros: Luol Deng, 16 puntos | Reportaje Pts Reb Asts Otros          | Estadísticas LeBron James, 37 LeBron James, 12 LeBron James, 11 Otros: Antwan Jamison, 24 puntos; Mo Williams, 19 puntos | Pabellón: United Center, Chicago (Illinois) Asistencia: 23.058 espectadores Árbitros: #15 Bennett Salvatore, #9 Derrick Stafford y #24 Mike Callahan Televisión: ABC/R |  |  |
| Cleveland lidera 3-1 | |                                       | | |  |  |
|                      | |                                       | | |  |  |

Resumen: LeBron James obtuvo el quinto triple-doble en playoff en su carrera: 37 puntos (9/10 en libres, 5/8 en tiros de 2 y 6/9 en triples), 12 rebotes y 11 asistencias. Le añadió 2 robos de balón y 1 tapón. LeBron ya había conseguido las cifras de triple-doble cuando aún faltaban 10 minutos de partido. Antawn Jamison alcanzó 24 puntos (9/16 en tiros de campo) y 7 rebotes. Williams anotó 19 puntos (6/10 en tiros de campo y un 50% en triples). Anthony Parker añadió 12 puntos más (4/7). Cleveland se puso por delante en el minuto 9 (14-18) con asistencia de LeBron y triple de Williams. El cuarto finaliza 21-24. LeBron va a vestuario por un golpe y volvió en el minuto 14, 23-28. Los Bulls siguen por delante 41-37 en el min 20. En la segunda mitad LeBron acierta con un triple a falta de 3:36 para el descanso cuando los Cavs se pusieron por delante de nuevo, 45-47. Ya sería para el resto del choque. La diferencia de aciertos en tiros al final del partido fue 37% contra 53%. Jamison, con un 2+1, coloca el 48-55 (min 23) y LeBron James, sobre la bocina, anotó una canasta en suspensión desde 6 metros que deja un  +10 para los visitantes (52-62). En la reanudación, en el primer balón de Chicago Derrick Rose se tuerce el tobillo izquierdo al caer sobre Shaquille O'Neal. El cuarto termina 76-99. Marcaron otra cota en el minuto 43 (88-113). Por los Bulls, destacó Derrick Rose (21 puntos -9/20-, 3 rebotes y 5 asistencias) y el pívot Joakim Noah completó 21 puntos (7/12) y 20 rebotes. Noah ha sido el primer jugador en la historia de Chicago Bulls en registrar una marca de (20-20 o más) en partido de playoff.
| 27 de abril                           | Cleveland Cavaliers | 96–94                                 | Chicago Bulls | |  |  |
| 20.00 h ET                            | Parciales: 27-26, 28-22, 18-23, 23-23 | Parciales: 27-26, 28-22, 18-23, 23-23 | Parciales: 27-26, 28-22, 18-23, 23-23                                                                            | |  |  |
|                                       | Estadísticas Antawn Jamison, 25 LeBron James, 10 LeBron James, 9 Otros: LeBron James, 19 puntos; Shaquille O'Neal, 14 puntos y 8 rebotes | Reportaje Pts Reb Asts Otros          | Estadísticas Derrick Rose, 31 Taj Gibson, 11 Derrick Rose, 6 Otros: Luol Deng, 26 puntos; Joakim Noah, 9 rebotes | Pabellón: Quicken Loans Arena, Cleveland (Ohio) Asistencia: 20.562 espectadores Árbitros: #41 Ken Mauer, #55 Bill Kennedy y #58 Zach Zarba Televisión: TNT |  |  |
| Cleveland Cavaliers gana la serie 4-1 | |                                       | | |  |  |
|                                       | |                                       | | |  |  |

Resumen: En el primer cuarto, los locales tomaron una ligera ventaja en el marcador después de un triple de Antawn Jamison (27-20, min 11), pero rápidamente Derrick Rose acertaba con dos canastas en 1x1 y recortó la diferencia a 27-24. Chicago anotó un parcial de 15-23 en los 10 minutos centrales. Un robo al propio LeBron James dejaba el 70-69 y un tapón y posterior transición de Rose le daba la primera ventaja a los visitantes, 70-71. En la entrada a canasta, el base de Chicago chocó con LeBron James y este se cayó al suelo, resintiéndose de sus problemas en el codo derecho que aparecieron en el segundo cuarto del partido anterior. El inicio del último cuarto fue similar. A falta de 9 minutos, el equilibrio persistía (74-75). Un triple de Antawn Jamison a falta de 3 minutos y medio para el final puso el marcador 93-84. Pero Rose- Deng anotaron un parcial de 8-0 y pusieron a los visitantes a un solo punto con 1:30 en juego (93-92). A 1:11, LeBron James anotó dos tiros libres (95-92). Y en ese minuto final: Rose falla su tiro en suspensión, Anderson Varejão pierde la posesión del balón y los visitantes volvión a errar por medio de Rose. A 7.8 segundos para terminar el encuentro, James tiene otros 2 tiros libres: acierta el primero y falla el segundo, 96-92. En ataque, Murray falla un tiro, recoge el rebote Luol Deng y anotó de 2 puntos. Final 96-94. Derrick Rose volvió a ser el máximo anotador de los Bulls con 31 puntos, secundado por Luol Deng con 26 y Taj Gibson con 11 rebotes. El base Kirk Hinrich anotó 12 puntos. Por los locales, LeBron James estuvo al borde del triple-doble con 19 puntos, 10 rebotes y 9 asistencias. Antawn Jamison tuvo 25 puntos (20 de ellos en la primera mitad). Delonte West añadió 16 puntos y Shaquille O'Neal 14 con 8 rechaces.
|  |                     |   |  |  |
|  | 4.º- Boston Celtics | 4 |  |  |
|  | 4.º- Boston Celtics | 4 |  |  |
|  | 5.º- Miami Heat     | 1 |  |  |

| 17 de abril       | Boston Celtics                                                                             | 85–76                                 | Miami Heat                                                                                             | |  |  |
| 20.00 h ET        | Parciales: 28-29, 13-15, 23-22, 21-10                                                      | Parciales: 28-29, 13-15, 23-22, 21-10 | Parciales: 28-29, 13-15, 23-22, 21-10                                                                  | |  |  |
|                   | Estadísticas Paul Pierce, 16 Kevin Garnett, 9 Rajon Rondo, 10 Otros: Tony Allen, 14 puntos | Reportaje Pts Reb Asts Otros          | Estadísticas Dwyane Wade, 26 Jermaine O'Neal, 9 Dwyane Wade, 6 Otros: Dwyane Wade, 3 robos y 2 tapones | Pabellón: TD Banknorth Garden, Boston (Massachusetts) Asistencia: 18.624 espectadores Árbitros: #14 Joe DeRosa, #27 Dick Bavetta y #73 Ed Malloy Televisión: ESPN |  |  |
| Boston lidera 1-0 |                                                                                            |                                       | | |  |  |
|                   |                                                                                            |                                       | | |  |  |

Resumen: Dwyane Wade consiguió 9 puntos en apenas 5 minutos del 3.er cuarto. Miami se colocaba con 14 puntos arriba (45-59). Miami consiguió 5 puntos en 5 lanzamientos en lo que resta de cuarto. Boston consiguió otro parcial decisivo en el último cuarto de 21 a 10. Kevin Garnett fue expulsado por doble falta técnica por propinarle un codazo a un rival y provocar una "tangana", faltando apenas medio minuto para acabar el partido. Quentin Richardson marcó 15 puntos. Por los locales, Ray Allen solo tuvo 8 ptos., Paul Pierce, Garnett y Tony Allen (15 puntos) fueron los mejores del equipo.
| 20 de abril       | Boston Celtics | 106–77                                | Miami Heat                                                                                       | |  |  |
| 20.00 h ET        | Parciales: 23-23, 26-10, 36-26, 21-18 | Parciales: 23-23, 26-10, 36-26, 21-18 | Parciales: 23-23, 26-10, 36-26, 21-18                                                            | |  |  |
|                   | Estadísticas Ray Allen, 25 Kendrick Perkins, 9 Rajon Rondo, 12 Otros: Ray Allen, 7/9 en tiros de tres; Glen Davis, 23 puntos y 8 rebotes | Reportaje Pts Reb Asts Otros          | Estadísticas Dwyane Wade, 29 Michael Beasley, 7 Dwyane Wade, 5 Otros: Michael Beasley, 13 puntos | Pabellón: TD Banknorth Garden, Boston (Massachusetts) Asistencia: 18.624 espectadores Árbitros: #32 Eddie F. Rush, #26 Bob Delaney y #34 Marc Davis Televisión: TNT |  |  |
| Boston lidera 2-0 | |                                       |                                                                                                  | |  |  |
|                   | |                                       |                                                                                                  | |  |  |

Resumen: Glen Davis marcó 23 puntos y 8 rebotes, con 7/14 en tiros de campo y 9/11 en libres) junto con el alero superclase Ray Allen que alcanzó los 25 puntos con 7/9 en triples y 9/13 de campo en total. Celtics se puso 19-10 a los 7 minutos. Pero Miami Heat en el final del cuarto empata 23-23 y se puso por delante después de una mate y falta para Jermaine O'Neal, 25-29 faltando 10 minutos para el descanso. Los locales pusieron un parcial de 21-0, en 7 minutos, 44-29. Después de 16 puntos en el descanso, Boston necesitó 6 minutos para alcanzar los 30 puntos de diferencia en el marcador, 74-42 a falta de 6 minutos para que acabase el cuarto gracias a 4 triples consecutivos de Ray Allen. Por Miami destacó Dwyane Wade con 29 puntos y el alero Michael Beasley, con 13 y 7.
| 23 de abril       | Miami Heat | 98–100                                | Boston Celtics | |  |  |
| 19.00 h ET        | Parciales: 29-27, 20-21, 23-32, 26-20 | Parciales: 29-27, 20-21, 23-32, 26-20 | Parciales: 29-27, 20-21, 23-32, 26-20                                                                                                 | |  |  |
|                   | Estadísticas Dwyane Wade, 34 Udonis Haslem, 8 Dwyane Wade, 8 Otros: Michael Beasley, 16 puntos (7/11 tiros de campo); Dorell Wright, 15 puntos | Reportaje Pts Reb Asts Otros          | Estadísticas Paul Pierce, 32 Kendrick Perkins, 12 Rajon Rondo, 8 Otros: Puntos: Ray Allen (25), Rajon Rondo (17) y Kevin Garnett (16) | Pabellón: American Airlines Arena, Miami (Florida) Asistencia: 19.500 espectadores Árbitros: #15 Bennett Salvatore, #42 Eric Lewis, #22 Bill Spooner Televisión: ESPN |  |  |
| Boston lidera 3-0 | |                                       | | |  |  |
|                   | |                                       | | |  |  |

Resumen: Kevin Garnett volvió de su suspensión de un partido, por agredir a un contrario, y aportó 16 puntos y 6 rebotes. Ray Allen anotó 25 puntos y 5 asistencias. Rondo consiguió 17 puntos, 5 rebotes y 8 asistencias. Paul Pierce encestó 32 puntos y 8 rebotes, incluido el tiro final que le otorgaba la victoria a su equipo sobre la bocina final. Miami desde el principio se puso 17-12 (min 6) después de una canasta más falta para Dwyane Wade. Tras un alley-oop entre Wade y Dorell Wright, 29-24. Los verdes igualan a 29 puntos. Con una sucesión de canastas entre Garnett y Wright se llegó al descanso con ventaja mínima local (49-48). Dwyane Wade fue el mejor de su equipo con 34 puntos, 5 rebotes y 8 asistencias. Le acompañaron Beasley con 16 puntos, Dorell Wright con 15 y Haslem, al igual que Chalmers, con 10 puntos más cada uno. Boston estiró la ventaja a 8 (72-80), tras un triple de Pierce. El acto se cerró con un parcial de 23-32. En el cuarto período, jugadas de Wade y de Wright mantuvieron a los locales en la lucha con lanzamientos de 3 puntos y Paul Pierce respondía en forma similar. Con empate a 98 y con el balón para Miami, Dwyane Wade falla un triple frontal a falta de 16 segundos para el final de la contienda. Wade estuvo varios minutos tumbado doliéndose de la parte posterior de la rodilla izquierda. Paul Pierce sí acertó en su 1 contra 1 y anotó una canasta mientras sonaba la bocina final.
| 25 de abril       | Miami Heat | 101–92                                | Boston Celtics | |  |  |
| 13.00 h ET        | Parciales: 31-18, 18-25, 22-34, 30-15 | Parciales: 31-18, 18-25, 22-34, 30-15 | Parciales: 31-18, 18-25, 22-34, 30-15                                                                                              | |  |  |
|                   | Estadísticas Dwyane Wade, 46 Udonis Haslem, 11 Dwyane Wade y Mario Chalmers, 5 Otros: Quentin Richardson, 20 puntos y 7 rebotes; Michael Beasley, 15 puntos y 5 rebotes | Reportaje Pts Reb Asts Otros          | Estadísticas Rajon Rondo, 23 Kevin Garnett, 12 Rajon Rondo, 9 Otros: Puntos: Kevin Garnett (18), Paul Pierce (16) y Ray Allen (15) | Pabellón: American Airlines Arena, Miami (Florida) Asistencia: 19.520 espectadores Árbitros: #41 Ken Mauer, #55 Bill Kennedy y #57 Greg Willard Televisión: ABC |  |  |
| Boston lidera 3-1 | |                                       | | |  |  |
|                   | |                                       | | |  |  |

Resumen: Dwyane Wade consiguió 46 puntos para evitar que su equipo, los Miami Heat, se quedasen eliminados de los playoffs por la vía rápida. Marcó 11/17 en tiros de 2 puntos, 5/7 en lanzamientos triples y 9/14 en libres. También añadió 5 rebotes, 5 asistencias y 2 robos de balón en los 43 minutos que estuvo en pista y perdió 6 balones. Le secundaron Quentin Richardson (20 puntos y 7 rebotes) y Michael Beasley (15 puntos y 5 rebotes). Por Boston Celtics destacaron Rajon Rondo (23 puntos y 9 asistencias), Kevin Garnett (18 puntos y 12 rebotes) y los aleros Pierce (16 puntos) y Allen, con 15. El equipo local se adjudicó los primeros parciales. Beasley consiguió el 12-2 (minuto 4). Wade logra 31-14, min 11. La diferencia se estiró hasta un 42-24 (min 16). Los Celtics pusieron 45-38 (min 22) y 47-42 (min 24). En el tercer cuarto, varios triples de Allen acercan a los suyos: 59-55 (min 30) y otro con ya el 62-62 en el minuto 32. El dominio visitante se extendió  hasta el 71-77 del final del tercer cuarto. Dwyane Wade en los últimos 12 minutos consiguió 19 puntos, con un 4/4 en lanzamientos triples. Ray Allen tuvo un doble fallo desde el tiro libre a falta de 2:36 para acabar y con el marcador 96-92 para Miami. Garnett fallaría 2 libres más al cabo de un par de jugadas y los Heat sacan un 98-92. El equipo local terminó el partido con un 56% en tiros de campo.
| 27 de abril                      | Boston Celtics | 96–86                                 | Miami Heat | |  |  |
| 19.00 h ET                       | Parciales: 29-21, 19-17, 23-27, 25-21 | Parciales: 29-21, 19-17, 23-27, 25-21 | Parciales: 29-21, 19-17, 23-27, 25-21                                                                                   | |  |  |
|                                  | Estadísticas Ray Allen, 24 Kevin Garnett y Rajon Rondo, 8 Rajon Rondo, 12 Otros: Paul Pierce, 21 puntos, 7 rebotes y 6 asistencias; Rajon Rondo, 16 puntos | Reportaje Pts Reb Asts Otros          | Estadísticas Dwyane Wade, 31 Udonis Haslem, 10 Dwyane Wade, 10 Otros: Mario Chalmers, 20 puntos; Dwyane Wade, 8 rebotes | Pabellón: TD Banknorth Garden, Boston (Massachusetts) Asistencia: 18.624 espectadores Árbitros: #48 Scott Foster, #9 Derrick Stafford y #19 James Capers Televisión: NBA TV |  |  |
| Boston Celtics gana la serie 4-1 | |                                       | | |  |  |
|                                  | |                                       | | |  |  |

Resumen: Miami Heat fue el segundo equipo eliminado de los playoffs 2010. Wade acabó con 31 puntos, 8 rebotes y 10 asistencias (a solo 2 rebotes del triple-doble). Mario Chalmers le secundó con 20 puntos y 4 rebotes. Richardson y Beasley aportaron 6 puntos entre los dos, con un 2/14. Udonis Haslem, desde el banquillo aportó rebote defensivo (10). El partido empezó igualado (8-6 en el min 4). Con una asistencia del base "Celtic", Paul Pierce encestó una bandeja (27-21). Al término del primer cuarto, +8 para Boston. Al descanso 48-38. En el tercer cuarto, Boston Celtics en apenas 6 minutos de juego realiza un parcial de 21 a 8 y se coloca con una ventaja de +21 (67-46). Ajustes defensivos se traducen en un parcial con 2 triples de Ray Allen, y una asistencia de Rajon Rondo al pívot Kendrick Perkins (min 30). Desde el min 30 (67-46), los Heat hicieron un parcial de 6-24 durante el resto del tercer cuarto, para colocarse de nuevo a 3 puntos (73-70). En el desenlace del último cuarto, Boston Celtics en apenas 3 minutos volvió a disponer de una diferencia de 10 puntos (86-76). Faltaban 6 minutos y medio. Garnett a 5 metros ponía un +12 y Ray Allen, ponía un triple para el 94-83 a falta de 2:09 para el final. Por Boston destacaron sus 4 jugadores más importantes: Ray Allen, 24 puntos (9/15 en tiros de campo); Paul Pierce,  21 puntos (8/13), 7 rebotes y 6 asistencias; Rajon Rondo añadió 16 puntos, 8 rebotes y 12 asistencias y Kevin Garnett registró 14 puntos y 8 rebotes. Las estadísticas colectivas marcan que las asistencias fueron 28-18 y el porcentaje de tiro, 48.6 % para Celtics por un 39.2% de Miami. En lanzamientos triples: 58.3% (7/12) para Boston y 5/20 (25%) para los Heat.
|  |                        |   |  |  |
|  | 2.º- Orlando Magic     | 4 |  |  |
|  | 2.º- Orlando Magic     | 4 |  |  |
|  | 7.º- Charlotte Bobcats | 0 |  |  |

| 18 de abril        | Orlando Magic                                                                                    | 98–89                                 | Charlotte Bobcats                                                                                                  | |  |  |
| 17.30 h ET         | Parciales: 31-20, 28-23, 17-23, 22-23                                                            | Parciales: 31-20, 28-23, 17-23, 22-23 | Parciales: 31-20, 28-23, 17-23, 22-23                                                                              | |  |  |
|                    | Estadísticas Jameer Nelson, 32 Dwight Howard, 7 Jameer Nelson, 6 Otros: Dwight Howard, 9 tapones | Reportaje Pts Reb Asts Otros          | Estadísticas Gerald Wallace, 25 Gerald Wallace, 17 Raymond Felton, 4 Otros: Stephen Jackson, 18 puntos y 9 rebotes | Pabellón: Amway Arena, Orlando (Florida) Asistencia: 17.461 espectadores Árbitros: #43 Dan Crawford, #25 Tony Brothers y #65 Sean Wright Televisión: TNT |  |  |
| Orlando lidera 1-0 |                                                                                                  |                                       | | |  |  |
|                    |                                                                                                  |                                       | | |  |  |

Resumen: Jameer Nelson consiguió 24 puntos en la primera parte para alcanzar un total de 32 en todo el partido. También sirvió 6 pases de canasta. Dwight Howard tuvo 6 tapones en el primer cuarto (9 en total). Los Magic consiguieron las primeras ventajas (21-12 en el minuto 6 y 31-20 al final del primer cuarto). En el segundo cuarto, con un triple sobre la bocina de Nelson, subía al luminoso un 59-43 para el tiempo de descanso y 65-47 en el minuto 29. Howard tuvo problemas de faltas al principio del último cuarto y Stephen Jackson, alero titular de Charlotte, despertó subiendo hasta los 18 puntos. Charlotte se acercó 76-69 a falta de 6 minutos para acabar y 85-80 a falta de 3 minutos. El mejor de los visitantes: Gerald Wallace, con 25 puntos y 17 rebotes.
| 21 de abril        | Orlando Magic | 92–77                                 | Charlotte Bobcats | |  |  |
| 19.00 h ET         | Parciales: 18-14, 23-16, 34-25, 17-22 | Parciales: 18-14, 23-16, 34-25, 17-22 | Parciales: 18-14, 23-16, 34-25, 17-22                                                                                                 | |  |  |
|                    | Estadísticas Vince Carter, 19 Dwight Howard, 9 Jameer Nelson, 5 Otros: Dwight Howard, 15 puntos; Rashard Lewis y Jameer Nelson, 13 puntos | Reportaje Pts Reb Asts Otros          | Estadísticas Stephen Jackson, 27 Boris Diaw, 7 Raymond Felton y Boris Diaw, 4 Otros: Gerald Wallace, 15 puntos, 6 rebotes y 4 tapones | Pabellón: Amway Arena, Orlando (Florida) Asistencia: 17.461 espectadores Árbitros: #15 Bennett Salvatore, #71 Rodney Mott y #22 Bill Spooner Televisión: TNT |  |  |
| Orlando lidera 2-0 | |                                       | | |  |  |
|                    | |                                       | | |  |  |

Resumen: Charlotte Bobcats en los primeros 8 minutos de partido solo fue capaz de anotar 3 puntos, y el único jugador que logró acertar con la canasta rival, durante el primer cuarto, fue Stephen Jackson. A la postre se convirtió en el mejor de su equipo con 27 puntos y un 50% en tiros de campo. Le acompañó en la labor Gerald Wallace, 15 puntos, 6 rebotes y 4 tapones.
Por la parte local, destacaron el escolta Vince Carter, con 19 puntos, Dwight Howard, 15 puntos y 9 rebotes; y con 13 puntos, el base Jameer Nelson y el ala-pívot Rashard Lewis. Howard, recién nombrado "Mejor defensor del año" por segunda temporada consecutiva, volvió a tener problemas de faltas y solo pudo participar en el juego unos 28 minutos. Al comienzo de la segunda parte, 9 puntos seguidos de Howard estiraron la diferencia hasta la veintena. En el minuto 35 caían por 72-53.
| 24 de abril        | Charlotte Bobcats                                                                                                | 86–90                                 | Orlando Magic | |  |  |
| 14.00 h ET         | Parciales: 27-29, 19-12, 20-25, 20-24                                                                            | Parciales: 27-29, 19-12, 20-25, 20-24 | Parciales: 27-29, 19-12, 20-25, 20-24 | |  |  |
|                    | Estadísticas Stephen Jackson, 19 Gerald Wallace, 8 Raymond Felton y Boris Diaw, 6 Otros: Larry Hughes, 14 puntos | Reportaje Pts Reb Asts Otros          | Estadísticas Jameer Nelson, 32 Dwight Howard y Marcin Gortat, 8, Matt Barnes - Rashard Lewis - Dwight Howard y Jameer Nelson, 3 Otros: Rashard Lewis, 14 puntos y 6 rebotes | Pabellón: Time Warner Cable Arena, Charlotte (Carolina del Norte) Asistencia: 19.596 espectadores Árbitros: #17 Joe Crawford, #73 Ed Malloy y #40 Leon Wood Televisión: TNT |  |  |
| Orlando lidera 3-0 | |                                       | | |  |  |
|                    | |                                       | | |  |  |

Resumen: Fue el primer partido de playoffs en el Time Warner Cable Arena de Charlotte en su historia y terminó con derrota local. Jameer Nelson encestó 32 puntos (12/21 en tiros de campo) y 4 robos de balón, para liderar la tercera victoria de los Orlando Magic en la serie. Howard volvió a tener problemas de faltas y solo pudo participar en el juego durante 26 minutos. A falta de 3:32 para acabar el último cuarto y, después de una máxima y continua igualdad a lo largo de todo el partido, se pusieron por delante en el marcador. Howard es eliminado del partido por 6 faltas, pero en las sucesivas jugadas, fue Rashard Lewis quién volvió a poner en franquicia a los Magic con 4 tiros libres consecutivos. Por los locales, los mejores fueron Stephen Jackson (19 puntos) y Gerald Wallace (13 puntos y 8 rebotes). Raymond Felton ayudó con 13 puntos y 6 asistencias y el alero Larry Hughes con 14 puntos más. Por la banda visitante, además de la aportación de Nelson, Lewis dio 14 puntos y 6 rebotes, Howard 13 y 8 y Vince Carter 10 puntos y 5 rebotes. Charlotte tuvo mejores números en muchas facetas: puntos en la pintura (38-28), puntos de contraataque (13-4) y menos pérdidas de balón (14 por 19), pero menos rebotes 33-43 y tuvieron unos porcentajes de tiro ligeramente inferiores.
| 26 de abril                     | Charlotte Bobcats | 90–99                                 | Orlando Magic | |  |  |
| 20.00 h ET                      | Parciales: 25-23, 20-20, 23-28, 22-28 | Parciales: 25-23, 20-20, 23-28, 22-28 | Parciales: 25-23, 20-20, 23-28, 22-28 | |  |  |
|                                 | Estadísticas Tyrus Thomas, 21 Tyrus Thomas, 9 Stephen Jackson, 8 Otros: Gerald Wallace, 17 puntos y 5 rebotes; Boris Diaw, 13 puntos y 5 rebotes | Reportaje Pts Reb Asts Otros          | Estadísticas Vince Carter, 21 Dwight Howard, 13 Vince Carter y Jameer Nelson, 4 Otros: Jameer Nelson, 18 puntos; Rashard Lewis, 17 puntos | Pabellón: Time Warner Cable Arena, Charlotte (Carolina del Norte) Asistencia: 19.086 espectadores Árbitros: #14 Joe DeRosa, #33 Sean Corbin y #34 Marc David Televisión: TNT |  |  |
| Orlando Magic gana la serie 4-0 | |                                       | | |  |  |
|                                 | |                                       | | |  |  |

Resumen: Orlando Magic se impuso por cuarta vez a los Bobcats de Charlotte y pasó a las semifinales de conferencia. Es el único equipo que ganó 4-0 en la 1.ª ronda de playoffs de 2010. Vince Carter (21 puntos) y Jameer Nelson (18) fueron los que más anotaron. Carter hizo un total de 1/17 en tiros triples y Dwight Howard jugó una media de 27 minutos con 9.8 puntos y 8 rebotes. Tuvo problemas de faltas en los 4 partidos y en los dos de Charlotte, incluso fue eliminado. Orlando consiguió ventaja de 8-18 a los 7 minutos. Los Bobcats se pusieron 20-21 (min 11). Incluso, con un triple sobre la bocina de Raymond Felton (11 puntos), lograron ponerse por encima al final del cuarto inaugural, 25-23. Los cuartos centrales exhibieron una igualdad importante entre ambas escuadras. Transcurriendo el último cuarto, un parcial de 0-10 para Orlando, incluidos 2 triples (uno de Pietrus y otro de Nelson), pasó del 76-76 al 76-86, a falta de 4:53 para el final. Por los jugadores locales se destaca Tyrus Thomas que consiguió 21 puntos y 9 rebotes, Gerald Wallace con 17 puntos y 13 de Boris Diaw.
|  |                      |   |  |  |
|  | 3.º- Atlanta Hawks   | 4 |  |  |
|  | 3.º- Atlanta Hawks   | 4 |  |  |
|  | 6.º- Milwaukee Bucks | 3 |  |  |

| 17 de abril        | Atlanta Hawks                                                                           | 102–92                                | Milwaukee Bucks                                                                                            | |  |  |
| 17.30 h ET         | Parciales: 34-17, 28-23, 19-30, 21-22                                                   | Parciales: 34-17, 28-23, 19-30, 21-22 | Parciales: 34-17, 28-23, 19-30, 21-22                                                                      | |  |  |
|                    | Estadísticas Joe Johnson, 22 Josh Smith, 10 Joe Johnson, 5 Otros: Al Horford, 5 tapones | Reportaje Pts Reb Asts Otros          | Estadísticas Brandon Jennings, 34 Kurt Thomas, 9 Brandon Jennings, 3 Otros: John Salmons, 6 robos de balón | Pabellón: Philips Arena, Atlanta (Georgia) Asistencia: 18.729 espectadores Árbitros: #41 Ken Mauer, #10 Ron Garretson y #33 Sean Corbin Televisión: ESPN |  |  |
| Atlanta lidera 1-0 |                                                                                         |                                       | | |  |  |
|                    |                                                                                         |                                       | | |  |  |

Resumen: Atlanta Hawks comenzó tomando ventaja (34-17) en el primer cuarto. Liderados por Joe Johnson (22 ptos. y 5 asist.), Atlanta marcó 62-40 en el descanso. La reacción de los visitantes en el tercer cuarto, solo sirvió para acortar el resultado final (102-92). Brandon Jennings por Milwaukee con 34 puntos y 3 asistencias fue el mejor junto a Salmons con 16 puntos e Ilyasova con 11. Andrew Bogut, su principal pívot, estuvo ausente por lesión.
| 20 de abril        | Atlanta Hawks | 96–86                                 | Milwaukee Bucks | |  |  |
| 17.00 h ET         | Parciales: 28-20, 24-26, 24-16, 20-24                                                                                      | Parciales: 28-20, 24-26, 24-16, 20-24 | Parciales: 28-20, 24-26, 24-16, 20-24 | |  |  |
|                    | Estadísticas Joe Johnson, 27 Josh Smith, 14 Josh Smith, 9 Otros: Josh Smith, 21 puntos; Al Horford, 20 puntos y 10 rebotes | Reportaje Pts Reb Asts Otros          | Estadísticas John Salmons, 21 Ersan Ilyasova, 15 John Salmons y Carlos Delfino, 4 Otros: Jerry Stackhouse, 15 puntos; Ersan Ilyasova, 13 puntos | Pabellón: Philips Arena, Atlanta (Georgia) Asistencia: 18.938 espectadores Árbitros: #43 Dan Crawford, #54 Derrick Collins y #73 Ed Malloy Televisión: NBA TV |  |  |
| Atlanta lidera 2-0 | |                                       | | |  |  |
|                    | |                                       | | |  |  |

Resumen: Atlanta Hawks consiguió su 14.ª victoria consecutiva como local. Joe Johnson marcó 27 puntos, 4 rebotes y 6 asistencias. El alero Josh Smith alcanzó los 21 puntos, 14 rebotes, 9 asistencias, 2 robos y 2 tapones. Al Horford, añadía 20 puntos y 10 rebotes. Se pueden destacar otros 3 jugadores por los visitantes: el doble-doble del ex-Barça Ersan Ilyasova (13 puntos y 15 rebotes), los 15 puntos del base reserva Jerry Stackhouse y los 21 del escolta John Salmons. Milwaukee tuvo las primeras ventajas en el partido 0-2 y 2-4, y de ahí al final siempre fue detrás. En el primer cuarto se conseguían las primeras ventajas, 21-12. Aunque en el segundo cuarto se llegó a empatar, 30-30, los visitantes no dominaron la contienda. En el tercer cuarto, Atlanta se adelantó 63-48 (minuto 29). Después, seguía hacia el final, 75-57. En el último acto, y después de 19 puntos de desventaja, Milwaukee logró acercarse a 80-72, con varias canastas pero un mate con falta de Al Horford puso un 90-77, a falta de 5 minutos para la bocina final. En rebotes ofensivos: 10 para Atlanta y 18 para Milwaukee.
| 24 de abril        | Milwaukee Bucks | 107–89                                | Atlanta Hawks                                                                                               | |  |  |
| 19.00 h ET         | Parciales: 36-19, 16-21, 26-17, 29-32                                                                                      | Parciales: 36-19, 16-21, 26-17, 29-32 | Parciales: 36-19, 16-21, 26-17, 29-32                                                                       | |  |  |
|                    | Estadísticas John Salmons, 22 Kurt Thomas, 13 John Salmons, 7 Otros: Jerry Stackhouse, 16 puntos; Dan Gadzuric, 10 rebotes | Reportaje Pts Reb Asts Otros          | Estadísticas Joe Johnson, 25 Josh Smith, 12 Joe Johnson y Jamal Crawford, 4 Otros: Zaza Pachulia, 16 puntos | Pabellón: Bradley Center, Milwaukee (Wisconsin) Asistencia: 18.717 espectadores Árbitros: #13 Monty McCutchen, #25 Tony Brothers y #19 James Capers Televisión: ESPN |  |  |
| Atlanta lidera 2-1 | |                                       | | |  |  |
|                    | |                                       | | |  |  |

Resumen: Atlanta recortó diferencias en la eliminatoria, 2-1. Los de Milwaukee llegaron a gozar de 28 puntos de ventaja en el último tramo del partido. Kurt Thomas atrapó 13 rebotes en 25 minutos y anotó los 4 lanzamientos de los que dispuso. Después Dan Gadzuric obtuvo otros 10 rebotes para 17 minutos en la pista. En el primer cuarto, realizan un parcial de 10-0 y se pusieron 17-5. Jennings de nuevo y un triple de Stackhouse en transición colocan otro parcial de 8-0 y consiguieron un 27-11 (min 8). Una cesta de Ridnour, a falta de centésimas para el cuarto, sentencia un 36-19. Atlanta Hawks, se acerca 52-40, e incluso logran bajar de los dobles dígitos de desventaja, 54-45. Pero, a la vuelta del descanso, Carlos Delfino puso un parcial de 7-0 y con un triple postrero, de 10-2, y volvión los 17 de diferencia, 64-47 (min 32). Los de Atlanta pierden por 28 puntos (93-65) a falta de 5:49 para el final. Los Bucks lograron un destacable 53% de acierto en tiros de campo (41/80), mientras que Atlanta no logró llegar al 40% (34/87).
| 26 de abril        | Milwaukee Bucks | 111–104                               | Atlanta Hawks | |  |  |
| 20.30 h ET         | Parciales: 28-25, 26-25, 31-24, 26-30                                                                                | Parciales: 28-25, 26-25, 31-24, 26-30 | Parciales: 28-25, 26-25, 31-24, 26-30 | |  |  |
|                    | Estadísticas Brandon Jennings, 23 Kurt Thomas, 9 Brandon Jennings, 6 Otros: Carlos Delfino y John Salmons, 22 puntos | Reportaje Pts Reb Asts Otros          | Estadísticas Joe Johnson, 29 Josh Smith, 9 Joe Johnson, 9 Otros: Jamal Crawford, 21 puntos; Josh Smith, 20 puntos (7/11 tiros de campo); Mike Bibby, 15 puntos | Pabellón: Bradley Center, Milwaukee (Wisconsin) Asistencia: 18.717 espectadores Árbitros: #32 Eddie F. Rush, #49 Tom Washington y #67 John Goble Televisión: NBA TV |  |  |
| Serie empatada 2-2 | |                                       | | |  |  |
|                    | |                                       | | |  |  |

Resumen: Brandon Jennings registró 26 puntos, 4 rebotes y 6 asistencias para la victoria de Milwaukee Bucks y equilibrar la eliminatoria. Sus porcentajes de tiro en el campo fueron 9/16 y encestó los 5 tiros libres de los que dispuso. Carlos Delfino hizo 6/8 en triples para acabar con 22 puntos. John Salmons ayudó con otros 22 puntos, incluyendo un 10/10 en tiros libres, 8 de ellos en el último 1:05 de partido. Kurt Thomas volvió a ser recambio del lesionado Andrew Bogut (9 puntos y 9 rebotes) y Dan Gadzuric aportó 7 puntos y 5 rebotes más. Por los de Atlanta destacaron Joe Johnson (29 puntos y 9 asistencias), el reserva Jamal Crawford con 21 y el ala-pívot Josh Smith con 20 puntos y 9 rechaces (7/11 en tiros de campo). Milwaukee dominó en los puntos en la pintura 44-26 y empató a 33 rebotes cada equipo. Los locales anotaron un 55.1% de sus lanzamientos (38/69). El encuentro comenzó con un ligero acento visitante. Mike Bibby, con un triple, le daba a su equipo una temprana ventaja por 11-15 (min 7). Pero Delfino anotó el 20-17 (min 10) y con un triple, el 23-19, un minuto más tarde y, antes del descanso, otro triple (48-43). Tras la reanudación, los Bucks anotaron 2 canastas consecutivas y ya liderarían el marcador para el resto del encuentro por 5 puntos de diferencia o más. Hacia el final, varias canastas de Jennings, conseguían la decena de ventaja (72-62, min 32). Delfino marcó otro triple (83-72, min 36). Para el último acto, cuando Atlanta se acercó hasta solo 6 puntos, el escolta argentino volvió a marcar un nuevo triple a falta de 4 minutos, 97-88. Con este partido, Atlanta Hawks tiene un récord de 1-10 como local en playoffs en los últimos 3 años.
| 28 de abril          | Atlanta Hawks | 87–91                                 | Milwaukee Bucks | |  |  |
| 20.00 h ET           | Parciales: 23-24, 23-19, 23-18, 18-30                                                                               | Parciales: 23-24, 23-19, 23-18, 18-30 | Parciales: 23-24, 23-19, 23-18, 18-30                                                                                       | |  |  |
|                      | Estadísticas Al Horford, 25 Al Horford, 11 Joe Johnson, 6 Otros: Marvin Williams, 22 puntos; Joe Johnson, 13 puntos | Reportaje Pts Reb Asts Otros          | Estadísticas Brandon Jennings, 25 Ersan Ilyasova, 7 John Salmons, 5 Otros: John Salmons, 19 puntos; Luke Ridnour, 15 puntos | Pabellón: Philips Arena, Atlanta (Georgia) Asistencia: 19.304 espectadores Árbitros: #14 Joe DeRosa, #27 Dick Bavetta y #34 Marc Davis Televisión: TNT |  |  |
| Milwaukee lidera 2-3 | |                                       | | |  |  |
|                      | |                                       | | |  |  |

Resumen: Brandon Jennings, candidato al premio de "Mejor novato del año", en el primer cuarto anotó 12 puntos para dejar a Milwaukee por delante, 23-24. Jamal Crawford recibió el premio de "Mejor sexto hombre de la temporada" en los prolegómenos del partido pero no pudo celebrarlo por la derrota que sufrieron. Los equipos se encaminaron a los vestuarios con 46-43. Marvin Williams (22 puntos y 8/10 en tiros de campo) registró su mejor actuación personal en playoffs. Atlanta empezó a marcharse 67-54 tras un mate de Al Horford en el minuto 31. Horford también tuvo el mejor partido de playoffs de su carrera con 25 puntos (11/21) y 11 rebotes. En el principio del último cuarto, los locales iban 73-63 (min 39), con un poderoso mate a una mano de Josh Smith, ya recuperado del golpe en la ceja derecha por el que había recibido 5 grapas. En el ecuador, varios triples de Milwaukee, de Luke Ridnour (15 puntos) y de John Salmons (19 puntos, 6 rebotes y 5 asistencias), les acercaba peligrosamente a 4 puntos (77-73). Después de un respiro por parte de Crawford (11 puntos) y de Joe Johnson (13), Atlanta se va a 82-73 (+9). Quedan 4 minutos. En ese momento, Milwaukee consiguió un parcial de 0-14 y remonta hasta un 82-87. John Salmons clava otro triple y 2 tiros libres y están a 1 de nuevo, 82-81. Faltan 2:15 para terminar el partido y se produce una jugada clave. Joe Johnson comete falta en ataque sobre Kurt Thomas, que hoy se tuvo que sacrificar y jugar en el rol de pívot, y se va al banco eliminado por 6 faltas. Johnson es la referencia ofensiva del equipo (25.8 puntos de media en la serie) y sin él en el parqué, Atlanta se diluye como un azucarillo. Ilyasova encestó bajo el aro, 82-83; después recoge un tiro errado de Jennings y la saca para el triple de Delfino, 82-86. Al Horford encestó los últimos 5 puntos del equipo local y Jamal Crawford falla hasta 4 tiros en el último minuto del encuentro para que Milwaukee les coja continuamente en fallos de balance. Brandon Jennings (25 puntos) mostró su aplomo con 4 tiros libres seguidos y la victoria se fue para los Bucks por 87-91. Con la ventaja 2-3 en la serie, Milwaukee tiene la oportunidad de rematar la eliminatoria en su propia pista.
| 30 de abril        | Milwaukee Bucks | 69–83                                 | Atlanta Hawks | |  |  |
| 19.00 h ET         | Parciales: 19-16, 15-15, 11-29, 24-23 | Parciales: 19-16, 15-15, 11-29, 24-23 | Parciales: 19-16, 15-15, 11-29, 24-23 | |  |  |
|                    | Estadísticas Carlos Delfino, 20 Kurt Thomas, 9 John Salmons, 4 Otros: Brandon Jennings, 12 puntos; Kurt Thomas, 11 puntos; Luc Mbah a Moute, 8 rebotes | Reportaje Pts Reb Asts Otros          | Estadísticas Jamal Crawford, 24 Al Horford, 15 Joe Johnson, 6 Otros: Joe Johnson, 22 puntos; Al Horford, 15 puntos; Josh Smith, 10 puntos, 9 rebotes y 4 tapones | Pabellón: Bradley Center, Milwaukee (Wisconsin) Asistencia: 18.717 espectadores Árbitros: #15 Bennett Salvatore, #24 Mike Callahan y #58 Zach Zarba Televisión: ESPN |  |  |
| Serie empatada 3-3 | |                                       | | |  |  |
|                    | |                                       | | |  |  |

Resumen: Milwaukee consiguió su primera ventaja con una canasta de Jerry Stackhouse, a falta de 42 segundos para terminar el primer cuarto, que colocaba un 19-16. Carlos Delfino, puso 3 triples consecutivos para pasar de un 19-25 a un 28-25. Los Bucks pasaron a 34-27 (min 21). Al descanso, 34-31. En la reanudación, Delfino anotó y eleva la ventaja a +5 (36-31). Los de casa fallan los 11 tiros de campo siguientes y pierden 4 balones. Los Hawks anotaron un parcial de 0-19. El marcador pasa de 36-31 a 36-50. Al Horford encestó otro parcial de 0-8. Se llega a un 38-58 (+20) faltando 2:02 para finalizar el cuarto y completa un parcial de 2-27 en 10 minutos. Brandon Jennings consiguió que la desventaja se reduzca hasta los 15 puntos (45-60), quedando el único cuarto por jugar. Los últimos 12 minutos concluyeron con un (+14), 69-83. Carlos Delfino fue el máximo anotador local con 20 puntos, más 6 rebotes y 3 asistencias; pero Jennings encestó 12 puntos con una serie de 4/15 en tiros. John Salmons, 8 puntos con un bagaje de 2/13. El pívot Kurt Thomas tuvo 11 tantos y 9 rechaces. Por los visitantes, los mejores fueron Jamal Crawford (24 puntos y 5 rebotes); Joe Johnson (22+5+6); Al Horford, un doble-doble, de 15 puntos y 15 rebotes (15+15) y Josh Smith, el otro pívot, acertó con 10 tantos y 9 rechaces.
| 2 de mayo                       | Atlanta Hawks | 95–74                                 | Milwaukee Bucks | |  |  |
| 13.00 h ET                      | Parciales: 20-13, 33-27, 20-20, 22-14                                                                                             | Parciales: 20-13, 33-27, 20-20, 22-14 | Parciales: 20-13, 33-27, 20-20, 22-14 | |  |  |
|                                 | Estadísticas Jamal Crawford, 22 Al Horford, 15 Jamal Crawford, 6 Otros: Al Horford, 16 puntos; Josh Smith y Mike Bibby, 15 puntos | Reportaje Pts Reb Asts Otros          | Estadísticas Brandon Jennings, 15 Ersan Ilyasova, 11 Brandon Jennings, 5 Otros: Luc Mbah a Moute, 13 puntos y 6 rebotes; Ersan Ilyasova, 13 puntos | Pabellón: Philips Arena, Atlanta (Georgia) Asistencia: 19.241 espectadores Árbitros: #17 Joe Crawford, #48 Scott Foster y #57 Greg Willard Televisión: ABC |  |  |
| Atlanta Hawks gana la serie 4-3 | |                                       | | |  |  |
|                                 | |                                       | | |  |  |

Resumen: Atlanta ganó por 21 puntos de diferencia (95-74), que les clasifica para las semifinales del Este contra Orlando. Los Bucks estuvieron por delante con el 2-4 (min 2), y con el 11-13 (del min 8), tras lo cual los "águilas" convirtieron un parcial de 9-0 para irse al final del cuarto inaugural con 20-13. En el segundo cuarto, la distancia aumentó paulatinamente hasta el descanso, 53-40. Atlanta se mantuvo en el tercer parcial llegando a tener 17 puntos a favor (69-52) en el minuto 35, aunque Luke Ridnour acercó a los suyos a 13, 73-60. En el minuto 39, Josh Smith coloca un tapón Jennings y se van 80-64 (+16) y 89-69 (min 44). La máxima diferencia se consiguió a 3 minutos del final, con un 93-69 (+24). Hawks lideró en rebotes, 63-44, porcentaje de tiro total (47.4% a 32.6) y en lanzamientos triples: 37 a 21%. Carlos Delfino, anotó 3 puntos con un 1/8. Jennings tuvo 15 puntos pero 6/18, John Salmons, 11 puntos (5/18) y solo 3 rebotes. Los mejores fueron Ersan Ilyasova con 13 puntos y 11 rechaces y Luc Mbah a Moute con 13+6. Por los locales, Joe Johnson tuvo 8 puntos para una serie de 4/14. Al Horford volvió a hacer un buen doble-doble (16+15); el mejor 6.º hombre de la liga, Jamal Crawford, 22 puntos y Mike Bibby y Josh Smith, con 15 puntos cada uno.

#### Semifinales
|  |                     |   |  |  |
|  | Cleveland Cavaliers | 2 |  |  |
|  | Cleveland Cavaliers | 2 |  |  |
|  | Boston Celtics      | 4 |  |  |

| 1 de mayo            | Cleveland Cavaliers | 101–93                                | Boston Celtics | |  |  |
| 20.00 h ET           | Parciales: 20-26, 23-28, 36-24, 22-15 | Parciales: 20-26, 23-28, 36-24, 22-15 | Parciales: 20-26, 23-28, 36-24, 22-15 | |  |  |
|                      | Estadísticas LeBron James, 35 Antawn Jamison, 9 LeBron James, 7 Otros: Mo Williams, 20 puntos, 5 rebotes y 6 asistencias; Shaquille O'Neal y J.J. Hickson, 11 puntos | Reportaje Pts Reb Asts Otros          | Estadísticas Rajon Rondo, 27 Kendrick Perkins, 11 Rajon Rondo, 12 Otros: Kevin Garnett, 18 puntos y 10 rebotes; Ray Allen, 14 puntos; Paul Pierce, 13 puntos | Pabellón: Quicken Loans Arena, Cleveland (Ohio) Asistencia: 20.562 espectadores Árbitros: #32 Eddie F. Rush, #22 Bill Spooner y #23 Jason Phillips Televisión: TNT |  |  |
| Cleveland lidera 1-0 | |                                       | | |  |  |
|                      | |                                       | | |  |  |

Resumen: LeBron James consiguió 35 puntos, 7 rebotes y 7 asistencias, que ayudaron a que Cleveland se llevara el primer punto de esta eliminatoria de semifinales. Obtuvo 50% de aciertos en tiros de campo y registró 8/11 desde la línea de personal. Su aportación tuvo continuidad con Mo Williams, al alcanzar la veintena de puntos (en una serie de 8/14), 5 rebotes y 6 asistencias. Jamison, tuvo una producción de 7 puntos, y recogió 9 rechaces. J.J. Hickson anotó 11 puntos en apenas 12 minutos sobre la cancha. Y, Shaquille, elevó a 11 puntos con 4 rebotes en 20 minutos de participación.
Paul Pierce colocó el 7-10 (min 5) y Kevin Garnett el 14-16 (en el 9). Rajon Rondo, sube el 20-26 con un triple sobre la bocina. En el segundo todo se mantiene igual, 31-36 (min 18). Boston llega a los 9 puntos de ventaja. Se mantiene con intercambio de canastas y errores y se amplía en el bocinazo del descanso a 43-54.
Un triple de James acerca a los Cavs, 58-66, pero Ray Allen contesta con otro triple, 58-69 (min 30). Mo Williams clava un mate en contraataque (60-69). 10 puntos sin fallo de Williams y dos asistencias para Jamison y Varejao, colocaban a los Cavs a 3, 75-78. Después, J.J. Hickson y LeBron James con una canasta en penetración consiguió la delantera a Cleveland al término del tercer acto. 79-78. A los Celtics solo les aguantaba un par de canastas de Tony Allen.
En el último acto, el equipo local lideraba con ventajas de 2-4 puntos. Una cesta de Kendrick Perkins bajo el aro subía el 90-90, por 5:11 por jugarse. Todo se resolvería en una prórroga. Cleveland alcanzaría un parcial de 11-3 para ganar el choque por 101-93. Los "verdes" solo conseguían anotar por medio de Garnett y un tiro libre de Rondo. Mientras Cavaliers, por medio de 4 puntos de Shaquille O'Neal, 2 canastas y un triple de LeBron James (su punto 35) a 22 segundos del final terminaban el encuentro.
Por Boston, los mejores fueron Rajon Rondo (27 puntos, 6 rebotes y 12 asistencias); Kevin Garnett (18 puntos y 10 rebotes); Ray Allen con 14 puntos y Paul Pierce con 13. El pívot titular se quedó a 1 punto de marca un doble-doble: 9 puntos y 10 rechaces.
| 3 de mayo          | Cleveland Cavaliers | 86–104                                | Boston Celtics | |  |  |
| 20.00 h ET         | Parciales: 22-26, 26-26, 12-31, 26-21 | Parciales: 22-26, 26-26, 12-31, 26-21 | Parciales: 22-26, 26-26, 12-31, 26-21 | |  |  |
|                    | Estadísticas LeBron James, 24 LeBron James y Anderson Varejão, 7 Mo Williams, 7 Otros: Antawn Jamison, 16 puntos y 6 rebotes; J.J. Hickson, 13 puntos (4/6 en tiros de campo) | Reportaje Pts Reb Asts Otros          | Estadísticas Ray Allen, 22 Kevin Garnett, 10 Rajon Rondo, 19 Otros: Puntos: Kevin Garnett (18), Rasheed Wallace (17), Paul Pierce (14), Rajon Rondo (13) y Kendrick Perkins (10) con 9 rebotes | Pabellón: Quicken Loans Arena, Cleveland (Ohio) Asistencia: 20.562 espectadores Árbitros: #43 Dan Crawford, #27 Dick Bavetta y #73 Ed Malloy Televisión: TNT |  |  |
| Serie empatada 1-1 | |                                       | | |  |  |
|                    | |                                       | | |  |  |

Resumen: Boston Celtics ganó 86-104 (+18) y empató la serie. LeBron James recibió, por segundo año consecutivo, el trofeo al "Mejor jugador de la temporada regular" de la NBA, el MVP 2009-2010. El comisionado David Stern viajó hasta Cleveland para entregárselo en ceremonia. Aunque acabó como máximo anotador del partido, con 24 puntos, solo llevaba 12 al término de los 3 primeros cuartos. Recolectó 7 rebotes y dio 4 asistencias, pero perdió 5 balones. Mo Williams se quedó en 4 puntos en 32 minutos (1/9 en tiros) y el escolta titular, Anthony Parker, en 6 tantos con 28 minutos en la pista (2/7 en tiros). Ambos combinaron un 3/16.
En el primer cuarto, Celtics llevaba en 10 minutos, 6 pérdidas de posesión, por la mitad de los Cavs. No obstante, excepto el 2-0 inicial y el 17-16 (del min 10), los "verdes" lideraban el marcador con ligeras ventajas de 2-4 puntos. En el final del cuarto los Celtics se pusieron por delante 22-26.
Triples como el de Antawn Jamison (min 19) conseguían posponer el despegue visitante, 39-40.  Ray Allen aparecía con sus triples, 46-52. Cleveland al descanso se fue con 48-52. Los locales llevaban un 42% de aciertos en la pausa (16/38) y los verdes, un 50 (21/41).
En la reanudación, los Cavaliers anotaron 53-59 (min 27). Un parcial de 12-31 en este cuarto, dejó a los Celtics en un marcador de 60-83 (+23). Rajon Rondo acabó con 19 asistencias. La diferencia final de ambos equipos fue de 17 asistencias por 30 para Boston.
Faltando 8:32 para el final, Celtics conseguía su máxima ventaja, 66-91 (+25). Cavaliers consiguió un parcial de 15-0 y se coloca en 5 minutos en 81-91. Faltando 3:35, Paul Pierce y varias jugadas volvían a poner las cosas 84-100 (2:08 para rematar). Victoria final por 18 tantos.
Kevin Garnett tuvo 18 puntos y 10 rebotes (doble-doble); Rasheed Wallace, 17 puntos con un 7/8 en el tiro y Kendrick Perkins, 10+9. Shaquille O'Neal, tuvo 9 puntos y 4 rechaces en 19 minutos; Anderson Varejão, 8+7 en 21 minutos pero tuvo que retirarse en la segunda parte por un espasmo muscular en la espalda. El reserva J.J. Hickson aportó 13 tantos y Jamison, 16. Por Boston fueron Ray Allen (22 puntos y 7 rechaces) y Paul Pierce con 14.
| 7 de mayo            | Boston Celtics | 95–124                                | Cleveland Cavaliers | |  |  |
| 19.00 h ET           | Parciales: 17-36, 26-29, 27-31, 25-28 | Parciales: 17-36, 26-29, 27-31, 25-28 | Parciales: 17-36, 26-29, 27-31, 25-28 | |  |  |
|                      | Estadísticas Kevin Garnett, 19 Rajon Rondo, 5 Rajon Rondo, 8 Otros: Puntos: Rajon Rondo (18), Paul Pierce (11), Nate Robinson (11), Tony Allen (10) | Reportaje Pts Reb Asts Otros          | Estadísticas LeBron James, 38 Antawn Jamison, 12 LeBron James y Mo Williams, 7 Otros: Antawn Jamison, 20 puntos; Delonte West, 14 puntos; Mo Williams, 12 puntos; Shaquille O'Neal, 12 puntos y 9 rebotes; Anthony Parker, 11 puntos | Pabellón: TD Banknorth Garden, Boston (Massachusetts) Asistencia: 18.624 espectadores Árbitros: #15 Bennett Salvatore, #41 Ken Mauer y #58 Zach Zarba Televisión: ESPN |  |  |
| Cleveland lidera 2-1 | |                                       | | |  |  |
|                      | |                                       | | |  |  |

Resumen: Boston Celtics perdieron su punto como local y establecieron dos récords de su franquicia: el de menos puntos en un cuarto de playoffs en casa (17) y la de peor derrota de playoffs en casa. LeBron James al término del primer cuarto, ya había producido 21 puntos y 4 rebotes, en una serie de 8/10 en tiros de 2 y 5/5 desde la línea de personal. Boston realizó un 6/21 en tiros de campo. Kendrick Perkins cometió falta sobre LeBron James en una transición (min 5). La ventaja creció a 17-36 al final del cuarto.
Cleveland encestó 142 puntos por cada 100 posesiones de balón y terminaron en un 59,5% en tiros de campo. James alcanzó los 38 puntos, 8 rechaces y 7 asistencias. Al cabo del primer cuarto aportaba ya 21, en el descanso se quedaba en 28 de los 65 de su equipo. Hasta el meridiano del segundo cuarto, los "verdes" fijaron la desventaja en 16-19 puntos. Dos aciertos adicionales LeBron (su punto 28.º) y de Antawn Jamison, estiró hasta el 41-65. Por 3 puntos perdieron este parcial y se marchaban a los vestuarios con -22, 43-65.
En el tercer cuarto los Cavs se iban a los 30 de diferencia (58-88, min 30). 70-96 al término del último cuarto. Con West, Powe, J.J. Hickson, Jamario Moon y Gibson) alcanzaron la máxima ventaja (+35). A falta de 2:22 para la conclusión, 4 puntos seguidos de Leon Powe, clavaban un 87-122. Los aciertos locales dejaron finalmente la distancia entre los dos contendientes en 29, 95-124.
34-53 fueron los números de los rebotes de ambos equipos. En puntos dentro de la pintura, las claves fueron de 32-50. Los libres, 72% contra 91%. En triples, 23 contra 41%. Cleveland rozó el 60% en tiros de campo globales, jugaron y anotaron todos los hombres, menos Jamario Moon; Antawn Jamison y Shaquille O'Neal aportaron dobles-dobles de 20+12 y de 12+9, respectivamente y un total de 6 jugadores terminaron con dobles dígitos en anotación.
Por los locales, el hombre más completo fue Rajon Rondo con 18 puntos, 5 rebotes y 8 asistencias. Kevin Garnett ofreció una serie de 8/11 para acabar con 19 tantos (3/3 en libres), Paul Pierce añadió 11 puntos y Ray Allen solo registró 9 puntos en 35 minutos.
| 9 de mayo          | Boston Celtics | 97–87                                 | Cleveland Cavaliers | |  |  |
| 15.30 h ET         | Parciales: 31-22, 23-23, 20-27, 23-15                                                                                           | Parciales: 31-22, 23-23, 20-27, 23-15 | Parciales: 31-22, 23-23, 20-27, 23-15 | |  |  |
|                    | Estadísticas Rajon Rondo, 29 Rajon Rondo, 18 Rajon Rondo, 13 Otros: Ray Allen y Kevin Garnett, 18 puntos; Tony Allen, 15 puntos | Reportaje Pts Reb Asts Otros          | Estadísticas LeBron James, 22 LeBron James, 9 LeBron James, 8 Otros: Shaquille O'Neal, 17 puntos; Antawn Jamison, 14 puntos y 6 rebotes; Mo Williams, 13 puntos | Pabellón: TD Banknorth Garden, Boston (Massachusetts) Asistencia: 18.624 espectadores Árbitros: #14 Joe DeRosa, #24 Mike Callahan y #38 Michael Smith Televisión: ABC |  |  |
| Serie empatada 2-2 | |                                       | | |  |  |
|                    | |                                       | | |  |  |

Resumen: Paul Pierce, con un 2+1 por falta de Mo Williams, ponía a los locales en ventaja 14-12, cruzando el ecuador del cuarto. No obstante, Boston acabó dominando el cuarto por 31-22. Es decir, un parcial de 13-29 desde el arranque acertado de los "cavs". Rondo aglutinaba 11 puntos, 5 rebotes y 3 asistencias.
En la siguiente entrada, con los titulares celtic en el banco, Cleveland logró acercarse hasta los 3 puntos de desventaja. Mo Williams colocaba un 34-31 en 4 minutos de juego. Los locales hicieron 1/4 en tiros, perder 2 balones y fallar 3 de los 4 libres que dispusieron. En el descanso, 54-45.
Tras la pausa, minuto 28, 60-51. En un parcial de 7-16 para Cavaliers, en 7 minutos, los visitantes empataron a 67. Las acciones de Rondo acercaron el marcador 74 a 72.
El último acto hubo un parcial de 10-0 para Celtics. Logran anotar 5 de las primeras 6 posesiones y Rondo participa en 3 de las 5 canastas de forma activa (anotando o asistiendo). Cleveland logra un 0/5 y 2 pérdidas de balón. 84-72. Cavaliers reacciona y se apunta un 2-12 de parcial y se colocan de nuevo a 2 de distancia, 86-84 (4:34 para el final).
Mo Williams pierde la pelota y Kevin Garnett falla un tiro para Celtics. Rondo captura el rebote en el aro rival y anotó. Era su punto 27 y su rebote 17º (3.er ofensivo). 92-85 (1:34 para el final). Tras un tiempo muerto de Mike Brown, LeBron James yerra su lanzamiento y con él se esfuman sus opciones al partido. De aquí al final, tiros libres por ambas partes, 97-87. Boston empató 2-2 la serie.
Rajon Rondo alcanzó 29 puntos, 18 rebotes y 13 asistencis. Kevin Garnett aportó 18 puntos y 6 rebotes. Ray Allen anotó otros 18 puntos, pero con porcentajes de 1/8 en triple para un 8/21 global en tiros de campo. Tony Allen alcanzó los 15 puntos.
Por los Cavaliers, LeBron James tuvo 22 puntos, 9 rebotes y 8 asistencias. Shaquille O'Neal ayudó con 17 tantos (en 27 minutos), Jamison con 14, Mo Williams 13 y Anthony Parker, 10.
Boston ganó el partido en los tableros (60 rebotes a 44) y en los puntos interiores (50-40). Cleveland sufrió 23 puntos por contragolpes. Los Cavs solo consiguieron 7 puntos en este apartado del juego.
| 11 de mayo        | Cleveland Cavaliers | 88–120                                | Boston Celtics | |  |  |
| 20.00 h ET        | Parciales: 23-20, 21-30, 19-30, 25-40 | Parciales: 23-20, 21-30, 19-30, 25-40 | Parciales: 23-20, 21-30, 19-30, 25-40 | |  |  |
|                   | Estadísticas Shaquille O'Neal, 21 Anderson Varejão, 8 LeBron James, 7 Otros: LeBron James, 15 puntos y 6 rebotes; Anthony Parker, 14 puntos | Reportaje Pts Reb Asts Otros          | Estadísticas Ray Allen, 25 Paul Pierce, 11 Rajon Rondo y Paul Pierce, 7 Otros: Paul Pierce, 21 puntos; Kevin Garnett, 18 puntos; Ray Allen 6/9 en tiros de 3 | Pabellón: Quicken Loans Arena, Cleveland (Ohio) Asistencia: 20.562 espectadores Árbitros: #17 Joe Crawford, #34 Marc Davis y #57 Greg Willard Televisión: TNT |  |  |
| Boston lidera 2-3 | |                                       | | |  |  |
|                   | |                                       | | |  |  |

Resumen: Con la victoria por 88-120, los Celtics le volvión a robar el factor cancha a los "cavs" y se adelanta en la serie 2 a 3. Ray Allen anotó 25 puntos, con una serie de tiros triples de 6/9; Paul Pierce rondó el triple-doble, con 21 puntos, 11 rebotes y 7 asistencias; Kevin Garnett añadió 18 tantos; Rajon Rondo registró 16 tantos y 7 asistencias; el pívot titular, Kendrick Perkins, aportó 10 puntos más con 7 rechaces y el reserva Tony Allen ayudó con otros 15 tantos.
Boston dominó en el rebote 39-54, en asistencias 20-27 y tuvo 10 pérdidas por 17 de Cleveland. En los porcentajes de tiro de campo hubo un 41% local contra el 55% visitante y, en lanzamientos triples, un 33.3% frente a un 53.3% (8/15).
Cuatro puntos de Antawn Jamison y la presencia interior de Shaquille O'Neal adelantaron a los Cavaliers 13-6 (min 6). Tras cinco tantos de Ray Allen, los de Boston emergen con un parcial de 3-12 y se colocan por primera vez por delante en el minuto 9. 16-18. Cleveland acaba por delante en el primer cuarto, 23-20.
A los 3 minutos del segundo período, 29-23 en el marcador, LeBron James es remplazado por Parker y O'Neal volvió al parqué. El equipo local acumula 9 posesiones negativas (5 tiros fallados, 3 pérdidas de balón y 1 falta en ataque) y sufre un parcial de 0-14. Celtics volcó la situación hasta un 29-37, min 20. Un acierto desde el arco de Ray Allen y varias aportaciones del reserva Shelden Williams estiran el marcador hasta un +8, 41-49. Tres postreros puntos de Ilgauskas establece el 44-50 para ir al vestuario.
Tras el descanso, Los Celtics se pusieron por encima de la decena, 44-56. Cleveland sufre otro parcial adverso en los 6 primeros minutos, en que solo Shaquille O'Neal consiguió acertar con el aro (6 puntos). Boston consiguió un 52-73 (min 32). Al acabar el tercer período el marcador ponía 63-80. Otro parcial de 25 a 40 dejó el resultado final en una diferencia de 32 puntos para Boston, (88-120).
LeBron James anotó 15 puntos, cogió 6 rebotes y repartió 7 asistencias en 41 minutos sobre la pista. pero tuvo 3/14 en los tiros enfectuados. Antawn Jamison solo aportó 9 tantos. Otros 9 puntos con 5 asistencias aportó Mo Williams. Shaquille O'Neal en 26 minutos en juego aportó 21 puntos para una serie de 7/11 en tiros de campo y de 7/10 en los libres.
| 13 de mayo                       | Boston Celtics | 94–85                                 | Cleveland Cavaliers | |  |  |
| 20.00 h ET                       | Parciales: 25-22, 26-27, 25-18, 18-18 | Parciales: 25-22, 26-27, 25-18, 18-18 | Parciales: 25-22, 26-27, 25-18, 18-18 | |  |  |
|                                  | Estadísticas Kevin Garnett, 22 Kevin Garnett, 12 Rajon Rondo, 12 Otros: Rajon Rondo, 21 puntos; Paul Pierce y Rasheed Wallace, 13 puntos; Kendrick Perkins, 7 rebotes y 2 tapones | Reportaje Pts Reb Asts Otros          | Estadísticas LeBron James, 27 LeBron James, 19 LeBron James, 10 Otros: Mo Williams, 22 puntos y 7 rebotes; Shaquille O'Neal, 11 puntos; Anderson Varejão, 7 rebotes | Pabellón: TD Banknorth Garden, Boston (Massachusetts) Asistencia: 18.624 espectadores Árbitros: #13 Monty McCutchen, #26 Bob Delaney y #32 Eddie F. Rush Televisión: ESPN |  |  |
| Boston Celtics gana la serie 2-4 | |                                       | | |  |  |
|                                  | |                                       | | |  |  |

Resumen: Boston eliminó al máximo favorito para ganar el campeonato, al saldar con victoria el sexto partido de la serie de semifinales.
Los de Boston sacaron las primeras ventajas del partido, 14-7 (min 5). Corría el minuto 9 y aunque Cleveland solo estuviese 20-15 por debajo, Kevin Garnett ya llevaba 8 puntos y 4 rebotes.
En el primer cuarto Mo Williams aportó 10 puntos junto con LeBron (9). Entre los dos, combinaban 19 de los 22 puntos del equipo. Celtics participaba con Garnett 8, Wallace 4, Rondo 5, Allen 4 y Perkins y Pierce, con 2 cada uno. 25-22.
Iniciado el segundo período, un parcial de 8-1 logra una diferencia para Boston, 33-23 (min 14). Luego de un tiempo muerto, los cavs se reordenan y devolvión el parcial con un 0-8. 33-31 (min 16). volvió Shaquille a la pista y Cleveland consiguieron ponerse por delante en el marcador, 42-43 a 3:44 para el descanso. En el descanso, 51-49 para Boston.
Tras la pausa, un 0-6 de inicio le otorga a los Cavaliers su mayor ventaja en todo el partido, 51-55. Tras establecer el empate a 57, Boston culmina una racha de 10-1, en los 4 minutos centrales del cuarto, y se alejan de nuevo a 67-58 (min 33). Al finalizar el cuarto, el marcador central señalaba un 76-67.
En el tiempo final, LeBron James con 2 triples consecutivos puso a los suyos a 78-74 (min 39). Tiempo regular de Doc Rivers. A la vuelta, Celtics impide a Cleveland anotar en los siguientes 4 minutos de partido. Un parcial de 10-0 comanda el luminoso hasta el 88-74; +14 Boston. Rajon Rondo anotó su vigésimo punto y sube la máxima ventaja, 90-76 (4:38 para el final). De aquí al bocinazo final, Cleveland anotó 9 puntos más pero ceden el partido por 94-85.
Cleveland ganó en rebotes (51-59) pero en pérdidas de balón estuvo 13 a 22.  LeBron alcanzó 27 tantos, 19 rebotes y 10 asistencias, un triple-doble. Mo Williams añadió 22 puntos, 7 rebotes y 4 asistencias. Shaquille O'Neal alcanzó los dobles dígitos, con 11 puntos.
Boston tuvo un mayor acierto global en los tiros de campo, 44 ante 38% visitante y, sus mejores hombres fueron Kevin Garnett, doble-doble de 22+12 rechaces; Rajon Rondo, otro doble-doble de 21 puntos y 12 asistencias; Paul Pierce y Rasheed Wallace, 13 tantos cada uno y el alero reserva, Tony Allen, aportó una decena más. El escolta tirador Ray Allen consiguió 8 puntos en una serie de 2/8.
|  |               |   |  |  |
|  | Orlando Magic | 4 |  |  |
|  | Orlando Magic | 4 |  |  |
|  | Atlanta Hawks | 0 |  |  |

| 4 de mayo          | Orlando Magic | 114–71                                | Atlanta Hawks | |  |  |
| 20.00 h ET         | Parciales: 25-23, 28-10, 32-11, 29-27 | Parciales: 25-23, 28-10, 32-11, 29-27 | Parciales: 25-23, 28-10, 32-11, 29-27 | |  |  |
|                    | Estadísticas Dwight Howard, 21 Dwight Howard, 12 Jameer Nelson, 5 Otros: Vince Carter, 20 puntos y 6 rebotes; Jameer Nelson, 19 puntos; J.J. Redick, 10 puntos; Dwight Howard, 5 tapones | Reportaje Pts Reb Asts Otros          | Estadísticas Josh Smith, 14 Joe Johnson y Zaza Pachulia, 7 Joe Johnson y Mike Bibby, 3 Otros: Zaza Pachulia, 12 puntos; Joe Johnson, 10 puntos | Pabellón: Amway Arena, Orlando (Florida) Asistencia: 17.461 espectadores Árbitros: #14 Joe DeRosa, #26 Bob Delaney y #49 Tom Washington Televisión: TNT |  |  |
| Orlando lidera 1-0 | |                                       | | |  |  |
|                    | |                                       | | |  |  |

Resumen:
En el comienzo, David Stern, comisionado de la NBA, presidió un acto en el que se anunciaba la asignación para organizar el All-Star 2012 al equipo de los Magic y a la ciudad de Orlando.
En el primer cuarto del partido hubo un intercambio de canastas constantes con ligeras iniciativas para ellos. La mayor fue solo de 3 puntos (9-12, min 5). Orlando se puso 14-12 (min 7). Jason Collins empataba a 16 tantos con una canasta bajo el aro. Un mate de Josh Smith resistía a los visitantes con 18-20, pero 5 puntos seguidos de Dwight Howard colocaban a Orlando por delante 23-20 y daba por finalizado el cuarto con 25-23. Josh Smith, el máximo anotador de Atlanta en el partido (14 puntos), consiguió anotar 10 de ellos en este primer cuarto.
En el minuto 14, persistía la igualdad en el luminoso, 27-27. Atlanta estuvo casi 6 minutos sin anotar. Dwight Howard, marcó 21 puntos (con 8/10 en tiros), 12 rebotes y 5 tapones (todos en la 1.ª mitad). Hubo un parcial local de 17-0. Ni 3 tiempos muertos (uno regular y uno corto de Mike Woodson, y otro oficial) pudieron cortar el juego local. Orlando construyó una ventaja de 20 al descanso, 53-33.
Si Atlanta en el primer cuarto solamente había anotado 10 puntos (en un parcial de cuarto de 28-10), en este, acertaría con otros 11, para un 32 a 11. A falta de los 12 minutos finales, Magic machacaba ganaba por 41, 85-44.
En el acto final, el parcial estuvo igualado en 29-27. El resultado final, 114-71.
Atlanta llegó muy agotado por el desenlace de su serie y por la diferencia de descanso de ambos equipos. Orlando llevaba preparando este primer partido una semana más que su rival. El entrenador local, Stan Van Gundy, citó un antecedente de este equipo: el 28 de abril de 1995 ganaban en el primer partido de 1.ª ronda a los Boston Celtics por 47 puntos de diferencia y, perdían en el segundo, dos días después.
Orlando dominó en puntos en la pintura (56-34), rebotes totales (61-44), asistencias (23-12) y porcentajes de tiro (52.4% frente a 34.6%). En triples, los Hawks consiguieron un 15%. Respecto a las actuaciones individuales, por Orlando, Dwight Howard marcó 21 puntos, 12 rebotes y 5 tapones), Vince Carter 20 tantos y 6 rebotes, Jameer Nelson 19 puntos, con 8/12, y 5 asistencias y el suplente J. J. Redick, que aportó 10 puntos. Jugaron y anotaron los 12 jugadores del equipo. Por los visitantes, Josh Smith aportó 14 puntos (10 de ellos en el 1.er cuarto y después de desinfló como todo el grupo), Zaza Pachulia, el pívot reserva, registró un 12+7, Joe Johnson aportó 10+7+3 y Marvin Williams, con 8 tantos y 4 rebotes. El mejor sexto hombre de la liga, Jamal Crawford acertó 5 puntos en 34 minutos sobre la pista.
| 6 de mayo          | Orlando Magic | 112–98                                | Atlanta Hawks | |  |  |
| 20.00 h ET         | Parciales: 32-27, 17-30, 35-26, 28-15 | Parciales: 32-27, 17-30, 35-26, 28-15 | Parciales: 32-27, 17-30, 35-26, 28-15 | |  |  |
|                    | Estadísticas Dwight Howard, 29 Dwight Howard, 17 Jameer Nelson y Rashard Lewis, 6 Otros: Vince Carter, 24 puntos y 7 rebotes; Jameer Nelson y Rashard Lewis, 20 puntos; Mickaël Piétrus, 13 puntos | Reportaje Pts Reb Asts Otros          | Estadísticas Al Horford, 24 Marvin Williams, 11 Joe Johnson, 5 Otros: Jamal Crawford, 23 puntos; Joe Johnson, 19 puntos; Josh Smith, 18 puntos y 9 rebotes; Al Horford, 10 rebotes | Pabellón: Amway Arena, Orlando (Florida) Asistencia: 17.461 espectadores Árbitros: #13 Monty McCutchen, #24 Mike Callahan y #34 Marc Davis Televisión: ESPN |  |  |
| Orlando lidera 2-0 | |                                       | | |  |  |
|                    | |                                       | | |  |  |

Resumen:
Dwight Howard maracó 29 puntos y 17 rebotes en 39 minutos y consiguió 8/9 en tiros libres y 8/9 en tiros de 2. Lideró la victoria del conjunto para acabar con la resistencia visitate por 112-98. A los 2 minutos ya tenía en su haber 6 puntos y 2 rebotes (para una salida de 8-2 de los Magic), para acabar el primer cuarto con 18 puntos, 5 rebotes y dos mates. Vince Carter hizo su mejor partido de playoffs con los Magic al aportar 24 puntos y 7 rebotes y Rashard Lewis y el base Jameer Nelson aportaron 20 puntos cada uno. 93 puntos entre los 4. A ello, el alero reserva Mickaël Piétrus añadió 13 tantos más.
Cuando los locales dominaban 20-11 (min 6), una técnica pitada a Matt Barnes, por protestar que le habían señalado 2 faltas consecutivas por su defensa sobre Joe Johnson, hizo que Atlanta reaccionara parcialmente con un 0-7, poniéndose en 20-18 (min 9). 32-27 fue el resultado al término del cuarto inicial.
En el segundo cuarto, la segunda unidad de los locales hizo aparición y los Hawks lograron un parcial de 2-13 en apenas 4 minutos, para colocarse por delante, 34-40. La ventaja creció hasta los 8 puntos, 36-44. Atlanta ganaba al llegar el descanso 49-57.
Jameer Nelson aportó 13 puntos, de sus 20 del partido, en el tercer cuarto. Orlando registró un parcial de 9-0 en los 3 primeros minutos del segunda tiempo, 58-57. Una racha de 14-8, con protagonismo de Nelson (un triple, 2 libres y 1 asistencia) cierra este parcial con el marcador en el aire, 84-83. Los visitantes alcanzaban la anotación del partido anterior (71 puntos) en el minuto 32 y 16 por jugarse. Llevaban 6/7 en triples, habían convertido los 25 tiros libres que habían intentado y lideraban los tableros con un 32-22 en los rechaces, pero la última canasta de Jameer Nelson sobre la bocina del cuarto, les dejaba un punto por debajo y ya no volverían a liderar el partido más.
Transcurrido minuto y medio de juego, los Magic iniciarían un decisivo parcial de 10-0 en tres minutos: 98-87, aunque aún quedaban 7:21 por delante. Tras un enceste de Joe Johnson, los Magic hicieron otro parcial de 9-0, con 2 triples más (uno de Nelson y otro de Lewis). Una racha global de 19-2 ponía el luminoso en 107-89 (4:29 para el final). La ventaja creció hasta +19 (109-90), y decreció paulatinamente a medida que se moría el partido y que Orlando se relajaba pensando en el siguiente. 112-98 marcó la distancia final.
Al Horford, doble-doble de 24 y 10; Jamal Crawford, 23 puntos; Joe Johnson con 19; Josh Smith otros 18 con 9 rechaces y Marvin Williams 9 puntos + 11 rebotes registraron los mejores números. Los Magic son los únicos invictos de playoffs.
| 8 de mayo          | Atlanta Hawks | 75–105                                | Orlando Magic | |  |  |
| 17.00 h ET         | Parciales: 18-28, 15-24, 22-27, 20-26                                                                                        | Parciales: 18-28, 15-24, 22-27, 20-26 | Parciales: 18-28, 15-24, 22-27, 20-26 | |  |  |
|                    | Estadísticas Jamal Crawford, 22 Josh Smith, 11 Al Horford, 3 Otros: Josh Smith, 15 puntos; Al Horford, 11 puntos y 8 rebotes | Reportaje Pts Reb Asts Otros          | Estadísticas Rashard Lewis, 22 Dwight Howard, 16 Jameer Nelson, 4 Otros: Dwight Howard, 21 puntos; Jameer Nelson, 14 puntos; Mickaël Piétrus, 13 puntos; Matt Barnes, 11 puntos; Marcin Gortat, 6 rebotes | Pabellón: Philips Arena, Atlanta (Georgia) Asistencia: 18.729 espectadores Árbitros: #32 Eddie F. Rush, #43 Dan Crawford y #73 Ed Malloy Televisión: ESPN |  |  |
| Orlando lidera 3-0 | |                                       | | |  |  |
|                    | |                                       | | |  |  |

Resumen: Orlando sigue siendo el único equipo invicto en playoffs (7-0),  con la victoria 75-105. Atlanta está al borde de la eliminación (3-0), perdió 9 de los 10 últimos encuentros que se han enfrentado. El pívot all-star de los Magic, Dwight Howard alcanzó 21 puntos (6/8 en tiros) y 16 rebotes. Lewis aportó 22 tantos (con un 4/7 en triples) y el base Jameer Nelson añadió 14 puntos. Desde el banco, el más destacado fue el francés Mickaël Piétrus, con otros 13 puntos.
Por Atlanta, el all-star Joe Johnson encestó 8 puntos en una serie de 3/15 en tiros de campo. Los locales terminaron con un 35% de tiro (29/83), mientras los foráneos subían hasta un 50.7 (36/71).
En el minuto 6, Josh Smith conseguía el empate a 11 puntos. Orlando cerró el cuarto con un parcial de 17-7 para irse con 10 de ventaja, 18-28. En el segundo acto, Dwight Howard solo pudo participar del juego en 6 min por cometer su 2.ª falta en una penetración de Pachulia durante el primer parcial, pero sus compañeros acertaron con 5 de sus 11 triples intentados (2 Lewis, 2 Pietrus y 1 Nelson), mientras los locales anotaron solo 15 puntos en los 12 min del cuarto. En el descanso, 33-52, +19.
En la segunda parte hubo un parcial de 7-2 y los Magic suben a +24, 35-59. Orlando volvió a ganar este tercer acto por 22-27 y también el último, por 20 a 26. Al final, 75-105, 30 abajo, volvieron a los guarismos del primer partido (71 puntos). Destacados: Jamal Crawford (22 puntos), un doble-doble de Josh Smith (15 más 11 rebotes) y el jugador de origen dominicano Al Horford, con 11 puntos y 8 rechaces.
Los locales perdieron en rebotes (44-62), las asistencias (9 por 21) y las faltas cometidas (24 por solo 16 de Orlando).
| 10 de mayo                      | Atlanta Hawks | 84–94                                 | Orlando Magic | |  |  |
| 20.00 h ET                      | Parciales: 23-24, 22-19, 21-22, 18-23                                                                                          | Parciales: 23-24, 22-19, 21-22, 18-23 | Parciales: 23-24, 22-19, 21-22, 18-23 | |  |  |
|                                 | Estadísticas Jamal Crawford, 18 Josh Smith, 8 Joe Johnson, 5 Otros: Puntos: Josh Smith (16), Joe Johnson (14), Al Horford (13) | Reportaje Pts Reb Asts Otros          | Estadísticas Vince Carter, 22 Dwight Howard y Ryan Anderson, 8 Jameer Nelson, 9 Otros: Rashard Lewis, 17 puntos y 6 rebotes; Jameer Nelson, 16 puntos; Dwight Howard, 13 puntos | Pabellón: Philips Arena, Atlanta (Georgia) Asistencia: 18.729 espectadores Árbitros: #15 Bennett Salvatore, #22 Bill Spooner y #9 Derrick Stafford Televisión: TNT |  |  |
| Orlando Magic gana la serie 4-0 | |                                       | | |  |  |
|                                 | |                                       | | |  |  |

Resumen: La victoria de Orlando Magic en el Philips Arena por 84-94, le otorga la clasificación para la Final de Conferencia contra el vencedor de la serie entre Cleveland y Boston. Magic ganó por 4-0, del mismo modo que hiciera con los Bobcats en 1.ª ronda. Con esta, acumulan 14 victorias consecutivas (los 6 últimos partidos de la temporada regular y los 8 partidos de playoffs). También acumulan un récord, desde el All-Star hasta hoy, de 31 victorias por 5 derrotas.
Vince Carter fue el máximo anotador con 22 tantos y Jameer Nelson añadió otros 16, más 9 pases de canasta para sus compañeros. Orlando tuvo un acierto de tiros de campo del 73.7% en el cuarto inicial, marcando 23-34 a los 12 minutos de juego.
Atlanta en el período inicial alcanzó un 58.8% de aciertos en los lanzamientos. Pero la defensa visitante forzó a que el nivel ofensivo de los Hawks bajase al 30% en los cuartos centrales y se quedase bordeando el 40% global en todo el encuentro. Tras el descanso, los desaciertos de los locales en el inicio del cuarto (0/5 en tiros) permitieron a Orlando registrar un parcial de 2-11. Se pasó de un 45-53 a un 47-74 (+17). Tiempo muerto de Mike Woodson. 8:36 para el final del cuarto.
Orlando convirtió 841 triples en la temporada regular. La mejor marca de la historia. En este partido, registraron 16/37 (43%) por solo 3 aciertos de Atlanta. Un total de 6 jugadores anotaron desde detrás del arco, en especial: Jameer Nelson, Rashard Lewis y Pietrus, con 4 cada uno. Dwight Howard consiguió 5/5 en sus lanzamientos para un total de 13 puntos y 8 rebotes. Jamal Crawford aportó 18 puntos y Joe Smith contribuyó con 16 para Atlanta que tuvieron un récord de temporada de 53-29 por 59-23 de los Magic.
Siete puntos consecutivos de Crawford, al final del tercer acto, acercaron, a 9 a los Hawks de Atlanta, 66-75. Pero un parcial de 0-9 en el inicio del último, acabó con las posibilidades de luchar por el encuentro. 66-84 (8:52 para el final). La diferencia cedió aún más tras tres triples consecutivos de los Magic. Jason Williams, con su acierto de 7.25, subía la máxima ventaja a falta de 4:34 para la conclusión, 71-93.

#### Final
|  |                |   |  |  |
|  | Orlando Magic  | 2 |  |  |
|  | Orlando Magic  | 2 |  |  |
|  | Boston Celtics | 4 |  |  |

| 16 de mayo        | Orlando Magic | 88–92                                 | Boston Celtics | |  |  |
| 15.30 h ET        | Parciales: 14-22, 18-19, 26-33, 30-18 | Parciales: 14-22, 18-19, 26-33, 30-18 | Parciales: 14-22, 18-19, 26-33, 30-18 | |  |  |
|                   | Estadísticas Vince Carter, 23 Dwight Howard, 12 Nelson, Carter, Lewis y Howard, 2 Otros: Jameer Nelson, 20 puntos; Dwight Howard, 13 puntos y 5 tapones | Reportaje Pts Reb Asts Otros          | Estadísticas Ray Allen, 25 Kevin Garnett, 11 Rajon Rondo, 8 Otros: Paul Pierce, 22 puntos y 9 rebotes; Rasheed Wallace, 13 puntos; Ray Allen, 7 rebotes | Pabellón: Amway Arena, Orlando (Florida) Asistencia: 17.461 espectadores Árbitros: #43 Dan Crawford, #41 Ken Mauer y #38 Michael Smith Televisión: ABC |  |  |
| Boston lidera 0-1 | |                                       | | |  |  |
|                   | |                                       | | |  |  |

Resumen:
Paul Pierce inauguró el partido y la serie con un triple a los 29 segundos de juego. Boston consiguió las primeras diferencias, 1-7 (min 2). Orlando Magic en el minuto 11 de juego, caía 10-20. Era la primera canasta de Glen Davis, pero la tercera asistencia de Rajon Rondo. Dos tiros libres de J.J. Redick minimizó la avalancha "verde", 14-22.
0-7 de inicio para Boston, con Rasheed Wallace estirando el marcador hasta 14-29. Vince Carter, a la postre el máximo anotador local, rebajó a menos de 9 puntos, 32-41. En el descanso Orlando había conseguido 4 de los primeros 22 lanzamientos que habían intentado, fallaron los nueve intentos triples de los que dispusieron y sufrieron 12 pérdidas de balón. Solo habían conseguido 14 tantos en los 17 minutos iniciales de la primera parte y solo permanecían como referencias ofensivas, Vince Carter, con 18 puntos y Jameer Nelson, con 14.
El punto cumbre de Orlando llegó con 8 puntos consecutivos de Jameer Nelson, en el inicio del 3.er cuarto (parcial de 8-2), que acercan a los de Florida a solo 3, 40-43. Pero, inmediatamente los Celtics consiguieron un parcial de 17 a 2, iniciado con un triple de Paul Pierce, que colocaba la ventaja a +20 (47-67). Faltaban 2:29 para finalizar el período. Los tiros libres acertados por Carter y Nelson cortaron el parcial visitante. Los Magic tenían los 12 últimos minutos de partido para levantar la desventaja de 16, 58-74.
En el cuarto final, Dwight Howard cometió la 4.ª falta en ataque por un codazo a Glen Davis y su 7.ª pérdida de balón. Después, otro triple abierto de Rasheed Wallace encumbraba un 60-77. Sale a pista el base Jason Williams para intentar revolucionar el partido. Cinco puntos de él, más un triple del francés Mickaël Piétrus, animan a sus compañeros. Howard consiguió su décimo punto del encuantro con un gancho y los Magic se acercan a los 10 de desventaja, 71-81 (7:25 para el final). Ray Allen mantenía a Boston con cinco puntos y un triple a falta de 5:34 para el final, 75-88. Esta sería la última canasta en juego de Boston. No acertarían ningún tiro de campo más en los 5:34 restantes, pero anotaron 4 tiros libres, dos de Paul Pierce y otros dos del propio Allen, que les serviría para llevarse el encuentro. Antes, en 5 minutos, los Magic lanzaban un 10-0 que les situaba a 3 de su rival, 85-88 (26.1 segundos para la bocina). Un tiro libre fallado por Vince Carter y un triple inútil de Rashard Lewis no dejaron acercarse más a Orlando.
Ray Allen, 25 puntos, y Paul Pierce, con 22, se combinaron para conseguir 47 tantos de los 92 del equipo (más del 50%). Lideraron a Boston para romper la condición de equipo invicto de los Magic de Orlando. Rasheed Wallace aportó 13 tantos desde el tiro exterior en 20 minutos. Hizo mucho daño a la defensa local. Kevin Garnett, 11 rebotes, se fajó en la defensa de Howard, al igual que Kendrick Perkins y Glen Davis.
Orlando no pudo remontar a pesar de los 56 puntos que anotó en la segunda parte. Con esta derrota, los locales rompieron la racha de victorias en casa que ostentaban desde el 14 de marzo. Y desde el 2 de abril que no perdían contra nadie. Vince Carter lideró a los suyos con 23 tantos y el base, Jameer Nelson añadió otros 20, más 9 rebotes. Dwight Howard aportó 13 puntos, 12 rebotes y 5 tapones en 39 minutos, pero acumuló 7 pérdidas de balón y un flojo 3/10 en tiros de campo.
| 18 de mayo        | Orlando Magic | 92–95                                 | Boston Celtics | |  |  |
| 20.30 h ET        | Parciales: 28-27, 23-26, 19-25, 22-17 | Parciales: 28-27, 23-26, 19-25, 22-17 | Parciales: 28-27, 23-26, 19-25, 22-17                                                                                                   | |  |  |
|                   | Estadísticas Dwight Howard, 30 Dwight Howard, 8 Jameer Nelson, J.J. Redick y Dwight Howard, 4 Otros: J.J. Redick y Vince Carter, 16 puntos; Dwight Howard, 12/17 en tiros libres | Reportaje Pts Reb Asts Otros          | Estadísticas Paul Pierce, 28 Kevin Garnett, 9 Rajon Rondo, 8 Otros: Rajon Rondo, 25 puntos; Kevin Garnett y Kendrick Perkins, 10 puntos | Pabellón: Amway Arena, Orlando (Florida) Asistencia: 17.461 espectadores Árbitros: #14 Joe DeRosa, #35 Marc Davis y #55 Bill Kennedy Televisión: ESPN |  |  |
| Boston lidera 0-2 | |                                       | | |  |  |
|                   | |                                       | | |  |  |

Resumen:
Paul Pierce anotó 28 puntos, junto a 5 rebotes y otras 5 asistencias, y Rajon Rondo, aportó 25 puntos más, con 5 rebotes y 8 pases de canasta. Ambos jugadores lideraron a los Celtics para vencer por segunda vez consecutiva a domicilio, 92-95, y colocarse con un 0-2 en la serie. Lewis aportó 5 puntos, tras hacer solo 6 tiros en 41 minutos de juego. Jameer Nelson se quedó en 9 estando 37 minutos en la pista. Además, el equipo entero tuvo un 39% de acierto en lanzamienos de campo.
Paul Pierce selló los 9 primeros puntos de su equipo (5-9, min 3). Su segundo acierto desde la línea de triple significaba el 23-12 (min 8). Orlando, gracias a un buen parcial de 10-0 en 2 minutos y medio, se colocó cerca (23-22). El cuarto terminó con mínima local, 28-27, después de un triple de J.J. Redick y certificar la racha hasta un 16-2. Carter recibió una falta técnica por protestar y, Dwight Howard cometió una falta un par de minutos después.
Boston celebra su 5.ª victoria consecutiva en playoffs y esto marca la primera vez que Orlando pierde dos encuentros seguidos en casa desde los partidos 4 y 5 de las Finales de junio de 2009. En esta ocasión, Dwight Howard registró 30 puntos. Vince Carter y J.J. Redick aportaron 16 tantos cada uno. Un parcial de 1-13 abandonó un marcador de 59-57 para los locales para transformarlo en un 60-70 para Boston. Redick había convertido un solitario tiro libre por defensa ilegal de los Celtics. Con ello, y un triple de Rasheed Wallace en la apertura del último cuarto, mantuvo la diferencia en los dobles dígitos.
A principio del último cuarto tuvo problemas de faltas con Wallace, Kendrick Perkins y Paul Pierce. Perkins fue eliminado a 7:44 del final. Era el encargado principal de frenar al pívot local, Howard. Sin embargo, Paul Pierce supo mantenerse hasta el final y ser una pieza vital para sus compañeros. Hizo su 6.ª falta, a 32 segundos del final de partido, sobre Vince Carter. Pocos instantes antes, había convertido dos tiros libres para establecer el 92-95. Carter no anotó ninguno de sus dos tiros de castigo y los Celtics recogieron el rebote y ganaron el encuentro.
| 22 de mayo        | Boston Celtics | 94–71                                 | Orlando Magic | |  |  |
| 20.30 h ET        | Parciales: 27-12, 24-22, 24-13, 19-24                                                                                                  | Parciales: 27-12, 24-22, 24-13, 19-24 | Parciales: 27-12, 24-22, 24-13, 19-24 | |  |  |
|                   | Estadísticas Glen Davis, 17 Paul Pierce, 9 Rajon Rondo, 12 Otros: Puntos: Paul Pierce (15), Ray Allen (14), Rajon Rondo (11) y 4 robos | Reportaje Pts Reb Asts Otros          | Estadísticas Vince Carter y Jameer Nelson, 15 Dwight Howard, 7 Matt Barnes, Vince Carter y J.J. Redick, 2 Otros: Mickaël Piétrus, 12 puntos; Marcin Gortat, 6 rebotes; Dwight Howard, 3 tapones | Pabellón: TD Banknorth Garden, Boston (Massachusetts) Asistencia: 18.624 espectadores Árbitros: #15 Bennett Salvatore, #22 Bill Spooner y #57 Greg Willard Televisión: ESPN |  |  |
| Boston lidera 0-3 | |                                       | | |  |  |
|                   | |                                       | | |  |  |

| 24 de mayo        | Boston Celtics | 92–96                                                     | Orlando Magic | |  |  |
| 20.30 h ET        | Parciales: 26-31, 21-20, 21-16, 18-19, (Prórroga 1)= 6-10                                                                                    | Parciales: 26-31, 21-20, 21-16, 18-19, (Prórroga 1)= 6-10 | Parciales: 26-31, 21-20, 21-16, 18-19, (Prórroga 1)= 6-10 | |  |  |
|                   | Estadísticas Paul Pierce, 32 Kevin Garnett, 12 Rajon Rondo, 8 Otros: Ray Allen, 22 puntos; Kevin Garnett, 14 puntos; Paul Pierce, 11 rebotes | Reportaje Pts Reb Asts Otros                              | Estadísticas Dwight Howard, 32 Dwight Howard, 16 Jameer Nelson, 9 Otros: Jameer Nelson, 23 puntos; Rashard Lewis, 13 puntos; J.J. Redick, 12 puntos; Matt Barnes, 7 rebotes | Pabellón: TD Banknorth Garden, Boston (Massachusetts) Asistencia: 18.624 espectadores Árbitros: #48 Scott Foster, #26 Bob Delaney y #9 Derrick Stafford Televisión: ESPN |  |  |
| Boston lidera 1-3 | |                                                           | | |  |  |
|                   | |                                                           | | |  |  |

| 26 de mayo        | Orlando Magic | 113–92                                | Boston Celtics | |  |  |
| 20.30 h ET        | Parciales: 31-27, 26-22, 27-26, 29-17 | Parciales: 31-27, 26-22, 27-26, 29-17 | Parciales: 31-27, 26-22, 27-26, 29-17 | |  |  |
|                   | Estadísticas Jameer Nelson, 24 Dwight Howard, 10 Jameer Nelson y Jason Williams, 5 Otros: Dwight Howard, 21 puntos y 5 tapones; Rashard Lewis, 14 puntos y 7 rebotes; J.J. Redick, 14 puntos | Reportaje Pts Reb Asts Otros          | Estadísticas Rasheed Wallace, 21 Kevin Garnett, 5 Ray Allen, 7 Otros: Rajon Rondo, 19 puntos y 6 asistencias; Paul Pierce, 18 puntos; Kevin Garnett, 10 puntos | Pabellón: Amway Arena, Orlando (Florida) Asistencia: 17.461 espectadores Árbitros: #17 Joe Crawford, #32 Eddie F. Rush y #49 Tom Washington Televisión: ESPN |  |  |
| Boston lidera 2-3 | |                                       | | |  |  |
|                   | |                                       | | |  |  |

| 28 de mayo               | Boston Celtics | 96–84                                 | Orlando Magic | |  |  |
| 20.30 h ET               | Parciales: 30-19, 25-23, 27-19, 14-23 | Parciales: 30-19, 25-23, 27-19, 14-23 | Parciales: 30-19, 25-23, 27-19, 14-23 | |  |  |
|                          | Estadísticas Paul Pierce, 31 Paul Pierce, 13 Rajon Rondo, 6 Otros: Puntos: Ray Allen (20), Rajon Rondo (14), Nate Robinson (13), Kevin Garnett (10) | Reportaje Pts Reb Asts Otros          | Estadísticas Dwight Howard, 28 Dwight Howard, 12 Jameer Nelson, 4 Otros: Vince Carter, 17 puntos; Jameer Nelson, 11 puntos; Rashard Lewis, 8 rebotes | Pabellón: TD Banknorth Garden, Boston (Massachusetts) Asistencia: 18.624 espectadores Árbitros: #13 Monty McCutchen, #24 Mike Callahan y #41 Ken Mauer Televisión: ESPN |  |  |
| Boston gana la serie 2-4 | |                                       | | |  |  |
|                          | |                                       | | |  |  |

## Final de la NBA
|  |                    |   |  |  |
|  | Los Angeles Lakers | 4 |  |  |
|  | Los Angeles Lakers | 4 |  |  |
|  | Boston Celtics     | 3 |  |  |

| 3 de junio                    | Los Angeles Lakers | 102–89                                | Boston Celtics | |  |  |
| 21.00 h ET                    | Parciales: 26-21, 24-20, 34-23, 18-25 | Parciales: 26-21, 24-20, 34-23, 18-25 | Parciales: 26-21, 24-20, 34-23, 18-25 | |  |  |
|                               | Estadísticas Kobe Bryant, 30 Pau Gasol, 14 Kobe Bryant, 6 Otros: Pau Gasol, 23 puntos y 3 tapones; Ron Artest, 15 puntos (3/5 en triples); Andrew Bynum, 10 puntos y 6 rebotes | Reportaje Pts Reb Asts Otros          | Estadísticas Paul Pierce, 24 Paul Pierce, 9 Rajon Rondo, 8 Otros: Kevin Garnett, 16 puntos; Rajon Rondo, 13 puntos y 6 rebotes; Ray Allen, 12 puntos | Pabellón: Staples Center, Los Ángeles (California) Asistencia: 18.997 espectadores Árbitros: #17 Joe Crawford, #14 Joe DeRosa y #9 Derrick Stafford Televisión: ABC |  |  |
| Los Angeles Lakers lidera 1-0 | |                                       | | |  |  |
|                               | |                                       | | |  |  |

| 6 de junio                         | Los Angeles Lakers | 94–103                                | Boston Celtics | |  |  |
| 20.00 h ET                         | Parciales: 22-29, 26-25, 24-18, 22-31 | Parciales: 22-29, 26-25, 24-18, 22-31 | Parciales: 22-29, 26-25, 24-18, 22-31 | |  |  |
|                                    | Estadísticas Pau Gasol, 25 Pau Gasol, 8 Kobe Bryant, 6 Otros: Andrew Bynum, 21 puntos, 6 rebotes y 7 tapones; Kobe Bryant, 21 puntos y 5 rebotes; Pau Gasol, 6 tapones | Reportaje Pts Reb Asts Otros          | Estadísticas Ray Allen, 32 Rajon Rondo, 12 Rajon Rondo, 10 Otros: Ray Allen, 8/11 en triples; Rajon Rondo, 19 puntos; Kendrick Perkins, 12 puntos y 6 rebotes; Paul Pierce, 10 puntos | Pabellón: Staples Center, Los Ángeles (California) Asistencia: 18.997 espectadores Árbitros: #13 Monty McCutchen, #24 Mike Callahan y #41 Ken Mauer Televisión: ABC |  |  |
| Boston Celtics empata la serie 1-1 | |                                       | | |  |  |
|                                    | |                                       | | |  |  |

| 8 de junio                    | Boston Celtics | 84–91                                 | Los Angeles Lakers | |  |  |
| 21.00 h ET                    | Parciales: 17-26, 23-26, 21-15, 23-24 | Parciales: 17-26, 23-26, 21-15, 23-24 | Parciales: 17-26, 23-26, 21-15, 23-24 | |  |  |
|                               | Estadísticas Kevin Garnett, 25 Kendrick Perkins, 11 Rajon Rondo, 8 Otros: Puntos: Paul Pierce (15), Glen Davis (12), Rajon Rondo (11); Kevin Garnett, 11/16 tiros de campo | Reportaje Pts Reb Asts Otros          | Estadísticas Kobe Bryant, 29 Pau Gasol y Andrew Bynum, 10 Kobe Bryant y Pau Gasol, 4 Otros: Puntos: Derek Fisher (16), Pau Gasol (13), Lamar Odom (12, 5/5 en tiros de campo) | Pabellón: TD Banknorth Garden, Boston (Massachusetts) Asistencia: 18.624 espectadores Árbitros: #43 Dan Crawford, #15 Bennett Salvatore y #55 Bill Kennedy Televisión: ABC |  |  |
| Los Angeles Lakers lidera 2-1 | |                                       | | |  |  |
|                               | |                                       | | |  |  |

| 10 de junio                        | Boston Celtics | 96–89                                 | Los Angeles Lakers | |  |  |
| 21.00 h ET                         | Parciales: 19-16, 23-29, 18-17, 36-27 | Parciales: 19-16, 23-29, 18-17, 36-27 | Parciales: 19-16, 23-29, 18-17, 36-27 | |  |  |
|                                    | Estadísticas Paul Pierce, 19 Kendrick Perkins, 7 Paul Pierce, 5 Otros: Glen Davis, 18 puntos y 5 rebotes; Kevin Garnett, 13 puntos y 6 rebotes; Ray Allen y Nate Robinson, 12 puntos | Reportaje Pts Reb Asts Otros          | Estadísticas Kobe Bryant, 33 Ron Artest y Lamar Odom, 7 Ron Artest y Pau Gasol, 3 Otros: Pau Gasol, 21 puntos y 6 rebotes; Lamar Odom, 10 puntos | Pabellón: TD Banknorth Garden, Boston (Massachusetts) Asistencia: 18.624 espectadores Árbitros: #48 Scott Foster, #32 Eddie F. Rush y #57 Greg Willard Televisión: ABC |  |  |
| Boston Celtics empata la serie 2-2 | |                                       | | |  |  |
|                                    | |                                       | | |  |  |

| 13 de junio               | Boston Celtics | 92–86                                 | Los Angeles Lakers                                                                                           | |  |  |
| 20.00 h ET                | Parciales: 22-20, 23-19, 28-26, 19-21 | Parciales: 22-20, 23-19, 28-26, 19-21 | Parciales: 22-20, 23-19, 28-26, 19-21                                                                        | |  |  |
|                           | Estadísticas Paul Pierce, 27 Kevin Garnett, 10 Rajon Rondo, 8 Otros: Kevin Garnett, 18 puntos y 5 robos; Rajon Rondo, 18 puntos y 5 rebotes; Kendrick Perkins, 7 rebotes | Reportaje Pts Reb Asts Otros          | Estadísticas Kobe Bryant, 38 Pau Gasol, 12 Kobe Bryant, 4 Otros: Pau Gasol, 12 puntos; Lamar Odom, 8 rebotes | Pabellón: TD Banknorth Garden, Boston (Massachusetts) Asistencia: 18.624 espectadores Árbitros: #17 Joe Crawford, #24 Mike Callahan y #9 Derrick Stafford Televisión: ABC |  |  |
| Boston Celtics lidera 2-3 | |                                       | | |  |  |
|                           | |                                       | | |  |  |

| 15 de junio                            | Los Angeles Lakers | 89–67                                 | Boston Celtics | |  |  |
| 21.00 h ET                             | Parciales: 28-18, 23-13, 25-20, 13-16 | Parciales: 28-18, 23-13, 25-20, 13-16 | Parciales: 28-18, 23-13, 25-20, 13-16 | |  |  |
|                                        | Estadísticas Kobe Bryant, 26 Pau Gasol, 13 Pau Gasol, 9 Otros: Pau Gasol, 17 puntos y 3 tapones; Ron Artest, 15 puntos y 6 rebotes; Kobe Bryant, 11 rebotes; Lamar Odom, 10 rebotes | Reportaje Pts Reb Asts Otros          | Estadísticas Ray Allen, 19 Glen Davis, 9 Rajon Rondo, 6 Otros: Paul Pierce, 13 puntos; Kevin Garnett, 12 puntos y 6 rebotes; Rajon Rondo 10 puntos | Pabellón: Staples Center, Los Ángeles (California) Asistencia: 18.997 espectadores Árbitros: #13 Monty McCutchen, #14 Joe DeRosa y #41 Ken Mauer Televisión: ABC |  |  |
| Los Angeles Lakers empata la serie 3-3 | |                                       | | |  |  |
|                                        | |                                       | | |  |  |

| 17 de junio                                                           | Los Angeles Lakers | 83–79                                 | Boston Celtics | |  |  |
| 21.00 h ET                                                            | Parciales: 14-23, 20-17, 19-17, 30-22 | Parciales: 14-23, 20-17, 19-17, 30-22 | Parciales: 14-23, 20-17, 19-17, 30-22 | |  |  |
|                                                                       | Estadísticas Kobe Bryant, 23 Pau Gasol, 18 Pau Gasol, 4 Otros: Ron Artest, 20 puntos, 5 rebotes y 5 robos; Pau Gasol, 19 puntos; Kobe Bryant, 15 rebotes | Reportaje Pts Reb Asts Otros          | Estadísticas Paul Pierce, 18 Paul Pierce, 10 Rajon Rondo, 10 Otros: Kevin Garnett, 17 puntos y 4 tapones; Rajon Rondo, 14 puntos y 8 rebotes; Ray Allen, 13 puntos | Pabellón: Staples Center, Los Ángeles (California) Asistencia: 18.997 espectadores Árbitros: #17 Joe Crawford, #43 Dan Crawford y #48 Scott Foster Televisión: ABC |  |  |
| Los Angeles Lakers ganó las finales 4-3 y el campeonato NBA 2009-2010 | |                                       | | |  |  |
|                                                                       | |                                       | | |  |  |